# Liste von Trägern des Bundesverdienstkreuzes
In dieser Liste sind in der Wikipedia aufgeführte Träger des Bundesverdienstkreuzes (Verdienstorden der Bundesrepublik Deutschland) mit kurzen Angaben zur Person aufgeführt.
Bisher wurde der Verdienstorden der Bundesrepublik Deutschland rund 263.000 Mal verliehen (Stand Ende 2022).
Hinweis: Aufgrund der hohen Zahl der Träger ist in den Stufen Verdienstkreuz 1. Klasse, Verdienstkreuz am Bande und Verdienstmedaille eine vollständige Auflistung der Träger nicht angestrebt, vielmehr werden nur Träger mit Wikipedia-Artikel hier eingetragen.

## Inhaltsverzeichnis
- 1 Großkreuze
  - 1.1 Sonderstufe des Großkreuzes
  - 1.2 Großkreuz in besonderer Ausführung
  - 1.3 Großkreuz
- 2 Große Verdienstkreuze
  - 2.1 Großes Verdienstkreuz mit Stern und Schulterband
  - 2.2 Großes Verdienstkreuz mit Stern
  - 2.3 Großes Verdienstkreuz
- 3 Verdienstkreuze
  - 3.1 Verdienstkreuz 1. Klasse
  - 3.2 Verdienstkreuz am Bande
- 4 Verdienstmedaille
- 5 Stufe/Ausprägung ungeklärt
- 6 Verweigerte, zurückgegebene und aberkannte Bundesverdienstkreuze

## Großkreuze

### Sonderstufe des Großkreuzes
1953/1954
- Getúlio Vargas, Brasilien am 20. Mai 1953
- Manuel A. Odria, Peru am 20. Juli 1953
- Juan Perón, Argentinien am 25. August 1953
- Gustavo Rojas Pinilla, Kolumbien am 30. Oktober 1953
- Carlos Ibáñez del Campo, Chile am 21. November 1953
- Luigi Einaudi, Italien am 2. Januar 1954
- Paul I. von Griechenland, Griechenland am 8. März 1954
- Marcos Pérez Jiménez, Venezuela am 15. April 1954
- Adolfo Ruiz Cortines, Mexiko am 11. Juni 1954
- Celâl Bayar, Türkei am 12. Juni 1954
- Haile Selassie, Äthiopien am 6. November 1954
- José María Velasco Ibarra, Ecuador am 11. November 1954
- Andrés Martínez Trueba, Uruguay am 13. November 1954
- Oscar Osorio, El Salvador am 29. Dezember 1954
- Víctor Paz Estenssoro, Bolivien am 30. Dezember 1954

1955–1959
- Ásgeir Ásgeirsson, Island am 3. Januar 1955
- Seán Ó Ceallaigh, Irland am 25. Februar 1955
- Mohammad Reza Schah Pahlavi, Iran am 27. Februar 1955
- Soraya Esfandiary Bakhtiari, Iran am 27. Februar 1955
- Hector B. Trujillo Molina, Dominikanische Republik am 22. März 1955
- Paul Eugène Magloire, Haiti am 10. Dezember 1955
- Juscelino Kubitschek, Brasilien am 10. April 1956
- Friederike von Griechenland am 8. Mai 1956
- Giovanni Gronchi, Italien am 18. Juli 1956
- William S. Tubman, Liberia am 5. Oktober 1956
- Antoinette Tubman, Liberia am 5. Oktober 1956
- Theodor Körner, Österreich am 17. Oktober 1956
- Carla Gronchi, Italien am 3. Dezember 1956
- Fulgencio Batista, Kuba am 28. Mai 1957
- Adolf Schärf, Österreich am 11. Juni 1957
- Manuel Prado y Ugarteche, Peru am 29. Juli 1957
- Camilo Ponce Enríquez, Ecuador 1958
- Elisabeth II., Vereinigtes Königreich am 29. September 1958
- Philip, Duke of Edinburgh, Vereinigtes Königreich am 29. September 1958
- Luis Somoza Debayle, Nicaragua 1959
- Ahmed Sékou Touré, Guinea 1959
- Andrée Touré, Guinea 1959

1960–1979
- Bhumibol Adulyadej, Thailand 1960
- Sirikit, Thailand 1960
- Arturo Frondizi, Argentinien 1960
- Elena Faggionato de Frondizi, Argentinien 1960
- José María Lemus López, El Salvador 1960
- Clorinda Málaga de Prado, Peru 1960
- Charles de Gaulle, Frankreich 1961
- Mohammed Sahir Schah, Afghanistan am 7. August 1963
- Diosdado Macapagal, Philippinen im November 1963
- Evangelina Macapagal, Philippinen im November 1963
- Mahendra, Nepal 1964
- Ratna von Nepal, 1964
- Schahbanu Farah Pahlavi, Iran 1967
- Ismail Nasiruddin Shah, Malaysia am 9. März 1967
- Juliana der Niederlande, Niederlande am 24. November 1969
- Bernhard der Niederlande am 24. November 1969
- Nicolae Ceaușescu, Rumänien am 17. Mai 1971
- Josip Broz Tito, Jugoslawien am 24. Juni 1974
- Valéry Giscard d’Estaing, Frankreich am 21. April 1975
- Daniel Oduber Quirós, Costa Rica
- Juan Carlos I. und Sophia von Griechenland, Spanien am 19. April 1977
- Taufaʻahau Tupou IV., Tonga am 2. Dezember 1977
- Halaevalu Mataʻaho ʻAhomeʻe, Tonga am 2. Dezember 1977
- Silvia von Schweden, Schweden am 20. März 1979

1980–1999
- António Ramalho Eanes, Portugal 1980
- Beatrix der Niederlande am 1. März 1983
- Claus der Niederlande am 1. März 1983
- Birendra, Nepal im Oktober 1986
- Vigdís Finnbogadóttir, Island 1988
- Mário Soares, Portugal 1991
- Azlan Shah, Malaysia am 7. September 1992
- Andrew Bertie, Souveräner Malteserorden 1992
- George H. W. Bush, Vereinigte Staaten von Amerika am 20. Dezember 1993
- Harald V., Norwegen am 18. April 1994
- Lech Wałęsa, Polen am 25. Juni 1994
- Fernando Henrique Cardoso, Brasilien 1995
- Tuanku Jaafar, Malaysia 1996
- Hassanal Bolkiah, Brunei am 30. März 1998
- Hamad bin Chalifa Al Thani, Katar am 27. Mai 1999
- Michail Gorbatschow, Russland am 7. November 1999
- Eduard Schewardnadse, Georgien 1999
- Jorge Sampaio, Portugal 1999

Seit 2000
- Süleyman Demirel, Türkei am 6. April 2000
- Václav Havel, Tschechien am 10. Mai 2000
- Árpád Göncz, Ungarn am 28. Juni 2000
- Lennart Meri, Estland am 6. November 2000
- Tarja Halonen, Finnland am 10. September 2001
- Guido de Marco, Malta am 6. November 2001
- Aleksander Kwaśniewski, Polen am 6. März 2002
- Abdullah II. bin al-Hussein, Jordanien am 21. Oktober 2002
- Rania von Jordanien am 21. Oktober 2002
- Vaira Vīķe-Freiberga, Lettland am 17. März 2003
- Valdas Adamkus, Litauen am 25. Oktober 2005
- Marc Ravalomanana, Madagaskar am 6. April 2006
- John Agyekum Kufuor, Ghana 2008
- Aníbal Cavaco Silva, Portugal am 26. Mai 2009
- Sabah al-Ahmad al-Dschabir as-Sabah, Kuwait am 27. April 2010
- François Hollande, Frankreich am 3. September 2013
- Toomas Hendrik Ilves, Estland 2013
- Miloš Zeman, Tschechien 2014
- Borut Pahor, Slowenien am 25. November 2014
- Marie Louise Coleiro Preca, Malta am 29. April 2015
- Philippe von Belgien
- Mathilde d’Udekem d’Acoz, Belgien am 8. März 2016
- Rossen Plewneliew, Bulgarien 2016
- Willem-Alexander der Niederlande, 2017
- Máxima der Niederlande, 2017
- Andrej Kiska, Slowakei am 17. November 2017
- Sauli Niinistö, Finnland am 17. September 2018
- Raimonds Vējonis, Lettland am 22. Februar 2019
- Guðni Th. Jóhannesson, Island am 12. Juni 2019
- Sergio Mattarella, Italien am 19. September 2019
- Giacomo Dalla Torre del Tempio di Sanguinetto, Souveräner Malteserorden am 21. Oktober 2019
- Qabus ibn Said, Oman
- Charles III., Vereinigtes Königreich am 29. März 2023
- Camilla, Queen Consort, Vereinigtes Königreich am 29. März 2023
- Joseph „Joe“ Robinette Biden, Jr., Vereinigte Staaten von Amerika am 18. Oktober 2024

Bundespräsidenten
Träger sind auch alle Bundespräsidenten der Bundesrepublik Deutschland, die das Großkreuz ohne Verleihungsurkunde als Insigne zum Amtsantritt überreicht bekommen.
- Theodor Heuss (erst 1952 mit Stiftung des Verdienstordens)
- Heinrich Lübke (1959)
- Gustav Heinemann (1969)
- Walter Scheel (1974)
- Karl Carstens (1979)
- Richard von Weizsäcker (1984)
- Roman Herzog (1994)
- Johannes Rau (1999)
- Horst Köhler (2004)
- Christian Wulff (2010)
- Joachim Gauck (2012)
- Frank-Walter Steinmeier (2017)

### Großkreuz in besonderer Ausführung
- Konrad Adenauer, Bundeskanzler der Bundesrepublik Deutschland (31. Januar 1954)
- Helmut Kohl, Bundeskanzler der Bundesrepublik Deutschland (26. Oktober 1998)
- Angela Merkel, Bundeskanzlerin der Bundesrepublik Deutschland a. D. (17. April 2023)

### Großkreuz
- Hermann Josef Abs, Bankier (1988)
- Andrus Ansip, estnischer Politiker (2013)
- Bärbel Bas, Präsidentin des Deutschen Bundestages (2023)
- Augustin Bea, Kardinal (1960)
- Kurt Beck, Politiker (2004)
- Berthold Beitz, Industrieller (1987)
- Ernst Benda, Präsident des Bundesverfassungsgerichts (1983)
- Anton Benya, österreichischer Politiker (1975)
- Karl Bernard, Vorsitzender des Zentralbankrates der Bank Deutscher Länder (1957)
- Kurt Biedenkopf, Ministerpräsident (1999)
- Karl Blessing, Vorsitzender der Deutschen Bundesbank (1965)
- Ludwig Bölkow, Ingenieur und Unternehmer (2003)
- Holger Börner, Politiker (1987)
- Willy Brandt, Politiker (1959)
- Heinrich von Brentano, Politiker (1955)
- Federico Callori di Vignale, Kardinal (1958)
- Nicola Canali, Kurienkardinal (1956)
- José María Caro Rodríguez, Kardinal (1954)
- Fritz Catta, Politiker (FDP) (1956)
- Wesley Clark, US-amerikanischer General
- Cornelius Christopher Cremin, irischer Diplomat (1960)
- Lucius D. Clay, US-amerikanischer General der Berliner Luftbrücke (1965)
- Celso Costantini, Kurienkardinal (1956)
- Dipendra, nepalesischer Politiker und Kronprinz (1997)
- Mario Draghi, italienischer Wirtschaftswissenschaftler, Präsident der EZB (2020)
- Wim Duisenberg, Präsident der europäischen Zentralbank (2002)
- Ludwig Erhard, Politiker (1953)
- Otmar Emminger, Präsident der Deutschen Bundesbank (1979)
- Theodor Rudolf Georg Eschenburg, Politikwissenschaftler (1986)
- Patricia Espinosa Cantellano, mexikanische Diplomatin (2013)
- Michael von Faulhaber, Kardinal (1951)
- Hans Filbinger, Politiker (1970)
- Joseph Frings, Kardinal (1951)
- Hans-Georg Gadamer, Philosoph (1993)
- Karl Geiler, Politiker (1952)
- Hans Dietrich Genscher, Bundesminister (1979)
- Hans Globke, Staatssekretär (1963)
- Gyanendra, nepalesischer Politiker und Kronprinz (1996)
- Otto Hahn, Kernchemiker (1959)
- Joseph Höffner, Kardinal (1982)
- Lorenz Jaeger, Kardinal (1969)
- Mehdi Jomaâ, tunesischer Politiker (2015)
- Jean-Claude Juncker, luxemburgischer Politiker (2013)
- Kersti Kaljulaid, estnische Politikerin (2023)
- John Kerry, US-amerikanischer Politiker (2016)
- Kurt Georg Kiesinger, Politiker (1960)
- Ban Ki-moon, südkoreanischer Diplomat, UN-Generalsekretär (2016)
- Egon Klepsch, Präsident des Europäischen Parlaments (1994)
- Roland Koch, Politiker (2011)
- Helmut Kohl, Ministerpräsident (1979)
- Hinrich Wilhelm Kopf, Politiker (1953)
- Eberhard von Kuenheim, Aufsichtsratsvorsitzender (1999)
- Otto Graf Lambsdorff, Bundesminister (2000)
- Norbert Lammert, Politiker (2007)
- Georg Leber, Politiker (1976)
- Richard Lehners, Politiker (1966)
- Johannes Lilje, Landesbischof
- Jutta Limbach, Präsidentin des Bundesverfassungsgerichts (2002)
- Paul Löbe, Politiker (1951)
- Wilhelmine Lübke (1969)
- Augustinus Mayer, Kardinal (1991)
- Yehudi Menuhin, Geiger und Dirigent (1997)
- Pedro José Ribeiro de Menezes, portugiesischer Diplomat (1999)
- Angela Merkel, Bundeskanzlerin der Bundesrepublik Deutschland (2008)
- Clemente Micara, Kardinal (1956)
- Peter Milliken, kanadischer Anwalt und Politiker (2012)
- Wolfgang Mischnick, Politiker (1973)
- Aloysius Muench, Erzbischof (1957)
- Joseph Muscat, maltesischer Politiker (2015)
- Oswald von Nell-Breuning, Theologe (1990)
- Martin Niemöller, Theologe (1970)
- Karl Olfers, Politiker (1954)
- Werner Otto, Unternehmer (2001)
- Hans-Jürgen Papier, Präsident des Bundesverfassungsgerichts (2010)
- Adeodato Giovanni Piazza, Kardinal (1956)
- Heinz Pinner, Rechtsanwalt (1985)
- Giuseppe Pizzardo, Kardinal (1958)
- Karl Otto Pöhl, Präsident der Deutschen Bundesbank (1991)
- Hippolyt Poschinger von Frauenau, Unternehmer, Forstwirt und Politiker (1982)
- Joseph Ratzinger, Kardinal (1994)
- Annemarie Renger, Politikerin (1974)
- Paul Rohloff, Politiker (1966)
- Angelo Giuseppe Roncalli, Kardinal (1957)
- António de Oliveira Salazar, portugiesischer Politiker (1953)
- Antonio Samorè, Kardinal (1956)
- Wolfgang Schäuble, Bundesminister (1991)
- Mildred Scheel (1979)
- Helmut Schlesinger, Präsident der Deutschen Bundesbank (1993)
- Carlo Schmid, Politiker (1955)
- Gerhard Schröder, Bundeskanzler der Bundesrepublik Deutschland (1999)
- Karel Schwarzenberg, tschechisch-schweizerischer Politiker (2008)
- Elisabeth Schwarzhaupt, Politikerin (1965)
- Lothar Späth, Politiker (1989)
- Dolf Sternberger, Politologe (1989)
- Edmund Stoiber, Politiker (2004)
- Jens Stoltenberg, norwegischer Politiker, NATO-Generalsekretär (2024)
- Rita Süssmuth, Präsidentin des Deutschen Bundestages (1990)
- Franz Josef Strauß, Politiker (1958)
- Federico Tedeschini, Kardinal (1958)
- Gustavo Testa, Kurienkardinal (1960)
- Erwin Teufel, Politiker (2004)
- Wolfgang Thierse, Politiker (1999)
- Franz Thoma, österreichischer Politiker (1959)
- Hans Tietmeyer, Präsident der Deutschen Bundesbank (1999)
- Eugène Tisserant, Kardinal (1958)
- Bernhard Vogel, Politiker (1984)
- Hermann Volk, Bischof von Mainz (1975)
- Andreas Voßkuhle, Präsident des Bundesverfassungsgerichts (2020)
- Herbert Wehner, Politiker (1973)
- Joseph Wendel, Kardinal (1955)
- Pierre Werner, luxemburgischer Politiker (1959)
- Otto Wolff von Amerongen, Industrieller (2000)
- Franz-Josef Wuermeling, Politiker (1958)

## Große Verdienstkreuze

### A
- Wolfgang Altenburg, General (1989)
- Karl Joseph Alter, Erzbischof von Cincinnati, Vorsitzender der amerikanischen Bischofskonferenz (1953)
- Bernard Andreae, Archäologe (2008)

### B
- Francesco Babuscio Rizzo, Botschafter (1954)
- Susanne Baer, Richterin des Bundesverfassungsgerichts (2023)
- Daniel Barenboim, Pianist und Dirigent (2013)
- Wolf Graf von Baudissin, General und Friedensforscher (1967)
- Erwin von Beckerath, Ökonom und Widerstandskämpfer (1964)
- Rudolf Beckmann, Unternehmer und Politiker (1973)
- Johannes Georg Bednorz, Physiker, Nobelpreisträger (1988)
- Berthold Beitz, Unternehmer und Sportfunktionär (1979)
- Lennart Bernadotte, Präsident der Deutschen Gartenbau-Gesellschaft, Besitzer der Blumeninsel Mainau (1958)
- Jürgen Bennecke, General (1972)
- Philipp von Bismarck, Politiker, Vorsitzender des Wirtschaftsrates der CDU (1991)
- Ernst-Wolfgang Böckenförde, Richter (2016)
- Wolfgang Böhmer, Ministerpräsident von Sachsen-Anhalt (2007)
- Volker Bouffier, Ministerpräsident von Hessen (2018)
- Jürgen Brandt, General (1983)
- Karl Branner, Oberbürgermeister (1990)
- Egidius Braun, Fußballfunktionär (2001)
- Gabriele Britz, Richterin des Bundesverfassungsgerichts (2023)
- Hans Brox, Richter des Bundesverfassungsgerichts (1975)
- Brun-Otto Bryde, Richter des Bundesverfassungsgerichts (2011)

### C
- Peter Harry Carstensen, Politiker (2013)
- Mathias Cormann, belgisch-australischer Politiker (2018)

### D
- Max Danz, Vorsitzender des Deutschen Leichtathletik-Verbandes (1989)
- Karl Josef Denzer, Landtagspräsident Nordrhein-Westfalen (1989)
- Udo Di Fabio, Richter des Bundesverfassungsgerichts (2011)
- Günter Diehl, Diplomat (1986)
- Martin Drath, Richter des Bundesverfassungsgerichts (1963)
- Malu Dreyer, Ministerpräsidentin von Rheinland-Pfalz (2023)

### E
- Michael Eichberger, Richter des Bundesverfassungsgerichts (2018)
- Erwin Josef Ender, Nuntius in Deutschland (2007)
- Mohammed el-Baradei, Generaldirektor der Internationalen Atomenergieorganisation, Friedensnobelpreisträger (2010)

### F
- Josef Felder, Politiker (1990)
- Artur Fischer, Unternehmer und Erfinder (2006)
- Adolf Flecken, Politiker (1957)
- Friedrich Flick, Unternehmer (1963)
- Friedrich Foertsch, General (1963)
- Manuel Fraga Iribarne, spanischer Politiker (1969)
- Siegfried Fröhlich, Staatssekretär (1985)
- Wolfgang Frühwald, Literaturwissenschaftler (2010)
- Jockel Fuchs, Politiker, Oberbürgermeister von Mainz (1987)

### G
- Reinhard Gaier, Richter des Bundesverfassungsgerichts (2016)
- Reinhard Gehlen, Generalmajor, erster Präsident des Bundesnachrichtendienstes (1968)
- Hans-Dietrich Genscher, Politiker (1975)
- Michael Gerhardt, Richter des Bundesverfassungsgerichts (2014)
- Johannes Gerster, Politiker, Leiter der Konrad-Adenauer-Stiftung in Israel (1999)
- Valéry Giscard d’Estaing, Politiker (1965)
- Leonhard Gleske, Volkswirt (1989)
- Günther Granser, Präsident des International Council der OIER (1998)
- Dieter Grimm, Richter des Bundesverfassungsgerichts (1999)
- Martin Grüner, Politiker (1983)

### H
- Karl Haager, Richter des Bundesverfassungsgerichts (1979)
- Evelyn Haas, Richterin des Bundesverfassungsgerichts (2006)
- Hanns Haberer, Politiker (1955)
- Otto Hahn, Kernchemiker, Nobelpreisträger 1944 (1954)
- Hamengkubuwono IX., Sultan (1963)
- Hildegard Hamm-Brücher, Politikerin (1993)
- Reiner Haseloff, Ministerpräsident von Sachsen-Anhalt (2023)
- Gerda Hasselfeldt, Politikerin (CSU), Präsidentin des Deutschen Roten Kreuzes (2023)
- Wilhelm Hausenstein, Diplomat (1952)
- Hansheinz Hauser, Politiker (CDU) (2000)
- Karl Heck, Richter des Bundesverfassungsgerichts (1965)
- Werner Heisenberg, Physiker, Nobelpreisträger (1964)
- Anton Henneka, Richter des Bundesverfassungsgerichts (1968)
- Franz Hengsbach, Kardinal, Bischof von Essen (1973)
- Monika Hermanns, Richterin des Bundesverfassungsgerichts (2023)
- Karl Herz, Staatssekretär (1963)
- Adolf Heusinger, General, Generalinspekteur der Bundeswehr (1963)
- Christine Hohmann-Dennhardt, Richterin (2011)
- Wolfgang Hoffmann-Riem, Richter des Bundesverfassungsgerichts (2008)
- Wildor Hollmann, Sportmediziner (2000)
- Gerhart Holzinger, österreichischer Verfassungsrichter (2017)
- Peter M. Huber, Richter des Bundesverfassungsgerichts (2023)
- Wolfgang Huber, Bischof (2007)
- Dieter Hundt, Unternehmer und BDA-Präsident (2007)
- Rudolf Hüttebräuker, Politiker und Staatssekretär (1966)

### J
- Gerhard Jahn, Bundesjustizminister (1984)
- Hans-Joachim Jentsch, Richter des Bundesverfassungsgerichts (2006)
- Jean-Claude Juncker, luxemburgischer Politiker (1988)
- Ernst Jünger, Autor (1985)

### K
- Josef Kammhuber, General (1962)
- Hugo Karpf, Politiker (1991)
- Walter Kasper, Kardinal (2004)
- Hans Katzer, Politiker (CDU) (1973)
- Sibylle Kessal-Wulf, Richterin des Bundesverfassungsgerichts (2023)
- Wolfgang Ketterle, Physiker (2002)
- Johann Adolf Graf von Kielmansegg, General (1968)
- Ferdinand Kirchhof, Richter des Bundesverfassungsgerichts (2018)
- Paul Kirchhof, Rechtswissenschaftler, Hochschullehrer und Richter (1999)
- Kurt Koch, Kardinal (2016)
- Roland Koch, Politiker (CDU) (2007)
- Erich Köhler, Politiker (CDU) (1957)
- Joseph Otto Kolb, Erzbischof von Bamberg (1953)
- Hannelore Kraft, Ministerpräsidentin von Nordrhein-Westfalen (2018)
- Winfried Kretschmann, Ministerpräsident von Baden-Württemberg (2023)
- Heinz Kühn, Politiker (SPD) (1967)

### L
- Giovanni Lajolo, Apostolischer Nuntius in Deutschland (2003)
- Herbert Landau, Richter des Bundesverfassungsgerichts (2016)
- Julius von Lautz, saarländischer Innen- und Justizminister (1967)
- Georg Leber, Bundesminister (1973)
- Hans Ledwinka, österreichischer Automobilkonstrukteur (1965)
- Eugen Leibfried, baden-württembergischer Minister für Ernährung, Landwirtschaft, Weinbau und Forsten (1962)
- Karl Lehmann, Kardinal und Bischof von Mainz, Vorsitzender der deutschen Bischofskonferenz (2001)
- Wilhelm Lenz, Politiker (1977)
- Gertrude Lübbe-Wolff, Rechtswissenschaftlerin (2014)
- Irene Ludwig, Kunst-Mäzenin (2007)
- Peter Ludwig, Industrieller, Kunst-Mäzen (1992)
- Günter Luther, Admiral (1982)

### M
- Heinz Maier-Leibnitz, Kernphysiker, Präsident der Deutschen Forschungsgemeinschaft (1991)
- Ulrich de Maizière, General (1970)
- Johannes Masing, Richter des Bundesverfassungsgerichts (2020)
- Kurt Masur, Dirigent und Orchesterleiter (2007)
- David D. McKiernan, amerikanischer General, Kommandeur US Army Europe (2008)
- Joachim Meisner, Kardinal und Erzbischof von Köln (2003)
- Georg Meistermann, Maler, Zeichner und Graphiker (1990)
- Rudolf Mellinghoff, Richter (2011)
- Andreas Meyer-Landrut, Diplomat (2002)
- Hans-Werner Müller, Gesundheitspolitiker (1992)
- Peter Müller, Ministerpräsident des Saarlandes (2007)

### N
- Tyll Necker, Präsident des BDI (1990)
- Engelbert Niebler, Richter des Bundesverfassungsgerichts (1987)
- Christiane Nüsslein-Volhard, Entwicklungsbiologin, Nobelpreisträgerin (2003)

### O
- Walter Odersky, Präsident des Bundesgerichtshofs (1996)
- Heinz Maria Oeftering, Präsident der Deutschen Bundesbahn (1963)
- Albert Osswald, Hessischer Ministerpräsident (1975)
- Lerke Osterloh, Richterin (2010)

### P
- Wolfgang Paul, Physiker, Nobelpreisträger (1989)
- Andreas Paulus, Richter des Bundesverfassungsgerichts (2022)
- Matthias Platzeck, Politiker (2011)
- Hippolyt Poschinger von Frauenau, Unternehmer, Forstwirt und Politiker (1978)
- Hans-Gert Pöttering, Präsident des Europäischen Parlaments (2010)
- Avi Primor, israelischer Diplomat und Publizist (2003)
- Martin Purtscher, österreichischer Politiker, Landeshauptmann von Vorarlberg (1996)

### R
- Konrad Raiser, Theologe, Generalsekretär des Ökumenischen Rates der Kirchen (2004)
- Bodo Ramelow, Ministerpräsident von Thüringen (2023)
- Joseph Ratzinger, Kardinal (1985)
- Walter Raymond, Wirtschaftsfunktionär (1953)
- Kurt Rebmann, Generalbundesanwalt (1990)
- Janusz Reiter, polnischer Diplomat (1995)
- Harald Ringstorff, Ministerpräsident von Mecklenburg-Vorpommern (2007)
- Manfred Rommel, Oberbürgermeister von Stuttgart (1996)
- Joachim Rottmann, Honorarprofessor, Richter des Bundesverfassungsgerichts (1983)
- Heinz Rühmann, Schauspieler (1972)
- Friedrich Ruge, Vizeadmiral, Inspekteur der Marine (1961)

### S
- Grete Schickedanz, Unternehmerin (1991)
- Gustav Schickedanz, Unternehmer (1970)
- Karl Schiller, Ökonom und Politiker (1991)
- Wilhelm Schluckebier, Richter (2017)
- Peter Schmidhuber, Politiker, EU-Kommissar (1995)
- Gerd Schmückle, General (1979)
- Erich Schneider, Politiker (1992)
- Ernst Schneider, Unternehmer und Verbandsfunktionär (1969)
- Josef Schneider, Erzbischof von Bamberg (1960)
- Nikolaus Schneider, Ratsvorsitzender der EKD (2015)
- Oscar Schneider, Politiker (2002)
- Karl Schnell, General (1979)
- Ottomar Schreiber, Politiker (1954)
- Martin Schulz, Politiker (2016)
- Franz-Joseph Schulze, General (1979)
- Horst Seehofer, Ministerpräsident von Bayern (2023)
- Otto Seidl, Jurist (1998)
- Erwin Sellering, Ministerpräsident von Mecklenburg-Vorpommern (2018)
- Ferdinand von Senger und Etterlin, General (1983)
- Hermann Otto Solms, Politiker (FDP) (2019)
- Hans Speidel, General (1963)
- Rudolf Seiters, Politiker und DRK-Präsident (2018)
- Friedrich Spennrath, Regierungsbeamter und Industriemanager (1956)
- Helmut Steinberger, Richter, Vizepräsident des Schiedsgerichtshofs der OSZE (1987)
- Udo Steiner, Jurist (2007)
- Johannes Steinhoff, General (1972)
- Hans Stempel, Kirchenpräsident der Evangelischen Kirche der Pfalz (1956)
- Fritz Stern, deutsch-amerikanischer Historiker (2006)
- Georg Sterzinsky, Erzbischof von Berlin und Kardinal (2000)
- Rolf Stödter, Jurist und Reeder (1974)

### T
- Christine Teusch, Kultusministerin in Nordrhein-Westfalen (1956)
- Stanislaw Tillich, Ministerpräsident von Sachsen (2018)
- Rudolf Titzck, Innen- und Finanzminister in Schleswig-Holstein (1984)

### V
- Heinrich Vockel, Wirtschaftspolitiker (1957)
- Wilhelm Vorwerk, Unternehmer und Präsident der IHK Wuppertal (1959)

### W
- Friedrich Wilhelm Wagner, Reichstags- und Bundestagsabgeordneter (SPD), Vizepräsident des Bundesverfassungsgerichts (1964)
- Wolfgang Wagner, Opernregisseur (2009)
- Hermann Wandersleb, Beamter (1957)
- Helene Weber, Politikerin (Zentrum, CDU) (1961)
- Stephan Weil, Ministerpräsident von Niedersachsen (2023)
- Gerhard Weiser, baden-württembergischer Landwirtschaftsminister (1997)
- Hans Weiß, Politiker (CSU), Präsident des Bayerischen Senats von 1982 bis 1993 (1984)
- Carl Friedrich von Weizsäcker, Physiker, Philosoph und Friedensforscher (1973)
- Dieter Wellershoff, Admiral (1993)
- Heinrich Welsch, Politiker
- Friedrich Wetter, Kardinal und Erzbischof von München und Freising, Vorsitzender der bayerischen Bischofskonferenz (1993)
- Karl Winnacker, Chemiker und Industriemanager (1963)
- Hans-Jürgen Wischnewski, Politiker (SPD) (1977)
- Dietmar Woidke, Ministerpräsident von Brandenburg (2023)
- Bernhard Worms, Politiker (CDU), Staatssekretär (1995)
- Klaus Wowereit, Politiker (2011)

### Z
- Armin Zimmermann, Admiral (1976)
- Konrad Zuse, Bauingenieur und Unternehmer, Konstrukteur des ersten frei programmierbaren Rechners (1995)

### A
- Claudio Abbado, italienischer Dirigent (2002)
- Horst Abt, Unternehmer (1994)
- Eduard Adorno, Politiker (CDU) (1980)
- Kurt Aland, Theologe (1983)
- Horst Albach, Ökonom (2001)
- Hans Albrecht, Forstmann und Politiker (FDP) (1989)
- Wilhelm Albrecht, Generaloberstabsarzt (1967)
- Hans Arp, deutsch-französischer Maler, Bildhauer und Lyriker (1966)
- Aleida Assmann, Ägyptologin (2022)
- Jan Assmann, Ägyptologe (2022)

### B
- Max Bach, Verleger
- Wilhelm Backhaus, Pianist (1969)
- Paul B. Baltes, Gerontologe (2001)
- Otto Bartning, Architekt (1958)
- Władysław Bartoszewski, polnischer Politiker, Historiker und Publizist (1997)
- Rob Bauer, niederländischer Admiral (2024)
- Theodor Bäuerle, Bildungspolitiker (1952)
- Walther Bauersfeld, Ingenieur und Physiker, Konstrukteur des ersten Planetariums (1953)
- Gerhart Baum, Politiker (FDP) (2023)
- Pina Bausch, Tänzerin und Choreografin (1997)
- Bagnou Beido, nigrischer Offizier und Politiker (1983)
- Rudolf Belling, Bildhauer (1972)
- Schalom Ben-Chorin, Journalist und Schriftsteller (1993)
- Theodor Berchem, Sprachwissenschaftler und Präsident des Deutschen Akademischen Austauschdienstes (2007)
- Ludwig Berger, Regisseur (1966)
- Karl Bernard, Vorsitzender des Zentralbankrates der Bank Deutscher Länder (1955)
- Ansgar Bethge, Vizeadmiral (1985)
- Heinz Bethge, Physiker, Präsident der Deutschen Akademie der Naturforscher Leopoldina (1992)
- Josef Beyerle, Politiker (1951)
- Marianne Birthler, Politikerin (Bündnis 90/Die Grünen), Bundesbeauftragte für die Unterlagen des Staatssicherheitsdienstes der DDR (2011)
- Leo Blech, Komponist und Dirigent (1956)
- Herbert Blomstedt, Dirigent (2022)
- Karlheinz Böhm, österreichischer Schauspieler (2001)
- Carl Friedrich Wilhelm Borgward, Unternehmer (1960)
- Gerhard Brandt, Präses der Evangelischen Kirche im Rheinland (1989)
- Wernher von Braun, Raketeningenieur, Wegbereiter der Raketenwaffen und der Raumfahrt (1970)
- Egidius Braun, Fußballfunktionär (1997)
- Otto Braun, Unternehmer und Politiker (1974)
- Horst Bredekamp, Kunsthistoriker und Hochschullehrer (2015)
- Hans Bredow, Hochfrequenztechniker und Rundfunkpionier (1954)
- Otto Bredt, Wirtschaftsprüfer (1968)
- Walter Bruch, Elektrotechniker (1968)
- Rainer Brüderle, Politiker (FDP) (2013)
- Friedrich Brünner, Politiker (CDU)
- Vicco von Bülow (Loriot), Humorist (1999)
- Aenne Burda, Verlegerin (1974)
- Hubert Burda, Verleger (2008)
- Walter Burkert, Klassischer Philologe (2008)
- Karl Buschmann, Gewerkschafter (1979)
- Theodor Busse, General (1966)
- Peter von Butler, Generalleutnant (1985)

### C
- Christopher G. Cavoli, US-amerikanischer General (2025)
- Sergiu Celibidache, rumänisch-deutscher Dirigent (1992)
- Leopold Chalupa, General (1987)
- Emmanuelle Charpentier, französische Mikrobiologin (2019)
- David Chipperfield, britischer Architekt (2023)
- August Claas, Unternehmer (1962)
- Christopher Clark, australischer Historiker (2022)
- Ludwig Curtius, Archäologe (1952)

### D
- Eberhard Daerr, Generaloberstabsarzt, Inspekteur des Sanitäts- und Gesundheitswesens der Bundeswehr (1972)
- Carl Dahlhaus, Musikwissenschaftler und Hochschullehrer (1985)
- Hanns Dahn, Rechtsanwalt (1968)
- Lorraine Daston, Wirtschaftshistorikerin und Hochschullehrerin (2010)
- Johannes Joachim Degenhardt, Erzbischof von Paderborn (1993)
- Heinz-Horst Deichmann, Unternehmer (2006)
- Günter Diehl, Diplomat (1975)
- Hermann Dietrich, Politiker (DDP) (1952)
- Fritz Dietz, Kaufmann (1968)
- Valerij Issidorowitsch Dill (2019), russlanddeutscher Politiker in Kirgistan
- Lothar Domröse, Generalleutnant (1981)
- Claude Dornier, Flugzeugkonstrukteur und Unternehmer (1964)
- Herbert Dröse, Oberbürgermeister (1978)
- Luis Durnwalder, italienischer Politiker (SVP) (2000)

### E
- Horst Elfe, Betriebswirt, Präsident der Industrie- und Handelskammer Berlin (1982)
- Gerhard Erdmann, Hauptgeschäftsführer des BDA (1967)
- Gerhard Ertl, Physiker und Oberflächenchemiker (2008)
- Josef van Ess, Islamwissenschaftler (2010)
- Heinrich Ewers, Richter an der römischen Rota (1983)

### F
- Georg Fahrbach, Vorsitzender des Schwäbischen Albvereins (1973)
- Ernst Ferber, General
- Walther Florian, Wirtschaftswissenschaftler und Staatssekretär (1987)
- Walter Forstmann, U-Bootkommandant (1968)
- Wolfgang Fortner, Komponist (1977)
- Göke Frerichs, Politiker (CDU), Präsident des Europäischen Wirtschafts- und Sozialausschusses
- Joseph Freundorfer, Bischof von Augsburg (1960)
- Ingeborg Friebe, Politikerin (2011)
- Wolfgang Frühwald, Literaturhistoriker (2005)
- Helmut Fuchs, Richter (1991)
- Horst Fuhrmann, Historiker (1986)
- Wilhelm Furtwängler, Dirigent und Komponist (1952)

### G
- Heinz Gaedcke, Generalleutnant (1965)
- Lothar Gall, Historiker, Präsident der Historischen Kommission bei der Bayerischen Akademie der Wissenschaften (1998)
- Carlos Galvão de Melo, portugiesischer Offizier (1989)
- John R. Galvin, US-amerikanischer General
- Joachim Gauck, Bürgerrechtler, Bundesbeauftragter für die Stasi-Unterlagen (2000)
- Walter Gehring, Schweizer Molekular- und Entwicklungsbiologe (2010)
- Georg Geiger, Gewerkschafter, Fuhrunternehmer, Politiker und Verbandsfunktionär (1969)
- Ingeborg Geisendörfer, Politikerin (CSU) (1987)
- Wolfgang von Geldern, Politiker (CDU), Parlamentarischer Staatssekretär und Jurist (2000)
- Reinhard Genzel, deutscher Astrophysiker (2014)
- Heinrich Gerlach, Vizeadmiral (1966)
- Walther Gerlach, Physiker, Mitentdecker des Stern-Gerlach-Effekts (1970)
- Johannes Gerster, Politiker (CDU) (1999)
- Meinhard Glanz, Generalleutnant (1984)
- Leonhard Gleske, Volkswirt (1986)
- Heinrich Gottron, Dermatologe und Hochschullehrer (1966)
- Alois Glück, Politiker (2008)
- Wilhelm Gohl, Richter (1992)
- Adolf Grimme, Pädagoge und Kulturpolitiker (1954)
- Durs Grünbein, Lyriker, Essayist und Übersetzer (2009)
- Peter Grünberg, Physiker (2008)
- Joachim Grünewald, Politiker (CDU), Parlamentarischer Staatssekretär (1998)
- Hubertus Grunhofer, Generaloberstabsarzt, Inspekteur des Sanitäts- und Gesundheitswesens der Bundeswehr (1982)
- Romano Guardini, Theologe und Religionsphilosoph (1965)

### H
- Werner Haag, Generalleutnant (1969)
- Richard Hammer, Mediziner und Politiker (FDP) (1956)
- Walter Hailer, Verwaltungsjurist
- Karl Ritter von Halt, Sportfunktionär (1956)
- Carter F. Ham, US-amerikanischer General (2012)
- Theodor W. Hänsch, Physiker (2006)
- Hans Hansen, Präsident des Deutschen Sportbundes (1993)
- Hans C. W. Hartmuth, Unternehmer (1972)
- Klaus Hasselmann, Klimaforscher (2022)
- Harald zur Hausen, Mediziner (2009)
- Günter Heidecke, Jurist und Verwaltungsbeamter (1985)
- Fritz Heine, Politiker (SPD), Verleger (1990)
- Helmut Heinz, Generalleutnant (1981)
- Rudolf Hell, Erfinder (1980)
- Herbert Helmrich, Jurist und Politiker (CDU) (2013)
- Walter Henkels, Journalist (1984)
- Leo Hepp, Generalleutnant (1967)
- Susanne Hermans, Sozialarbeiterin und Politikerin (1981)
- Karl Hetz, Vizeadmiral (1969)
- Hans Heyne, Manager (1964)
- Horst Hildebrandt, Generalleutnant (1979)
- Friedrich Hirzebruch, Mathematiker (1993)
- Cord von Hobe, Generalleutnant (1968)
- Anton Hockelmann, Handwerksfunktionär (1969)
- Herbert Hockemeyer, Generaloberstabsarzt (1969)
- Hilmar Hoffmann, Kulturpolitiker, Präsident des Goethe-Instituts (1990)
- Werner-Eugen Hoffmann, Generalleutnant (1969)
- Hans-Joachim von Horn, Generalleutnant (1961)
- Helmut Horn, Richter (1980)
- Rebecca Horn, Bildhauerin, Aktionskünstlerin und Filmemacherin (2019)
- Herbert van Hüllen, Krefelder Oberbürgermeister und Vorsitzender des Arbeitgeberverbands Gesamtmetall (1975)
- Georg Hüssler, Präsident des Deutschen Caritasverbandes (1989)

### I
- Erich Iltgen, Politiker (CDU) (2009)

### J
- Rudolf Jaenisch, Molekularbiologe (2010)
- Gert Jeschonnek, Vizeadmiral (1971)
- Eberhard Jüngel, Theologe
- Roland Jahn, Journalist (2021)

### K
- Heinz Kasch, Generalleutnant (1987)
- Hans Katzer, Politiker (CDU), Bundesarbeitsminister (1969)
- Volker Kauder, Politiker (CDU) (2022)
- Eugen Keidel, Oberbürgermeister von Freiburg/Breisgau
- Walter Kempowski, Schriftsteller (2006)
- Anselm Kiefer, Künstler (2023)
- Jochen Kirchhoff, Unternehmer und Arbeitgeberfunktionär (2008)
- Theodor Klauser, Theologe und Wissenschaftsorganisator (1974)
- Carlos Kleiber, Dirigent (1980)
- Albert Klein, Bischof der Evangelisch-Lutherischen Kirche A.B. in Siebenbürgen/Rumänien (1988)
- Hans Heinrich Klein, Generalleutnant (1977)
- Hans Kleinschmidt, Pädiater (1967)
- Hans-Helmut Klose, Vizeadmiral (1978)
- Charlotte Knobloch, Präsidentin des Zentralrats der Juden in Deutschland (2010)
- Carl Knott, Ingenieur, Direktor der Siemens-Schuckert-Werke
- Ekhard Koch, Jurist, Richter und Verwaltungsbeamter (1965)
- Hannelore Kohl, Ehefrau von Bundeskanzler Helmut Kohl (1999)
- Claus Köhler, Volkswirt (1990)
- Bernhard Kötting, Theologe und Wissenschaftsfunktionär (1984)
- Otto Konz, Wasserbauingenieur (1958)
- Herbert Kraus, Rechtswissenschaftler (1964)
- Alfred Krause, Bundesvorsitzender des Deutschen Beamtenbundes (1987)
- Reinhold Kreile, Jurist, Kulturfunktionär und Politiker (CSU) (1995)
- Heinrich Kron, evangelischer Theologe, Kirchenpräsident (1988)
- Helmut R. Külz, Jurist, Richter und Hochschullehrer (1968)
- Günter Kuhnke, Konteradmiral (1972)
- Gustav-Adolf Kuntzen, Generalleutnant (1966)
- Anton Kurze, Verwaltungsbeamter (1976)

### L
- Hans Joachim Langmann, Unternehmer und Verbandsfunktionär (1987)
- Gerhard Lapp, Ministerialdirektor im Bundespostministerium
- Philippe Lavigne, französischer General (2024)
- Georg Leber, Politiker (1969)
- Gertrud von Le Fort, Schriftstellerin (1966)
- Berthold Leibinger, Erfinder, Unternehmer und Mäzen (2007)
- Heinz-Georg Lemm, Generalleutnant (1979)
- Herbert Lewin, Vorsitzender des Zentralrats der Juden
- Hansjoachim Linde, Generaloberstabsarzt (1986)
- Benjamin List, Chemiker (2022)
- Richard Löwenthal, Politologe und Journalist (1983)
- Irene Ludwig, Kunst-Mäzenin (1998)

### M
- Hans-Joachim Mack, General (1987)
- Hellmuth Mäder, Generalleutnant
- Claudio Magris, italienischer Kulturpublizist (2015)
- Yuri Manin, Hochschullehrer (2008)
- Max Mannheimer, Buchautor und Maler (2012)
- Kurt Mantel, Forstwissenschaftler (1975)
- Gerhard Matzky, Generalleutnant (1960)
- Helmut Maucher, Manager (1997)
- Josef Clemens Maurer, Erzbischof von Sucre und Kardinal (1955)
- Peter Maurer, Schweizer Diplomat (2023)
- Hans-Werner Mehlen, Generalleutnant (1976)
- Boris Meissner, deutsch-baltischer Rechtswissenschaftler (1996)
- Heinrich G. Merkel, Zeitungs- und Buchverleger (1980)
- Alex Meyer, Rechtswissenschaftler (1969)
- Wilhelm Meyer-Detring, Generalleutnant (1966)
- Lilo Milchsack, Gründerin der Gesellschaft für kulturellen Austausch mit England (1985)
- Philipp Möhring, Rechtsanwalt (1970)
- Josef Moll, Generalleutnant (1968)
- Klaus Peter Möller, Politiker (CDU) (2003)
- Herta Müller, Schriftstellerin (2010)
- Armin Mueller-Stahl, Schauspieler (2008)
- Karl Münchinger, Dirigent (1970)
- Klaus Murmann, Unternehmer und Arbeitgeberfunktionär (1992)
- Phil Murphy, US-amerikanischer Politiker, Diplomat und Investmentbanker (2022)

### N
- Heinz Nehrling, Volkswirt und Politiker (SPD)
- Kurt Neuwald, jüdischer Funktionär (1999)
- Gerd Niepold, Generalleutnant (1972)
- Maria Niggemeyer, Politikerin (CDU) (1956)
- Alfons Nossol, Erzbischof, römisch-katholischer Theologe und Bischof von Opole (2009)
- Robert Nünlist, Kommandant der Päpstlichen Schweizergarde (1969)
- Wilhelm Nieswandt, Politiker (SPD) (1966)

### O
- Friedrich Obleser, Generalleutnant (1983)
- Johannes Oppenheimer, Vizepräsident des Bundesverwaltungsgerichtes
- Michael Otto, Unternehmer (2006)

### P
- Svante Pääbo, schwedischer Mediziner und Biologe (2009)
- David Petraeus, US-amerikanischer General und Direktor des Geheimdienstes CIA (2012)
- Filippos Petsalnikos, griechischer Politiker (2009)
- Maximilian Pfender, Ingenieur (1977)
- Robert Pferdmenges, Bankier und Politiker (1954)
- Hubertus von Pilgrim, Bildhauer und Hochschullehrer (1997)
- Reinfried Pohl, Vorstandsvorsitzender Deutsche Vermögensberatung (2007)
- Hippolyt Poschinger von Frauenau, Unternehmer, Forstwirt und Politiker (1973)
- Albert Probst, Politiker (CSU) (1997)
- Albert Pürsten, Politiker (CDU) (1980)

### R
- Paul Raabe, Bibliothekar (1997)
- Günther Rall, Generalleutnant (1973)
- Simon Rattle, britischer Dirigent (2021)
- Ernst Rebentisch, Generaloberstabsarzt (1979)
- Kurt Rebmann, Generalbundesanwalt (1984)
- Marcel Reich-Ranicki, Publizist und Literaturkritiker (2003)
- Rüdiger von Reichert, Generalleutnant (1977)
- Wilhelm Reissmüller, Verleger, Herausgeber des Donaukurier (1987)
- Aribert Reimann, Komponist (1995)
- Hans Reschke, Oberbürgermeister von Mannheim (1972)
- Hermann Reusch, Industrieller (1956)
- Horst Ludwig Riemer, Politiker (FDP)
- Fritz Ries, Industrieller (1972)
- Helmuth Rilling, Kirchenmusiker und Dirigent (2014)
- Burkhard Ritz, Politiker (CDU) (1984)
- Valdemaras Rupšys, litauischer General (2024)

### S
- Franz Sackmann, Politiker (CSU) (1978)
- Uğur Şahin, Mediziner (2021)
- Günther Saßmannshausen, Geologe und Manager
- Walter Erich Schäfer, Dramaturg und Theaterintendant (1971)
- Wilhelm Schefold, Ministerialbeamter (1961)
- Klaus Scheufelen, Unternehmer und Politiker (CDU) (1963)
- Alois Schlögl, Landwirtschaftsfunktionär und Politiker
- Peter Schmidhuber, Politiker (CSU), EU-Kommissar (1986)
- Albert Schnez, Generalleutnant (1971)
- Helmut Schönefeld, Generalleutnant (1975)
- Gerhard Schorsch, Neurologe und Psychiater (1967)
- Hanns Christian Schroeder-Hohenwarth, Bankier (1994)
- Louise Schroeder, Politikerin (1952)
- Bruno H. Schubert, Mäzen (1990)
- Karl Schubert, Verwaltungsjurist (1969)
- Emil Schumacher, Maler (1983)
- Klaus Schwab, Wirtschaftswissenschaftler (2012)
- Rolf Schwarz-Schütte, Unternehmer und Mäzen (2011)
- Hans Schweitzer, Politiker (1987)
- Ernst Schröder, Gartenarchitekt und Politiker (DVP, FDP) (1959)
- Richard Schröder, Theologe und Politiker (2015)
- Josef Seifried, Politiker (SPD), Innenminister Bayerns (1956)
- Rudolf Seiters, Politiker (CDU), Bundesinnenminister (1995)
- Heinz Sielmann, Verhaltensforscher, Tierfilmer und Publizist (1997)
- Hermann Otto Solms, Politiker (FDP) (1998)
- László Sólyom, Verfassungsjurist, Präsident Ungarns (1998)
- Julius Speer, Forstwissenschaftler und Wissenschaftsorganisator (1973)
- Werner Spies, Kunsthistoriker (2009)
- Steven Spielberg, Filmregisseur und Gründer der Shoah Foundation (1998)
- Hermann Josef Spital, Bischof von Trier (2003)
- Eduard Spranger, Philosoph, Pädagoge und Psychologe (1952)
- Friede Springer, Verlegerin (2008)
- Konrad Stangl, Generalleutnant (1973)
- Wilhelm Steinlein, Verwaltungsjurist und Politiker (CDU) (1958)
- Ernst C. Stiefel, deutsch-amerikanischer Jurist (1995)
- Hans Peter Stihl, Unternehmer (2002)
- Michael Stolleis, Jurist und Hochschullehrer (2015)
- Carl Strehl, Mitgründer und Direktor der Deutschen Blindenstudienanstalt (1966)
- Robert Strobel, Journalist und Rechtswissenschaftler (1988)
- Peter Struck, Politiker (2010)
- Thomas Südhof, Biochemiker (2016)
- Fritz Sureth, Politiker (1965)
- Hubert Schmitt-Degenhardt, Verwaltungsjurist (1978)
- Dieter Schmitt (Pilot) (1986)

### T
- Heidi Tagliavini, Schweizer Diplomatin (2015)
- Max Tau, Humanist, Lektor und Schriftsteller (1967)
- Gerd Tellenbach, Historiker (1968)
- Klaus Tellenbach, Jurist (1967)
- Fritz Terhalle, Finanzwissenschaftler (1959)
- Paul Tillich, deutsch-amerikanischer Theologe (1961)
- Rudolf Titzck, Politiker (1979)
- Johannes Trautloft, Generalleutnant (1970)
- Herbert Trebesch, Vizeadmiral (1978)
- William H. Tunner, amerikanischer General, Organisator der Berliner Luftbrücke (1982)
- Özlem Türeci, deutsche Ärztin und Unternehmerin (2021)

### U
- Friedrich Übelhack, Generalleutnant (1968)
- Otto Uechtritz, Generalleutnant (1969)
- Günther Uecker, Künstler (2001)
- Andreas Urschlechter, Oberbürgermeister von Nürnberg

### V
- Max Vasmer, Slawist (1958)
- Wilhelm Vorndran, Politiker (CSU)

### W
- Karl Willy Wagner, Nachrichtentechniker (1953)
- Wolfgang Wagner, Opernregisseur (2005)
- Helmut Walcha, Organist (1987)
- Martin Walser, Schriftsteller (1994)
- Fritz Walter, Fußballspieler (1975)
- Edward Wegener, Vizeadmiral (1965)
- Wilhelm Ernst Wenders, Filmregisseur (2006)
- Hermann Wenzel, Industrieller (1952)
- Kurt Werner, Unternehmer (1990)
- Rudolf Wild, Unternehmer (1989)
- Hans Wimmer, Bildhauer (1967)
- Thomas Wimmer, Münchner Oberbürgermeister (1959)
- Walter Windisch, Generalleutnant (1985)
- Ernst-Ludwig Winnacker, Biochemiker und Forschungsmanager (2010)
- Richard Winkels, Politiker und Sportfunktionär (1983)
- Hans Günter Winkler, Springreiter (2008)
- Wilhelm Winterstein, Bankier und Mäzen (2004)
- Eugen Wirsching, Politiker (CDU) (1956)
- Hans-Jürgen Wischnewski, Politiker (SPD) (1969)
- Christoph Wolff, Musikwissenschaftler (2016)
- Zhongbi Wu, chinesischer Pathologe (2002)

### Z
- Anton Zeilinger, Physiker (2009)
- John van Nes Ziegler, Kölner Oberbürgermeister (1991)
- Carl Zuckmayer, Dichter (1955)

## A
- Nermin Abadan-Unat, Wissenschaftlerin (1979)
- Adolf Abel, Architekt
- Theodor Acker, Eisenbahner (1964)
- August Adenauer, Jurist (1952)
- Mario Adorf, Schauspieler (2001)
- Adolf Ahrens, Unternehmer und Politiker (1969)
- Hans Albers, Schauspieler (1960)
- Gerhard Albrecht, Soziologe (1957)
- Hermann Aldinger, General (1966)
- Gerhardt Alleweldt, Weinbauexperte (1995)
- Axel von Ambesser, Autor, Regisseur, Schauspieler (1985)
- Armgard von Alvensleben, Äbtissin und Hauptgeschäftsführerin der Evangelischen Deutschen Bahnhofsmission (1959)
- Alois Ammerschläger, Unternehmer (1990)
- Kurt Andersen, Inspekteur des Bundesgrenzschutzes (1961)
- Stefan Andres, Schriftsteller (1958)
- Matthias Andresen, Politiker (CDU) (1968)
- Thomas Andresen, Politiker (CDU) (1968)
- Karl Julius Anselmino, Gynäkologe (1967)
- Otto Appel, Phytomediziner (1952)
- Carl-Christian Arfsten, Politiker (CDU) (1957)
- Gottfried Arnold, Politiker (CDU) (2008)
- Albrecht Aschoff, Politiker (FDP) (1971)
- Rudolf Augstein, Verleger (1997)

## B
- Egon Bahr, Politiker (SPD) (1973)
- Günter Baranek, Generalmajor (1976)
- Arnulf Baring, Publizist (2011)
- Heinrich Bartmann, Architekt und Hochschullehrer (1965)
- Peter Bartmann, Jurist und Kammerfunktionär (1954)
- Otto Bartning, Architekt (1953)
- Friedrich von Bassermann-Jordan, Weinbau-Historiker (1952)
- Walter Albert Bauer, Unternehmer (1961)
- Reinhold Michael Baumstark, Kunsthistoriker und Museumsdirektor (2011)
- Karl Bayer, Prälat, Generalsekretär der Caritas Internationalis (1965)
- Friedrich Bär, Mediziner und Lebensmittelchemiker (1973)
- Augustin Bea, Kurienkardinal (1954)
- Hans-Georg Beck, Byzantinist und Theologe (1981)
- Franz Beckenbauer, Fußballspieler und Sportfunktionär (2006)
- Erich Becker, Bauingenieur und Manager (1980)
- Karl Eugen Becker, Ingenieur (1998)
- Heinrich Felix Beckmann, Generalmajor der Bundeswehr (1986)
- Otto Beisheim, Kaufmann und Unternehmer (1994)
- Else Beitz, Erziehungswissenschaftlerin (2012)
- Richard Benz, Germanist und Schriftsteller (1959)
- Fritz Berendsen, Generalmajor (1964)
- Herbert Berg, Chemiker (1968)
- Heiner Berger, Oberstadtdirektor von Aachen (1996)
- Eduard Bergmann, Unternehmer und Honorarkonsul (1966)
- Karl Bergmann, Politiker (SPD) (1968)
- Heinrich Berndl, Politiker (1957)
- Fritz Beske, Gesundheitspolitiker (2012)
- Hans Beutz, Politiker (1972)
- Richard Bieling, Mediziner und Hochschullehrer (1958)
- Christoph Biemann, deutscher Autor, Regisseur und Darsteller (1995)
- Wolf Biermann, Liedermacher und Lyriker (2007)
- Stephan Billinger, Politiker (Bayernpartei) (1957)
- Dieter Bingen, Politikwissenschaftler und Zeithistoriker (2013)
- Hermann Bitter, Politiker (1969)
- Peter Heinrich von Blanckenhagen, deutsch-amerikanischer Archäologe und Kunsthistoriker (1981)
- Sepp Blatter, Schweizer Fußballfunktionär (2006)
- Hildegard Bleyler, Politikerin, MdB (1965)
- Herbert Blomstedt, Dirigent (2003)
- Hans Erhard Bock, Mediziner und Hochschullehrer (1973)
- Peter Boenisch, Journalist (2003)
- Philipp Freiherr von Boeselager, Widerstandskämpfer, Forstverbandsfunktionär (1989)
- Rolf Böhme, Oberbürgermeister von Freiburg im Breisgau (2005)
- Rudolf Bohnstedt, Dermatologe (1968)
- Anton Böhringer, Verwaltungsjurist (1988)
- Curt Bois, Schauspieler (1991)
- Helmut Bonheim Anglist und Hochschullehrer
- Gustav Borgner, Konsumgenossenschafter (1954)
- Oskar Böse, Vertriebenenfunktionär (1988)
- Carl Boysen, Inspekteur der Bereitschaftspolizeien der Länder (1975)
- Kurt Boysen, Politiker und Rechtsanwalt (2005)
- Rolf Boysen, Schauspieler (2009)
- Alexander von Branca, Architekt und Heimatpfleger (1999)
- Bruno O. Braun, Ingenieur und Manager (2015)
- Leo Brawand, Journalist (1988)
- Hellmut Bredereck, Chemiker und Hochschullehrer, Reformer und Stifter (1969)
- Theo Breider, Schriftsteller (1981)
- Andrea Breth, Theaterregisseurin (2015)
- Julius Bretz, Maler (1953)
- Joseph Breuer, Politiker (1951)
- Herbert Britz, Ärztefunktionär, Politiker
- Christoph Broelsch, Mediziner (2004)
- Elmar Brok, Politiker (2009)
- Dietrich Bruckmann, Unternehmer (1955)
- Martin Brüns, Politiker (1966)
- Margarete Buber-Neumann, Publizistin (1980)
- Ignatz Bubis, Vorsitzender des Zentralrats der Juden in Deutschland (1996)
- Emil Bücherl, Herzchirurg (1984)
- Carl-Ernst Büchting, Agrarwissenschaftler und Unternehmer (1991)
- Dorothea Buck, Autorin, Bildhauerin und Aktivistin der Bewegung Psychiatrie-Erfahrener (2008)
- Wilhelm Bühler, Politiker und Landrat (1989)
- Johannes Büll, Politiker (1953)
- Hans-Jörg Bullinger, Arbeitswissenschaftler (2006)
- Eberhard Burandt, Generalleutnant (1982)
- Heinz Burchardt, Generalmajor (1973)
- Hubert Burda, Kunsthistoriker und Verleger (2002)
- Alfred Burgemeister, Politiker (1968)
- Eugen Buri, Richter (1977)
- Ulrich Bürker, Direktor im Bundesnachrichtendienst (1970)
- Karl Buschmann, Gewerkschafter (1974)
- Felix Busse, Rechtsanwalt (2001)

## C
- Raban Freiherr von Canstein, Brigadegeneral (1966)
- Jose Carreras, Opernsänger (2004)
- Karl Christoffel, Politiker (CDU) (1959)
- August Claas, Unternehmer (1957)
- Josef Clemens, Titularbischof, Sekretär des Päpstlichen Laienrates (2007)
- Hedwig Conrad-Martius, Philosophin (1958)
- Aaron Copland, US-amerikanischer Komponist (1970)
- Albert Coppenrath, Pfarrer
- Fritz Corterier, Politiker (SPD) (1968)
- Johann Cramer, Politiker (SPD) (1968)
- Alfred Colsman, Ingenieur und Manager (1953)

## D
- Heinz Dabelow, Politiker (1998)
- Heinz Dähnhardt, Journalist (1968)
- Gustav Dahrendorf, Konsumgenossenschafter und SPD-Politiker (1954)
- Werner Danz, Politiker (FDP) (1982)
- Carola Dauber, Politikerin (SPD) (1969)
- Karl Otto Dehnert, Politiker in Wuppertal (1984)
- Heinz-Horst Deichmann, Unternehmer (2000)
- Harald Deilmann, Architekt (1976)
- Peter Demetz, Literaturwissenschaftler (1984)
- Johann Josef Demmel, Bischof der Altkatholischen Kirche (1955)
- Reinhard Demoll, deutscher Zoologe (1954)
- Paul Desfossez, französischer Ingenieur und Manager (1971)
- Harro Dicks, Opernregisseur (1992)
- Emmy Diemer-Nicolaus, Politikerin (1973)
- Erika Dienstl, Sportfunktionärin (1996)
- Carsten Diercks, Fernsehjournalist und -techniker (1985)
- Karl Diller, Politiker (1987)
- Stefan Dittrich, Politiker (CSU) (1968)
- Otto Dix, Künstler (1959)
- Carl Djerassi, Chemiker und Schriftsteller (2003)
- Otto Dockhorn, Politiker (1985)
- Peter Dörfler, Priester, Kinderheimleiter und Schriftsteller (1953)
- Willi Döring, Politiker (CDU)
- Günter Dörner, Endokrinologe und Sexualwissenschaftler (2002)
- Hansjürgen Doss, Architekt (2007)
- Hans Heinrich Driftmann, Unternehmer (2013)
- Joachim Dudeck, Medizininformatiker (2004)
- Hans-Peter Dürr, Atomphysiker, Träger des Alternativen Nobelpreises (2004)
- Hans Dyckerhoff, Unternehmer (1959)

## E
- Otto Eberle, Chemiker und Fabrikant (1958)
- Max Ehrhardt, Gewerkschafter (1965)
- Irenäus Eibl-Eibesfeldt, Biologe und Verhaltensforscher (1995)
- Fritz Eichbauer, Bauunternehmer (1993)
- Otto K. Eitel, deutschstämmiger Hotelmanager in Chicago (1953)
- Norbert Elias, deutsch-jüdischer Soziologe, Philosoph und Dichter (1986)
- José Luis Encarnação, Informatiker (2006)
- Wolfgang Endemann, Richter (1995)
- Engelbert Engel, katholischer Priester (1960)
- Wolf von Engelhardt, Geologe und Mineraloge (1985)
- Margarete Engländer, Politikerin, MdB (1965)
- Heinz Erhardt, Entertainer und Komiker (1979)
- Gerhard Ertl, Physiker, Nobelpreisträger für Chemie (1992)

## F
- Georg Fahrbach, Vorsitzender des Schwäbischen Albvereins (1959)
- Joseph Fassbender, Maler und Grafiker (1964)
- Giora Feidman, Klarinettist (2001)
- Ludwig E. Feinendegen, Strahlenmediziner (1994)
- Joseph Ferche, Weihbischof von Breslau und Köln (1958)
- Benjamin Ferencz, Chefankläger der Nürnberger Prozesse (2010)
- Ewald Fiedler, Ministerialbeamter (1957)
- Norbert Fischer, Jurist und Bankmanager (1993)
- Günther Fielmann, Unternehmer (2016)
- Eugen Flegler, Elektrotechniker und Hochschullehrer (1977)
- Alfred Friedrich Flender, Ingenieur und Unternehmer (1961)
- August Flender, Wirtschaftswissenschaftler (1968)
- Noah Flug, Präsident Internationales Auschwitz Komitee (2006)
- Elisabeth Flickenschildt, Schauspielerin (1975)
- Franziska Fischer, Mitglied des Bayerischen Senats (1965)
- Friedrich Förster, Physiker (1976)
- Jens Frahm, Biophysiker und Physikochemiker (2025)
- Albert H. Friedlander, Rabbiner (1993)
- Margot Friedländer, Holocaust-Überlebende (2025)
- Karl Hermann Friedrich, Generalmajor (1978)
- Johannes Frömming, Trabrennsportler (1972)
- Franklin Clark Fry, Theologe (1953)
- Wilhelm Fucks, Physiker (1985)
- Cornelia Funke, Autorin und Illustrationen (2008)

## G
- Lothar Gaa, Landtagspräsident von Baden-Württemberg (1981)
- Hans Wilhelm Gäb, Kommunikationsberater, Ehrenpräsident des Deutschen Tischtennis-Bundes (2006)
- Ovidiu Ganț, rumäniendeutscher Politiker (2024)
- Georg Gaßmann, Oberbürgermeister der Stadt Marburg (1972)
- Gerhard Gaul, nationalsozialistischer Richter, Politiker (1972)
- Ingeborg Geisendörfer, Politikerin (CSU) (1968)
- Wolfgang von Geldern, Politiker (CDU), Parlamentarischer Staatssekretär und Jurist (1990)
- Manfred Gentz, Industriemanager (2002)
- Götz George, Schauspieler (2014)
- Arthur Georgi, Verlagsbuchhändler und Mitinhaber des Paul Parey Verlags (1957)
- Rudolf Georgi, Verlagsbuchhändler und Mitinhaber des Paul Parey Verlags (1954)
- Ernst Geprägs, Landwirt, Verbandsfunktionär und Politiker (CDU) (1997)
- Rudolf-Christoph Freiherr von Gersdorff, Generalmajor, Gründungspräsident der Johanniter-Unfall-Hilfe (1979)
- Alexander Gerst, Astronaut (2019)
- Friedhelm Gieske, Manager (1995)
- Ralph Giordano, Autor (2009)
- Helmuth von Glasenapp, Indologe und Religionswissenschaftler, Hochschullehrer (1961)
- Michael Glos, Politiker (1996)
- Ernst O. Göbel, Physiker (2010)
- Reinhard Goerdeler, Rechtsanwalt und Wirtschaftsprüfer (1994)
- Rose Götte, Politikerin (1987)
- Franz Grave, emeritierter Weihbischof in Essen (2010)
- Hannelore Greve, Unternehmerin (2008)
- Claus Grimm, Vizepräsident des Bundesfinanzhofs (1990)
- Thomas Grochowiak, Maler und Museumsdirektor (1980)
- Will Grohmann, Kunsthistoriker (1960)
- David Grossman, israelischer Schriftsteller (2021)
- Siegfried Großmann, Physiker, Mitbegründer der Chaostheorie (1996)
- Wilhelm Groth, Chemiker (1970)
- Bernhard Grzimek, Zoologe und Tierfilmer (1969)
- Erich Gutenberg, Wirtschaftswissenschaftler (1968)

## H
- Joseph Haas, Komponist (1952)
- Emily Haber, Diplomatin (2024)
- Karl-Otto Habermehl, Arzt und Virologe (1996)
- Otto von Habsburg, deutsch-österreichischer Politiker (1987)
- Eberhard Hackensellner, Generalmajor der Bundeswehr (1983)
- Klaus Hackert, Handwerksfunktionär und Kommunalpolitiker (2005)
- Werner Hagedorn, Gewerkschafter (1995)
- Max Hagemann, Präsident des Bundeskriminalamtes (1952)
- Karl Hahn, Politiker (CDU) (1968)
- Werner Hahn, Politiker (CDU) (1982)
- Oron J. Hale, US-amerikanischer Historiker (1969)
- Julius Hallervorden, Hirnforscher (1956)
- Gail Halvorsen, Pilot der amerikanischen Luftwaffe während der Berliner Luftbrücke (1974)
- Heinrich Hamacher, Politiker (SPD) (1965)
- Oscar Hanke, Landrat (1970)
- Hans Carl Graf von Hardenberg, Diplomat (1969)
- Johannes Härtel, Generalmajor (1968)
- Franz Hartnagel, Politiker (CDU) und Landrat (1985)
- Otto Eduard Hasse, Schauspieler, Regisseur und Synchronsprecher (1974)
- Friedrich Haux, Fabrikant und Politiker (1952)
- Gustav Haydn, Schneider, Verbandsfunktionär und Politiker (1966)
- Hermann Hecht, Schifffahrtsunternehmer (1956)
- Erich Heckel, Maler (1956)
- Johannes Freiherr Heereman, Jurist und Malteser (2008)
- Hans Hege, Landwirt (1960)
- Lothar Heffter, Mathematiker (1957)
- Gerhard Heilfurth, Volkskundler (1959)
- Walter Heinemeyer, Historiker (1983)
- Herbert Helmrich, Jurist und Politiker (CDU) (1996)
- Gotthilf Hempel, Meeresbiologe (1993)
- Leo-Ferdinand Graf Henckel von Donnersmarck (2009)
- Wilhelm Henke, Theologe (1958)
- Werner Hennig, Jurist und Richter (1968)
- Dieter Henrich, Jurist (2003)
- Dietrich Henschler, Toxikologe (1975)
- Hans Werner Henze, Komponist (2008)
- Josef Herberger, Fußballtrainer (1967)
- Reinhard Herbig, Klassischer Archäologe (1958)
- Heinrich Hermelink, Kirchenhistoriker (1953)
- Hans Hertlein, Architekt (1957)
- Hans Otto Hettche, Chemiker, Mediziner und Hochschullehrer (1970)
- Karl Maria Hettlage, Rechts- und Finanzwissenschaftler, Politiker, Organisator der sogenannten Berliner Judenentmietungen (1967)
- Werner Heuser, Maler (1955)
- Regine Hildebrandt, Politikerin (SPD) (2001)
- Dieter Hoelzer, Hämatologe und Onkologe (2005)
- Hermann Hoepke, Anatom (1959)
- Karl Hofer, Maler (1953)
- Werner Höfer, Journalist (1973)
- Hans Hoffmann, Bürgermeister von Neckarsulm und Oberbürgermeister von Heilbronn (SPD) (1983)
- Hilmar Hoffmann, Kulturdezernent (1990)
- Antonius Hofmann, 82. Bischof von Passau (1979)
- Otto Höhne, Sportfunktionär (2001)
- Thomas Holtzmann, Schauspieler (2009)
- Hermann Honnef, Bauingenieur, Erfinder, Windkraftpionier (1952)
- Dietmar Hopp, Unternehmer (2010)
- Karl Hoppe, Germanist und Hochschullehrer (1968)
- Karl Horn, Oberbürgermeister von Bad Homburg (CDU) (1958)
- Elinor Hubert, Ärztin und Politikerin (SPD), MdB (1965)
- Diether Hummel, Präsident des Verbands Deutscher Sektkellereien, Ehrenpräsident der Industrie- und Handelskammer Wiesbaden (1969)
- Friedrich Hund, Physiker (1965)
- Hanns Dieter Hüsch, Kabarettist (1998)

## I
- Joseph Illerhaus, Politiker (CDU) und Verbandsfunktionär
- Leo Imhoff, Gastronom und Verbandsfunktionär (1987)
- Roland Issen, Politiker (SPD) und Gewerkschafter (1994)
- Otmar Issing, Ökonom, Mitglied des Direktoriums der Europäischen Zentralbank (2006)

## J
- Walter Jacob, Präsident des Abraham Geiger Kollegs an der Universität Potsdam (1998)
- Werner Jacobi, Politiker (1968)
- Wilhelm Jacoby, Generalmajor (1993)
- Josef Jaitner, Brigadegeneral (1971)
- Alfred Jahn, Kinderchirurg (2009)
- Johann Janßen, Oberbürgermeister von Wilhelmshaven (1970)
- Rudolf Jenett, Generalmajor (1972)
- Hans-Heinrich Jescheck, Jurist (1984)
- Hanns Jess, Kriminalbeamter und Verfassungsschützer (1955)
- Lennart Johansson, Sportfunktionär (2005)
- Paul Jostock, Präsident des Statistischen Landesamtes Baden-Württemberg (1962)
- Peter Jungen, Manager (1999)
- Gottfried Jungmichel, Politiker (1972)
- Erwin Jürgens, Politiker (CDU) (1967)

## K
- Carl Kaelble, Unternehmer (1951)
- Georg Kalkbrenner, Politiker (1954)
- Helmut Kampe, Vizeadmiral (1985)
- Hermann Kapp, Politiker (CDU) (1967)
- Hugo Karpf, Politiker (1965)
- Heinz Karst, Brigadegeneral (1970)
- Margot Käßmann, Landesbischöfin (2008)
- Rudolf Kassel, klassischer Philologe (2003)
- Friedrich Kemnade, Konteradmiral (1970)
- Walter Kempowski, Schriftsteller (1996)
- Ida Kerkovius, Künstlerin (1954)
- Karl Kessel, Generalmajor (1970)
- Gerhard Kessler, Wirtschafts- und Sozialwissenschaftler (1953)
- Gottfried Kiesow, Vorstandsvorsitzender der Deutschen Stiftung Denkmalschutz (2000)
- Günter Kießling, General (1983)
- Hans Kindermann, Bildhauer und Hochschulrektor (1978)
- Theodor Klauser, katholischer Theologe, Wissenschaftsorganisator (1954)
- Paul-Georg Kleffel, Generalleutnant (1978)
- Josef Kleffner, Politiker (CDU) (1963)
- Herbert Kleinherne, Bergingenieur
- Hans Kleinschmidt, Pädiater (1955)
- Karl Kleyser, Generalmajor (1969)
- Albert Klotz, Generalstabsarzt (1970)
- Helmut Klotz, Opernsänger und Chorleiter (2005)
- Alexander Kluge, Autor und Filmemacher (2007)
- Wolfgang Klüpfel, Sparkassenmanager (1984)
- Nikolaus Knauf, Honorarkonsul, Geschäftsführender Gesellschafter (2007)
- Franz Knipping, Bauingenieur und Hochschullehrer (1952)
- Arnold Knoblauch, Architekt (1953)
- Charlotte Knobloch, Präsidentin der Israelitischen Kultusgemeinde (2008)
- Friedrich August Knost, Verwaltungsbeamter (1964)
- Christian Koch, Politiker (FDP) (1954)
- Karl-Heinz Koch, Politiker (1989)
- Wilhelm Koch, Manager (1969)
- Willi Koch, Politiker (1965)
- Wilhelm Köhler, Unternehmer
- Gert Kohlmann, Generalmajor (1979)
- Teddy Kollek, israelischer Politiker (1998)
- Willy Könen, Politiker (SPD) (1968)
- Georg König, Agrarfunktionär, Politiker (FDP) (1964)
- Otto Konz, Wasserbauingenieur (1951)
- Lisa Korspeter, Politikerin (SPD), MdB (1965)
- Wolfgang Köstlin, Generalmajor (1971)
- Bernhard Kötting, katholischer Theologe, Wissenschaftsfunktionär (1980)
- Viktor de Kowa, Theater- und Filmschauspieler, Chansonsänger, Regisseur, Erzähler und Komödiendichter (1972)
- Wilhelm Krane, Generalarzt (1964)
- Hans-Ulrich Krantz, Generalmajor (1966)
- Herbert Kraus, Rechtswissenschaftler (1957)
- Herbert Krause, Brigadegeneral und Nachrichtendienstmitarbeiter (1971)
- Wolfgang Krawietz, Generalstabsarzt (1980)
- Albert Krebs, Justizbeamter (1965)
- Wilhelm Kreis, Architekt (1953)
- Ernst Kretschmer, Psychiater (1958)
- Anastassios Kriekoukis, Diplomat
- Herbert Krimm, Theologe (1976)
- Hardy Krüger, Filmschauspieler und Schriftsteller (2009)
- Horst Krüger, Generalmajor (1973)
- Hugo Krueger, Ingenieur und Bergwerksdirektor (1962)
- Wilhelm Krull, Wissenschaftsmanager (2023)
- Hans Kubis, Generalleutnant (1983)
- Friedrich Kühn, Politiker (CDU) (1968)
- Elsie Kühn-Leitz, Juristin und Mäzenin (1984)
- Walter Künneth, lutherischer Theologe (1966)
- Hans-Georg Kuhn, Gewerkschafter (1994)
- Reiner Kunze, Schriftsteller (1993)
- Georg Kurlbaum, Politiker (SPD) (1968)
- Karl Kurz, Unternehmer (1967)

## L
- Friedrich Lademann, Straßenbahningenieur (1955)
- Hellmuth Laegeler, Generalmajor (1962)
- Manfred Lahnstein, Politiker (2007)
- Wolfram Langer, Ökonom (1969)
- Hans Joachim Langmann, Unternehmer und Verbandsfunktionär (1985)
- Wolfgang Langkau, Generalmajor der Reserve (1963)
- Ilse Langner, Schriftstellerin (1981)
- Ronald Lauder, US-amerikanischer Unternehmer, Präsident des Jüdischen Weltkongresses (2015)
- Ernst Lechner, Politiker und „Vater“ des Fränkischen Seenlandes
- Sébastien Lecornu, französischer Politiker (2024)
- Karl Kardinal Lehmann, Bischof von Mainz, Vorsitzender der deutschen Bischofskonferenz (1988)
- Klaus-Dieter Lehmann, Präsident des Goethe-Instituts (2011)
- Berthold Leibinger, Erfinder, Unternehmer und Mäzen (2007)
- Lotte Lemke, Fürsorgerin und Vorsitzende der Arbeiterwohlfahrt (1963)
- Karl Heinz Lemmrich, Ingenieur und Politiker (CSU) (1983)
- Hans Lenk, Philosoph und Ruderer (2005)
- Felix Lesser, Richter (1957)
- Karl Magnus Graf Leutrum von Ertingen, Landwirt und Politiker (2008)
- Hans Liebherr, Maurermeister, Erfinder, Unternehmensgründer (1986)
- Hanns-Gero von Lindeiner, Forstmann, Jäger, Diplomat und Politiker
- Werner Lindenmaier, Jurist (1985)
- Fritz Lindner, Biochemiker (1967)
- Hans-Joachim Lindner, Unternehmer (1970)
- Gotthilf Link, Landwirt und Politiker (1988)
- Maria Lipp, Chemikerin (1962)
- Wilfried Lochte, Ingenieur (2006)
- Martin Löffler, Rechtsanwalt und Presserechtler (1985)
- Steffen Lorenz, Manager und IHK-Vorsitzender (1992)
- Gerhard Löwenstein, Arzt (1980)
- Heinrich Lübke, Politiker (1957)
- Marie-Elisabeth Lüders, Politikerin (1952)
- Irene Ludwig, Mäzenin (1992)
- Karl-Heinz Ludwig, Jurist (1987)
- Werner Ludwig, Oberbürgermeister von Ludwigshafen (1990)
- Otto Lummitzsch, Gründer der Bundesanstalt Technisches Hilfswerk (1955)
- Arno Lustiger, Historiker (2009)

## M
- Georg Mack, Politiker (CSU) (1965)
- Albrecht Magen, Politiker (2004)
- Franz Magnis-Suseno, Theologe (2001)
- Karl Maier, Richter (1977)
- Karl Mailänder, Beamter der Wohlfahrtspflege (1960)
- Ernst Majonica, Politiker (CDU) (1968)
- Walter Mallmann, Politiker (CDU) (2014)
- Siegfried Mampel, Jurist (1983)
- Jürgen von Manger, Schauspieler, Kabarettist und Komiker (1987)
- Kurt Mantel, Forstwissenschaftler (1970)
- Konrad Manthey, Generalmajor (1988)
- Andrei Marga, rumänischer Politiker (2003)
- Eugen Theodor Martin, Unternehmer und Stifter (2007)
- Siegfried Maruhn, Journalist (1975)
- Siegfried Matthus, Komponist (2015)
- Alexander Matting, Ingenieur und Hochschullehrer (1968)
- Kurt Mattick, Politiker (SPD) (1968)
- Helmut Maucher, Manager (1988)
- Agnes Katharina Maxsein, Politikerin (CDU) (1968)
- Wilhelm Meiß, Richter (1959)
- Gertrud Meißner, Medizinerin (1981)
- Otto Meitinger, Architekt und Hochschullehrer
- Reinhard Menger, Ingenieur (1985)
- Heinrich G. Merkel, Zeitungs- und Buchverleger (1964)
- Lothar Metz, Brigadegeneral der Bundeswehr und Unterabteilungsleiter im Bundesnachrichtendienst (1966)
- Volker ter Meulen, Mediziner (2008)
- Hans Joachim Meyer, Politiker (2005)
- Hugo Meyer-Delius, Kinderarzt (1962)
- Herta Meyer-Riekenberg, Gewerkschafterin (1971)
- Maria Meyer-Sevenich, Politikerin, MdL Niedersachsen, niedersächsische Ministerin (1966)
- Klaus Miehlke, Internist (1999)
- Robert Minder, französischer Literaturwissenschaftler (1962)
- Ludger Mintrop, Geophysiker (1955)
- Willy Minz, Ökonom (1967)
- Ladislao Mittner, italienischer Germanist (1957)
- Liz Mohn, Verlegerin (2010)
- Heinz Mohnen, Jurist und Oberstadtdirektor von Köln (1977)
- Robert Mohrhoff, Leiter der niedersächsischen Staatskanzlei (1984)
- Wolfgang A. Mommsen, Historiker, Präsident des Bundesarchivs Koblenz (1972)
- Hans-Jürgen Moog, Kommunalpolitiker (2003)
- Jürgen Morlok, Politiker (FDP) (1988)
- Franz Mühlenberg, Kommunalpolitiker (1961)
- Wolfgang Mülberger, Politiker (1965)
- Eberhard Müller, Pfarrer und Geschäftsführender Direktor der Evangelischen Akademie Bad Boll (1971)
- Friedrich Müller, Politiker (SPD) (1976)
- Heinrich Müller, Politiker (SPD)
- Nikolaus Müller, Oberbürgermeister der Stadt Augsburg (1956)
- Werner Müller, Politiker (2010)
- Maximilian Müller-Jabusch, Journalist und Schriftsteller (1954)
- Karl Münchinger, Dirigent (1955)

## N
- Estrongo Nachama, Oberkantor der Jüdischen Gemeinde zu Berlin (1995)
- Max Näder, Unternehmer (1970)
- Friederike Nadig, Politikerin (SPD) (1961)
- Johannes Nar, Theologe, Caritasdirektor, Politiker (1963)
- Hartmut Nassauer, Politiker (2006)
- Rolf Nebinger, Politiker (1982)
- Victor Neels, belgischer Militär (1980)
- John Neumeier, Choreograf (2011)
- Hedwig Neven DuMont, Verlegergattin (2006)
- Ernst Niermann, Militärgeneralvikar des Deutschen Militärordinariats (1995)
- Ida Noddack, Chemikerin, Mitglied der Leopoldina (1966)
- Elisabeth Noelle-Neumann, Meinungsforscherin (1976)
- Leo Nowak, Altbischof von Magdeburg (2007)
- Friedrich Nowottny, Journalist (1986)
- Heinz-Josef Nüchel, Politiker (2001)
- Robert Nünighoff, Direktor, Präsident der Industrie- und Handelskammer Wetzlar (1968)

## O
- Dieter Oberndörfer, Politikwissenschaftler und Hochschullehrer (1994)
- Dietrich Oppenberg, Verleger (1977)
- Oscar Orth, Arzt (1957)
- Kurt Ortmann, belgischer Politiker (1988)

## P
- Rüdiger von Pachelbel, Diplomat
- Rudi-Karl Pahnke, Theologe (2010)
- Pietro Parolin, italienischer Erzbischof und vatikanischer Diplomat (2009)
- Joseph Pascher, katholischer Theologe und Berater beim Zweiten Vatikanischen Konzil
- Friedrich Pauwels, Orthopäde und Biomechaniker (1962)
- Erwin Petermann, Museumsdirektor (1969)
- Alfred Petersen, Bischof für den Sprengel Schleswig (1978)
- Filippos Petsalnikos, griechischer Politiker (2009)
- Herbert Petzold, Jurist (2002)
- Nikolaus Pevsner, Kunsthistoriker (1967)
- Sigrid Peyerimhoff, Chemikerin (2008)
- Kurt Pfeiffer, Initiator des Karlspreises der Stadt Aachen (1981)
- Hans-Christian Pilster, Generalmajor, Abteilungsleiter im Bundesnachrichtendienst (1974)
- Rudolf Pichlmayr, Transplantationsmediziner (1995)
- Edmund Piszcz, Erzbischof von Ermland (2004)
- Wilhelm Pitz, Chorleiter und Dirigent (1967)
- Nora Platiel, Politikerin (SPD), MdL, Landgerichtspräsidentin (1966)
- Hippolyt Poschinger von Frauenau, Unternehmer, Forstwirt und Politiker (1968)
- Franz Pöggeler, Pädagoge und Hochschullehrer (1986)
- Max Pohlenz, klassischer Philologe (1955)
- Paul-Günter Pötz, Ministerialdirigent (1988)
- Alfred Prang, Ministerialbeamter (1957)
- Marek Prawda, polnischer Diplomat (2012)
- Werner Premauer, Bankmanager (1972)
- Hermann Prey, Bariton (1981)
- Theodor Prinzing, Richter (1989)
- Maria Probst, Politikerin (CSU) (1965)
- Marian Przykucki, Erzbischof von Stettin (2006)
- Hans Puvogel, Politiker (1973)

## Q
- Fazu Qiu, chinesischer Chirurg (1985)
- Johanna Quandt, Industriellengattin (2009)
- Thomas Quasthoff, Sänger (Bassbariton) (2005)
- Wolfgang Queisner, Brigadegeneral (1964)

## R
- Franz Radziwill, Maler (1971)
- Elgar von Randow, Diplomat (1968)
- Alfred Rauch, Ingenieur und Politiker (1963)
- Dietrich Rauschning, Rechts- und Staatswissenschaftler (2006)
- Ulrich Raydt, Unternehmer
- Günther Reeder, Konteradmiral (1971)
- Rudolf Reichenberger, Generalleutnant (1977)
- Ilsa Reinhardt, Politikerin (NLP, CDU) (1966)
- Georg Ress, Hochschullehrer (2008)
- Eva Gabriele Reichmann, Historikerin (1983)
- Hans Reinauer, Mediziner (2004)
- Edgar Reitz, Filmregisseur (2006)
- Stefie Restle, Politikerin (1967)
- Franz Riemer, Priester (1953)
- Fritz Rettig, Gewerkschafter (1966)
- Gustav Rheinberger, Unternehmer (1954)
- Wilhelm Rieger, Ökonom (1957)
- Fritz Ries, Industrieller (1967)
- Ernst Theodor Rietschel, Chemiker (2010)
- Günter Rinsche, Politiker (CDU) (1999)
- Gerhard A. Ritter, Historiker (2008)
- Wilhelm von Roeder, Brigadegeneral (1965)
- Bernhard Rogge, Konteradmiral (1962)
- Rudi Rohlmann, Politiker (1982)
- Wilhelm Rohwedder, Politiker (1964)
- Otto Rombach, Schriftsteller und Journalist (1964)
- Wilhelm Rombach, Verwaltungsjurist (1952)
- Wilfried von Rosenthal, Brigadegeneral (1966)
- Walter Rösch, Jurist (1969)
- Hans-Rudolf Rösing, Konteradmiral (1966)
- Josef Rösing, Politiker (CDU) (1968)
- Eugen Roth, Lyriker (1965)
- Georg Rückert, Gründer des Collegium Augustinum (1974)
- Bruno Rühl, Politiker (1986)
- Josef Rudnick, Unternehmer und Politiker (1993)
- Heinz Rühmann, Schauspieler (1966)
- Reinhard Rürup, Historiker (2010)
- Jürgen Rüttgers, Politiker (CDU) (1997)

## S
- Jerzy Samiec, polnischer Theologe und Bischof (2018)
- Horst von Sanden, Mathematiker und Hochschullehrer (1957)
- Otfried Sander, Jurist und Politiker (1984)
- Gerd Sandstede, Chemiker (2005)
- Fritz Sänger, Journalist und Politiker (1969)
- Dieter Schäfer, Historiker (2002)
- Aloys Schaefer, Jurist und Politiker (1997)
- Hans Schaefer, Mediziner (1975)
- Arthur Scharmann, Physiker (1993)
- Fritz W. Scharpf, Rechts- und Politikwissenschaftler (2004)
- Heribert Scharrenbroich, Politiker (2022)
- Josef Schaub, Zeitungsverleger (1959)
- Wolfgang Schäuble, Politiker (CDU) (1984)
- Lothar Scheche, Jurist (1955)
- Harald Schering, Physiker (1957)
- Otto Schily, Rechtsanwalt, Politiker (2004)
- Annemarie Schimmel, Islamwissenschaftlerin (1989)
- Nora Schimming-Chase, Politikerin (1997)
- Otto Schlenzka, Sportfunktionär (1984)
- Willy Schleunung, Bayerischer Senator (1982)
- Anton Schlüter (Unternehmer) (1987)
- Max Schmeling, Boxer (1971)
- Heinrich Schmidhuber, MdL, Präsident des Bayerischen Sparkassen- und Giroverbandes (2007)
- Peter Schmidhuber, Politiker (CSU), EU-Kommissar (1982)
- August Schmid-Lindner, Komponist und Hochschullehrer (1953)
- Albrecht Schmidt, Jurist und Bankmanager (2000)
- Gerhard Schmidt, Stifter (2007)
- Guido Schmidt, Richter am Bundesgerichtshof (1958)
- Konrad Schmidt-Torner, Präsident der Bundesdruckerei (1972)
- Charlotte Schmitt, Richterin (1978)
- Matthias Schmitt, Nationalökonom (1974)
- Karl Schmitt-Walter, Opern- und Liedersänger (1960)
- Günter Schmölders, Wirtschaftswissenschaftler (1969)
- Karl Schnabel, Politiker (2005)
- Hans Karl Schneider, Wirtschaftswissenschaftler (1996)
- Paul Schneider-Esleben, Architekt (1987)
- Wolfgang Schneiderhan, Generalinspekteur der Bundeswehr (2009)
- Julius H. Schoeps, Historiker (2020)
- Arno Scholz, Verleger (1964)
- Peter Scholze, Mathematiker (2019)
- Franz Schramm, Politiker (1952)
- Franz Schriewer, Bibliothekar (1959)
- Ernst Schröder, Gartenarchitekt und Politiker (DVP, FDP) (1953)
- Manfred Schubert (Jurist), Verwaltungsjurist (1968)
- Wolfgang Schulhoff, Politiker (CDU) (2007)
- Rudolf Schulten, Nukleartechnologe (1989)
- Marianne Schultz-Hector, Politikerin (CDU) (1995)
- Ernst Hermann Schulz, Eisenhüttenmann und Forschungsorganisator (1960)
- Erich Schulze, Vorstand der GEMA (1978)
- Johannes Schulze, Theologe, Landessuperintendent (1968)
- Hubert Schulze-Pellengahr, Politiker, MdB (CDU) und Landrat (1969)
- Georg Schumann, Pianist, Komponist, Dirigent, erster Träger des Großen Verdienstkreuzes (1951)
- Annemarie Schuster, Politikerin (CDU)
- Max Schwarz, Politiker (SPD), MdL Niedersachsen (1969)
- Fritz Schwerdtfeger, Forstwissenschaftler und Zoologe (1971)
- Wilhelm Graf Schwerin von Schwanenfeld, Land- und Forstwirt, Präsident der Johanniter-Unfall-Hilfe (1998)
- Matthias Schwickerath, Botaniker (1966)
- Heinz Sebiger, Steuerberater und Unternehmer
- Richard Sedlmaier, Kunsthistoriker und Hochschullehrer (1958)
- Uwe Seeler, Fußballspieler (1970)
- Kurt Seelmann, Unternehmer (2008)
- Hinrich Seidel, Präsident der Universität Hannover (1990)
- Ursula Seiler-Albring, Politikerin (FDP) (2021)
- Ludwig Seiterich, Landrat (1968)
- Elisabeth Selbert, Politikerin und Juristin (1958)
- Christel Sembach-Krone, Zirkusdirektorin (1999)
- Josef Siedler, Politiker (1975)
- Michael Siegel, Rechtsanwalt (1971)
- Johann Sierks, Gewerkschafter und Politiker (1980)
- Renée Sintenis, Bildhauerin (1953)
- Kurt Wilhelm Söldner, Sozialverbandsfunktionär (1999)
- Siegfried Sorge, Politiker (SPD, FWG) und Landrat (1990)
- Ernst Speer, Psychiater (1959)
- Karlheinz Spielmann, Jurist und Bürgeranwalt (1979)
- Günter Spielmeyer, Richter (1991)
- Hermann Josef Spital, Bischof von Trier (1991)
- Adolf Spotka, Politiker (2007)
- Bernhard Sprengel, Schokoladenfabrikant (1959)
- Klaus Staeck, Plakatkünstler (2007)
- Ernst Steinbach, Theologe (1966)
- Hans-Georg Stemann, Bundeswehrinspekteur (1971)
- Konrad Stephanus, Brigadegeneral (1965)
- David Stetter, Politiker (SPD) und Gewerkschaftsführer (1952)
- Günter Stock, Physiologe (2012)
- Martin Storz, Landwirt, Verwaltungsbeamter und Politiker (1966)
- Gustav Stratil-Sauer, österreichischer Geograph (1964)
- Georg Strickrodt, Politiker (1978)
- Wolfgang-Lukas Strohmayer, österreichischer Diplomat
- Hinrich Struve, Feuerwehrverbandsfunktionär (1994)
- Georg Sturmowski, Politiker (CDU) (1990)
- Michael Succow, Biologe und Agrarwissenschaftler (2015)
- Herbert Sulzbach, Kulturoffizier im Offizierslager Featherstone
- Ulf Sundberg, schwedischer Forstwissenschaftler (1974)
- Walther Sundermeyer, Verwaltungsjurist (1965)

## T
- Gustav Tauber, Apotheker (1968)
- Meinhard Tenné, deutsch-israelischer Repräsentant des Judentums (2015)
- Jürgen Thee, Politiker (1968)
- Josef Thesing, Politiker (2008)
- Rolf Thieringer, Politiker (1993)
- Claus Thierschmann, Generalleutnant der Luftwaffe
- Hans Willi Thoenes, Ingenieur und Chemiker (1988)
- Otto Tietmann, Landwirt und Ministerialbeamter (1959)
- Rudolf Titzck, Politiker (1976)
- Ernst Toch, Komponist (1958)
- Heinrich Toeller, Physiker (1983)
- Klaus Töpfer, Politiker (1990)
- Erich Topp, Marineoffizier (1969)
- Boubacar Toumba, nigrischer Offizier und Politiker
- Heinrich Traublinger, Kammerfunktionär und Politiker (CSU) (2007)
- Thomas Treu, österreichischer Militärarzt (2009)
- Georg Stefan Troller, Schriftsteller und Dokumentarfilmer (2021)
- Hellmut Trute, Wirtschaftsjurist

## U
- Franz Uhle-Wettler, Generalleutnant (1987)
- Hermann Unger, Brigadegeneral (1980)
- Siegfried Unseld, Verleger (1993)
- Lothar Urbanczyk, Jurist und Politiker (1968)
- Harald Freiherr von Uslar-Gleichen, Brigadegeneral (1963)
- Peter Ustinov, Schauspieler (1998)

## V
- Caterina Valente, Sängerin und Schauspielerin (1986)
- Bruno Valentin, Orthopäde und Hochschullehrer (1965)
- Ulrich Varnbüler von und zu Hemmingen, Brigadegeneral (1963)
- Otto Veit, Anatom (1964)
- Josephus Joannes Maria van der Ven, niederländischer Jurist (1976)
- Hasso Viebig, Brigadegeneral
- Martin Viessmann, Unternehmer (2017)
- Miloslav Vlk, tschechischer Geistlicher, Erzbischof von Prag (1999)
- August Vochtel, Lokomotivführer (1953)
- Wolfgang Voelkner, Ingenieur und Hochschullehrer (2005)
- Uwe Vogel, Generalleutnant (1973)
- Günter Vogelsang, Industriemanager und Unternehmensberater (1989)
- Hermann Vogt, Generalmajor (1982)
- Hanshermann Vohs, Konteradmiral (1983)
- Antje Vollmer, Politikerin (2005)
- Wilhelm Voß, Brigadegeneral (1966)

## W
- Bernhard Wachowsky, Seelsorger (1966)
- Emil Wachter, Maler und Bildhauer (2011)
- Joseph Wagenbach, Politiker (CDU) (1963)
- Georg Wagner, Geologe und Hochschullehrer
- Ruth Wagner, Politikerin (FDP) (2006)
- Valentin Wallauer, Politiker (FDP) (1962)
- Bernhard Walter, Gründer der Stiftung zum Wiederaufbau der Dresdner Frauenkirche (2007)
- Fritz Walter, Fußballspieler (1970)
- Max Wartemann, Politiker (1971)
- Helene Weber, Politikerin (Zentrum, CDU) (1956)
- Wilhelm Weber, Oberbürgermeister von Hannover (1954)
- Ulrich Wegener, Brigadegeneral im Bundesgrenzschutz (1977)
- Herbert Wehnelt, Generalleutnant der Luftwaffe (1973)
- Heinz Weil, Widerstandskämpfer und Präsident des Landgerichts Ellwangen (1979)
- Ernst Weisenfeld, Journalist (2004)
- Albrecht Weiß, Jurist, Nationalökonom und Hochschullehrer (1960)
- Richard von Weizsäcker, Politiker (1975)
- Ernst Ulrich von Weizsäcker, Umweltwissenschaftler und -politiker (2009)
- Herbert Welling, Physiker (2010)
- Josef Wennemann, Arzt (2008)
- August Wenzel, Fußballfunktionär (1982)
- Herbert Werner, Politiker (CDU) (2007)
- Gerhard Wessel, Generalleutnant und Präsident des Bundesnachrichtendienstes (1977)
- Helene Wessel, Politikerin (Zentrum, SPD), (1965)
- Hilde Westrick, Medizinerin (1969)
- Gottfried Wetterich, Richter (1985)
- Edmund Wetzel, Richter (1973)
- Erwin Wicker, Generalmajor (1968)
- Heinrich Wiesen, OLG-Präsident Düsseldorf (1993)
- Martin Wiesend, Weihbischof von Bamberg (1987)
- Henning Wilcke, Generalmajor der Luftwaffe der Bundeswehr (1967)
- Klaus Wilkens, Wirtschaftswissenschaftler und Ehrenpräsident der Deutsche Lebens-Rettungs-Gesellschaft (2003)
- Helmut Willmann, Generalleutnant (2001)
- Thomas Wimmer, Münchner Oberbürgermeister von 1948 bis 1960 (1955)
- Adolf Wingler, Jurist (1964)
- Cuno Winkler, Nuklearmediziner
- Heinrich August Winkler, Historiker (2018)
- Richard Winkler, Unternehmer (1959)
- Ernst-Ludwig Winnacker, Hochschullehrer, Präsident der Deutschen Forschungsgemeinschaft (2006)
- August Winnig, Schriftsteller (1955)
- Friedrich Winter, Politiker (SPD) und Landrat (1964)
- Berno Wischmann, Leichtathlet und Hochschullehrer (1981)
- Albrecht Woeste, Unternehmer und Sportfunktionär (2001)
- Gabriele Wohmann, Schriftstellerin (1997)
- Heinz Heinrich Anton Wolf, Politiker (CDU)
- Notker Wolf, Benediktinerabt (2007)
- Hans-Heinrich Worgitzky, Vizepräsident des Bundesnachrichtendienstes (1967)
- Hanns Egon Wörlen, Architekt (2007)
- Hans-Georg Wormit, Präsident der Stiftung Preußischer Kulturbesitz
- Franz Wosnitza, katholischer Priester, engagiert für die deutsch-polnische Versöhnung (1972)
- Zhongbi Wu, chinesischer Pathologe (1986)
- Heinrich Wullenhaupt, Politiker (CDU) (1968)
- Martin Wurm, Politiker (CDU) (1989)
- Carl Herzog von Württemberg, Unternehmer (1997)

## Y
- Yun I-sang, koreanisch-deutscher Komponist (1988)

## Z
- Peter Zadek, Regisseur (2002)
- Wolf von Zawadzky, Brigadegeneral (1966)
- Leopold Ziegler, Philosoph (1956)
- Arthur Zinzen, Ingenieur (1964)
- Arthur Zitscher, Chemiker (1954)
- Manfred Zollner, Unternehmer (2010)
- Eberhard Zorn, General (2024)
- Walter Zuber, Politiker (2005)
- Georg Zundel, Physiker, Unternehmer und friedenspolitisch engagierter Philanthrop (2003)

## A
- Jürgen Abeler, Kunstsammler (1998)
- Hans Abich, Filmproduzent und Rundfunkpublizist (1988)
- Hubert Abreß, Staatssekretär (2003)
- José Antonio Abreu, venezolanischer Musiker, Volkswirt und Rechtswissenschaftler (2005)
- Karl Heinz Abshagen, Germanist (1958)
- Ernst Achilles, Feuerwehrfunktionär (1990)
- Ann-Kristin Achleitner, Wirtschafts- und Rechtswissenschaftlerin (2014)
- Lea Ackermann, Ordensschwester (1996)
- Claus von Aderkas, Pastor (1984)
- Götz Adriani, Kunsthistoriker (2008)
- Willi Aengevelt, Immobilienmakler (1988)
- Ernst-Günter Afting, Biochemiker (2004)
- Friedrich Wilhelm Ahnefeld, Anästhesist (1999)
- Adolf Ahrens, Unternehmer und Politiker (1963)
- Ferry Ahrlé, Künstler (1985)
- Hans Albert, Soziologe (2008)
- Alois Albrecht, Generalvikar des Erzbistums Bamberg (2006)
- Dieter Albrecht, Historiker
- Robert Alexy, Rechtsphilosoph und Staatsrechtslehrer (2010)
- Géza Alföldy, Althistoriker (2002)
- Hans Günther van Allen, Bürgermeister (2004)
- Gerhardt Alleweldt, Weinbauexperte (1982)
- Carl Allmann, Landrat (1969)
- Jutta Allmendinger, Soziologin (2013)
- Wolfgang Altendorf, Schriftsteller (1981)
- Curt Altmann, Unternehmer (1953)
- Hanns Altmeier, Künstler (1971)
- Peter Altmeyer, Dermatologe (1998)
- Josef Ambacher, Verbandspräsident
- Axel von Ambesser, Autor, Regisseur, Schauspieler (1975)
- Heinrich Ambrosius, Politiker (1959)
- Carl Amery, Schriftsteller (1987)
- Gerd Andres, Bundestagsabgeordneter und Parlamentarischer Staatssekretär (2007)
- Sabine Andresen, Hochschullehrerin und Vorsitzende des Deutschen Kinderschutzbundes (2023)
- Peter Aniol, Politiker (1992)
- Wolfgang Apel, Tierschützer (2005)
- Karl Appelmann, Politiker (SPD) (1978)
- Sigrid Arnade, Tierärztin (2010)
- Fritz Arens, Denkmalpfleger (1977)
- Jens Arlt, Brigadegeneral (2021)
- Dietrich Arndt, Mediziner (2007)
- Heinz Ludwig Arnold, Publizist (2011)
- Hermann Arnold, Fabrikant (1951)
- Dietmar Artzinger-Bolten, Präsident des 1. FC Köln (2005)
- Hermann Ulrich Asemissen, Philosoph und Kunsthistoriker (1980)
- Jan Assmann, Ägyptologe (2006)
- Wolfgang Assmann, Politiker (CDU) (2010)
- Seyran Ateş, Frauenrechtlerin (2014)
- Leonore Auerbach, Politikerin (SPD) und Lehrerin (1995)
- Winfried Aufenanger, Leichtathletiktrainer (2021)
- Dietrich Austermann, Politiker (2006)
- Monika Auweter-Kurtz, Physikerin und Hochschullehrerin (2006)

## B
- Kunigunde Bachl, Politikerin (1993)
- Rudolf Bachmann, Politiker (1982)
- Berthold Bahnsen, Politiker (1971)
- Walter Baier, Unternehmer (1995)
- Peter Bailly, Politiker (SPD) (1971)
- Nouhou Bako, nigrischer Offizier
- Bernhard Balkenhol, Politiker (CDU) (1972)
- Hermann Balle, Verleger (2013)
- Franz Ballhorn, Widerstandskämpfer
- Friedrich Bär, Wissenschaftler (1973)
- Günter Barié, Manager (1968)
- Miguel Barnet, kubanischer Schriftsteller (2004)
- Werner Bartels, Industriemanager (1997)
- Ernst Barten, Unternehmer (1954)
- Kurt Barthel, Generalmajor (1987)
- Barbara Bartos-Höppner, Kinderbuchautorin (1999)
- Friedrich L. Bauer, Informatikpionier (1982)
- Josef Werner Bauer, Landrat des Landkreises Neumarkt in der Oberpfalz
- Willy Bauer, Naturschützer (1990)
- Mary Bauermeister, Bildende Künstlerin und Gartengestalterin (2020)
- Rudolf Bayer, Informatiker (1999)
- Julius Baum, Kunsthistoriker (1952)
- Helmut Baumgarten, Wissenschaftler (2003)
- Lothar Bäumler, Unternehmer (1988)
- Theodor Baums, Jurist (2007)
- Gilbert Bécaud, französischer Chansonnier (1973)
- Hans Dieter Beck, Verleger (1989)
- Marieluise Beck, Politikerin (Bündnis 90/Die Grünen) (2022)
- Franz Becker (Politiker, 1910), Politiker (1976)
- Günther Becker, Entomologe (1975)
- Jurek Becker, Schriftsteller (1992)
- Karl Becker, Politiker (SPD) (1972)
- Paul Gert von Beckerath, Volkswirtschaftler (1997)
- Werner Beierwaltes, Philosoph und Hochschullehrer (1998)
- Konrad Beikircher, Kabarettist (2012)
- Elly Beinhorn, Flugpionierin (1991)
- Esther Bejarano, Vorsitzende des Internationalen Auschwitz-Komitees (2008)
- Friedrich Bender, Geologe (1984)
- Wilhelm Bender, Manager (2024)
- Hans Benirschke, Journalist (1991)
- Jack O. Bennett, Luftbrückenpilot (1964)
- Alain Bensoussan, französischer Mathematiker (2003)
- Iris Berben, Schauspielerin (1998)
- Dietrich Berg, Arzt
- Senta Berger, Schauspielerin (1999)
- Friedrich Wilhelm Bergien, Brigadegeneral (1971)
- Christine Bergmann, Politikerin (2011)
- Burckhard Bergmann, Manager (2008)
- Karl-Friedrich Beringer, Dirigent (1986)
- Horst Egon Berkowitz, Rechtsanwalt (1961)
- Johann Philipp von Bethmann, Bankier (1991)
- Viola von Bethusy-Huc, Politikwissenschaftlerin (2010)
- Ulrich Bettermann, Unternehmer (2012)
- Friedhelm Julius Beucher, Politiker (2017)
- Harald Bielfeld, Diplomat (1960)
- Hans Bierbrauer (genannt Oskar), Zeichner, Karikaturist und Maler (1998)
- Hans Biller, Konstrukteur und Ingenieur bei Bing, Spielwarenfabrikant (1962)
- Heinz Billing, Physiker und Informatiker (2015)
- Wilhelm Bing, Verleger (2004)
- Paul Bispinck, Forstmann (1964)
- Karl Oskar Blase, Grafiker (1998)
- Walter Bleicker, Unternehmer
- Werner H. Bloss, Physiker und Ingenieurwissenschaftler (1990)
- Martin Blümcke, Journalist und Heimatforscher (2012)
- Claus Victor Bock, Germanist und Dichter (1984)
- Wilhelm von Boddien, Kaufmann. Gründer des Förderverein für den Wiederaufbau des Berliner Schlosses (2014)
- Arndt Bode, Informatiker (2018)
- Arnold Bode, Begründer der documenta Kassel (1974)
- Christian Bode, Wissenschaftsmanager (2013)
- Alfred Boeddeker, amerikanischer Franziskaner (1958)
- Max Hildebert Boehm, Politiker, Soziologe und Publizist (1956)
- Antje Boetius, Meeresbiologin (2019)
- Horst Bökemeier, MdL Hessen (2007)
- Fritz Böhmer, Landrat (1970)
- Gerhardt Böhmig, Marineoffizier (1969)
- Reinhold Bohlen, Theologe (2010)
- Michael Bohnet, Wirtschaftswissenschaftler (2002)
- Ursula Bolte, Landtagsabgeordnete und Landrätin (2023)
- Otto Friedrich Bollnow, Philosoph und Pädagoge (1983)
- Emmi Bonhoeffer, Widerstandshelferin (1954)
- Karl Gerhard Bornmann, Polizeioberkommissar (1977)
- Stefan R. Bornstein, Mediziner (2018)
- Ulrich Borsdorf, Historiker (2010)
- Knut Borchardt, Wirtschaftshistoriker
- Helene Freifrau von Bothmer, Museumskuratorin (1989)
- Jürgen Böttcher (Strawalde), Filmregisseur und Maler (2001)
- Constantin von Brandenstein-Zeppelin, ehrenamtlicher Präsident des Malteser Hilfsdienstes (2005)
- Uwe Brandl, Politiker (CSU), Bürgermeister und Präsident des Bayerischen Gemeindetages (2007)
- Horst Brandstätter, Unternehmer (2008)
- Henry G. Brandt, Rabbiner, Präsident des Deutschen Koordinierungsrates (2008)
- Egidius Braun, Präsident des Deutschen Fußball-Bundes (1985)
- Franz Braun, Politiker (CDU) und Landrat (1965)
- Ludwig Georg Braun, Unternehmer (1990)
- Artur Brauner, Filmproduzent (1993)
- Beppo Brem, Schauspieler (1983)
- Rudi Brehm, Gewerkschaftsfunktionär (1985)
- Carsten Breuer, Offizier (2022)
- Pierre Brice, französischer Schauspieler (1992)
- Fritz Brickwedde, Generalsekretär DBU (2004)
- Fritz Bringmann, Ehrenpräsident der Internationalen Lagergemeinschaft des KZ Neuengamme (2000)
- Albrecht Broemme, Präsident des Technisches Hilfswerks (2020)
- Anneliese Brost, Verlegerin (2008)
- Hinrich Brunckhorst, Landrat und Landtagsabgeordneter
- Dominik Brunner, Geschäftsmann (posthum 2009)
- Manfred Bruns, Bundesanwalt am Bundesgerichtshof (1994)
- Ignatz Bubis, Vorsitzender des Zentralrat der Juden in Deutschland (1992)
- Elisabeth Bubolz-Lutz, Geragogin und Hochschullehrerin (2023)
- Eberhard Buchborn, Mediziner und Hochschullehrer
- Hans Buchheim, Politikwissenschaftler (1986)
- Dorothea Buck, Autorin, Bildhauerin und Aktivistin der Bewegung Psychiatrie-Erfahrener (1997)
- Werner Buckel, Physiker, (1990)
- Gert Buchheit, Historiker (1970)
- Josef Buchmann, Unternehmer und Mäzen (2023)
- Wilhelm Buddenberg, Landtagsabgeordneter (CDU)
- Clémence Budow, Rundfunkpionierin und Politikerin
- Hans Buhmann, Politiker (1992)
- Hans-Jörg Bullinger, Institutsleiter (2003)
- Otto von Bülow, Kapitän zur See (1969)
- Hubert Burda, Kunsthistoriker und Verleger (1997)
- Stefan Burdach, Kinderonkologe
- Heinz Burghart, Journalist, Buchautor und Chefredakteur des Bayerischen Rundfunks
- Erwin Burkard, Politiker (1984)
- Felix Busse, Rechtsanwalt (1992)
- Walther Busse von Colbe, Wirtschaftswissenschaftler (2009)
- Hellmuth Butenuth, Automobilhersteller (1974)
- Irene Butter, Holocaust-Überlebende, Wirtschaftswissenschaftlerin und Hochschullehrerin (2024)
- Kirsten Boie, Schriftstellerin und Literaturwissenschaftlerin (2011)

## C
- Clemens Cammerer, Verwaltungsjurist (1952)
- Wilhelm Canenbley, Agrarfunktionär (1962)
- Claus von Carnap-Bornheim, Archäologe (2018)
- Rudi Carrell, niederländischer Showmaster (1985)
- Ursula Carls, Unternehmerin und Stiftungsgründerin (2011)
- Edith Carstensen, Künstlerin und Stiftungsgründerin (2003)
- Bodo Champignon, Politiker (SPD) (2006)
- Niels Lund Chrestensen, Manager (2010)
- Sandra Ciesek, Virologin (2023)
- August Claas, Unternehmer (1952)
- Lars Clausen, Soziologe (1998)
- Kurt Collien, Konzertagent und Theaterleiter (1967)
- Helmut Cox, Wirtschaftswissenschaftler (2004)
- Tony Cragg, Bildhauer (2012)
- Gerd Crüger, Agrarwissenschaftler (1995)
- Klaus Cichutek, Biochemiker, Präsident des Paul-Ehrlich-Instituts (2024)
- Christa Czempiel, Politikerin (1990)

## D
- Keyvan Dahesch, Journalist (1996)
- György Dalos, ungarischer Schriftsteller (2015)
- Heinrich Dammann, Unternehmer (1980)
- Alois Dauenhauer, Politiker (1989)
- Barbara Dauner-Lieb, Juristin und Hochschullehrerin (2021)
- Wolfgang Dauner, Filmkomponist und Jazzpianist (2005)
- Manfred David, Politiker (1989)
- Harald Deilmann, Architekt (1970)
- Friedrich Deinhardt, Mediziner, Mikrobiologe, Virologe und Hochschullehrer (1992)
- Hans-Raimund Deppe, Physiker und Manager (2010)
- Udo Derbolowsky, Mediziner (1984)
- Hans Derben, Politiker
- Jupp Derwall, Fußballspieler und -trainer (1989)
- Patrick Desbois, Priester (2023)
- Werner D’hein, Journalist (2011)
- Ernst Dickmanns, Robotiker und Hochschullehrer (2022)
- Harro Dicks, Opernregisseur (1981)
- Josef Dierkes, Politiker (1997)
- Friedrich Dieckmann, Schriftsteller (1993)
- Wolf Günther Dieffenbach, Sportfunktionär (2003)
- Volker Diehl, Mediziner (2008)
- Emmy Diemer-Nicolaus, Politikerin (1968)
- Meta Diestel, Kammersängerin
- Anton Dieterich, Autor und Übersetzer (1984)
- Dan Diner, deutsch-israelischer Historiker (2024)
- Wilhelm Disselbeck, Arzt und Standespolitiker
- Claus Dittrich, Unternehmer (2002)
- Carl Dobler, Agrarpolitiker (1980)
- Alexander Dobrindt, Politiker (2024)
- Klaus Dörner, Psychiater (2000)
- Martin Döscher, Politiker (2012)
- Max Dohmann, Ingenieurwissenschaftler (2006)
- Günther Dohmen, Erziehungswissenschaftler (1994)
- Andreas Raymond Dombret, deutsch-amerikanischer Wirtschaftswissenschaftler und Bankmanager (2024)
- Hilde Domin, Lyrikerin des 20. Jahrhunderts, Exilliteratin (1983)
- Jakob Dörr, Bürgermeister
- Ernst Dossmann, Architekt und Kreisheimatpfleger (2007)
- Hans-Alexander Drechsler, Landtagsabgeordneter
- George Dreyfus, Komponist (2002)
- Christian Drosten, Virologe (2020)
- Berthold Dücker, Journalist (2009)
- Albrecht Dümling, Musikwissenschaftler (2021)
- Joseph Dünnebacke, Politiker (1953)
- Willy Dürr, Journalist und Politiker (1959)
- Karl-Rüdiger Durth, Theologe und Journalist (2004)

## E
- Fritz Ebbert, Manager, Bayerischer Senator (1974)
- Hans-Wilhelm Ebeling, Pfarrer (1998)
- Friedrich Ebert, Historiker (1956)
- Werner Eck, Althistoriker (2021)
- Günter Ecker, Physiker und Hochschullehrer (2006)
- Max W. Eckert, Sportfunktionär (1957)
- Kurt Edelhagen, Jazzmusiker (1973)
- Sven Effert, Kardiologe
- Heinz Eggert, Pastor und Politiker (1992)
- Bernd Ehinger, Handwerkskammernpräsident (2010)
- Wilhelm Ehmann, Musikwissenschaftler und Kirchenmusiker (1969)
- Hans Friedrich von Ehrenkrook, Genealoge und Adelsrechtler (1958)
- Maximilian Ehrenstein, Biochemiker (1966)
- Werner Ehrlicher, Wirtschaftswissenschaftler (1989)
- Wolfgang Eichwede, Historiker (2003)
- Josef Eilles, Reichsgerichtsrat (1953)
- Paul Eipper, Schriftsteller (1956)
- Josef Eisenburg, Arzt (1988)
- Lothar Eißmann, Geologe (2015)
- Axel Ekkernkamp, Chirurg und Politiker (2007)
- Hans Elsässer, Astronom (1994)
- Frank Elstner, Fernsehshowmaster (2017)
- Alexander von Elverfeldt, Land- und Forstwirt, Verbandsfunktionär und Autor (1992)
- Erika Emmerich, Juristin und Managerin (1997)
- Roland Emmerich, Filmemacher (1998)
- José Luís Encarnação, Informatiker (1995)
- Hinrich Enderlein, Politiker (2006)
- Michael Endres, Manager (2015)
- Volker Engel, Visual Effects Supervisor und Filmproduzent (1998)
- Heiko Engelkes, Journalist (2005)
- Astrid Epiney, deutsch-schweizerische Rechtswissenschaftlerin und Hochschullehrerin (2023)
- Rainer Eppelmann, Politiker (1994)
- Eva Erben, Schriftstellerin und Holocaust-Überlebende (2025)
- Erland Erdmann, Kardiologe (2006)
- Hermann Erdlen, Komponist (1963)
- Stephan Erfurt, Fotograf (2023)
- Kurt Ernsting, Unternehmer und Mäzen (2008)
- Reinhard Erös, Arzt (2006)
- Albin Eser, Jurist und Strafrechtswissenschaftler (2004)
- Bernhard Everke, Oberbürgermeister (2005)
- Walter Eversheim, Maschinenbauingenieur und Hochschullehrer (2009)
- Klaus Evertz, Politiker (1991)
- Evmenios von Lefke, Bischof (1995)
- Karl Eyerkaufer, Sportler und Politiker (2005)

## F
- Philipp W. Fabry, Historiker (1984)
- Brigitte Fassbaender, Sängerin (2001)
- Gisela Fechner, Politikerin (1985)
- Lisa Federle, Ärztin (2020)
- Josef Feger, Politiker (CDU), Oberbürgermeister von Leutkirch im Allgäu
- Michael Felke, Unternehmer (1965)
- Heinz Fenrich, Politiker (CDU), Oberbürgermeister von Karlsruhe (2013)
- Antal Festetics, Zoologe, Verhaltensforscher, Wildbiologe und Naturschützer (1998)
- Heinrich Festing, Theologe, Generalpräses des Internationalen Kolpingwerk (1998)
- Berndt Feuerbacher, Physiker (2010)
- Günther Fielmann, Unternehmer (2000)
- Otto Fink, Politiker (CDU), Bürgermeister von Tuttlingen (1959)
- Dieter Finzel, Rechtsanwalt und Kammerfunktionär (2010)
- Rüdiger Fikentscher, Politiker (SPD) (2009)
- Dirk Fischer, Politiker (CDU) (1994)
- Hermann Fischer, Tierfotograf (1963)
- Klaus Fischer, Unternehmer (2007)
- Manfred Fischer, Pfarrer (2013)
- Werner Fischer, Bürgerrechtler (1995)
- Werner Fischer, Goldschmied und Künstler (1999)
- Hellmut Fischmeister, österreichischer Metallurg (1997)
- Lisa Fittko, österreichische Widerstandskämpferin (1986)
- Hagen Fleischer, deutsch-griechischer Historiker (2018)
- Marianne Foerster, Landschaftsarchitektin (2003)
- Erik Forssman, Kunsthistoriker (1994)
- Heinrich Fraenkel, Historiker und Schachkomponist (1967)
- Hans Frangenheim, Arzt (1982)
- Gerhard Frank, Jurist, Jagdfunktionär und Politiker (1984)
- Herbert Franke, Sinologe
- Jörg Freiherr Frank von Fürstenwerth, früherer Hauptgeschäftsführer des Gesamtverbands der Deutschen Versicherungswirtschaft (2023)
- Ute Frevert, Historikerin (2016)
- Achim Freyer, Maler und Bühnenbildner (1989)
- Alfons Frick, Politiker (CDU) (1970)
- Karl Wilhelm Fricke, Stasi-Entführungsopfer und Journalist (2001)
- Manfred Fricke, Ingenieur und Hochschullehrer (1994)
- Marianne Frickel, Hörakustikerin (2024)
- Hédi Fried, Autorin und Holocaust-Überlebende (2017)
- Margot Friedländer, Holocaust-Überlebende (2023)
- Günter Friedrich, Politiker (CDU)
- Hans-Peter Friedrich, Politiker (2016)
- Hanns Friedrichs, Modeschöpfer (2003)
- Lykke Friis, dänische Politikerin (2024)
- Andreas Fritsch, Klassischer Philologe und Fachdidaktiker (2013)
- Hans Joachim Fröhlich, Forstwissenschaftler (1990)
- Harald Fuchs, Physiker (2009)
- Albert Funk, Apotheker, Prähistoriker und Heimatforscher (1951)
- Gertrud Fussenegger, österreichische Schriftstellerin (1984)

## G
- Hans Wilhelm Gäb, Ehrenpräsident des Deutschen Tischtennis-Bundes (1996)
- Georg Gänswein, Privatsekretär von Papst Benedikt XVI. (2007)
- Gero Gandert, Filmwissenschaftler (2011)
- Rolf Gartz, Biologe und Vorstand der Eduard-Rhein-Stiftung (2013)
- Karl Gatzweiler, Bürgermeister (1981)
- Gerlach von Gaudecker, Oberst (1966)
- Paul Gauselmann, Unternehmer (2003)
- Gustav Gauthier, Unternehmer (1951)
- Aenne Gehling, Politikerin (1973)
- Horst Geipel, Politiker
- Hugo Geisert, Politiker (CDU) (1970)
- Bernhard Gelderblom, Historiker und Autor (2022)
- Eberhard von Gemmingen, Leiter der deutschsprachigen Redaktion von Radio Vatikan (2002)
- Curt M. Genewein, Prälat (1988)
- Ulrich Gensch, Physiker (2011)
- Hanna Gerig, Kommunalpolitikerin (Zentrum, CDU) (1965)
- Hermann Gerken, Kommunalpolitiker (FDP) (2010)
- David Geringas, Cellist (2006)
- Alexander Gerst, Astronaut (2015)
- Miep Gies, Helferin von Anne Frank (1994)
- Alfred Gille, Politiker (GB/BHE) (1968)
- Albert Gilles, Jurist und Landrat (1962)
- Stefan Gillich, Politiker (2001)
- Ralph Giordano, Journalist, Schriftsteller und Regisseur (1990)
- Pauline Gistl, Unternehmerin (1957)
- Wolfgang Gläser, Physiker TU München (1996)
- Marcel Gleffe, nach Norwegen ausgewanderter Deutscher, Retter von Utøya (2011)
- Fritz Gleibe, Jurist, Politiker und Oberbürgermeister der Stadt Chemnitz (1967)
- Alfred Gleiss, Rechtsanwalt (1977)
- Matthias Gleitze, Politiker, Oberkreisdirektor des Landkreises Duderstadt (1967)
- Paul Gnaier, Fechter und Sportfunktionär (1996)
- Jürgen Gohde, Theologe (2004)
- Rüdiger Göb, Jurist, Politiker und Beigeordneter der Stadt Köln (1989)
- Hartmut Göbel, Neurologe, Psychologe und Schmerztherapeut (2013)
- Peter Gola, Rechtswissenschaftler und Politiker (FDP) (2013)
- Michael Göring, Vorstandsvorsitzender der Zeit-Stiftung Ebelin und Gerd Bucerius (2006)
- Horst Görtz, Software-Unternehmer (2009)
- Karl Gößwald, Zoologe
- Kurt Goldstein, Journalist (2005)
- Klaus Gollert, Arzt und Politiker (2008)
- Erwin Gomeringer, Politiker (CDU) (1970)
- Annemarie Gottfried, Puppen-Künstlerin und Gründerin der Eckelshausener Musiktage (2003)
- Max Graeff, Unternehmer, Jurist und Diplomat (1960)
- Gerhart von Graevenitz, Literaturwissenschaftler und Rektor der Universität Konstanz (2010)
- Adolf Graf, Kirchenmusiker (1964)
- Gerhard Graf, Kommunalpolitiker (1981)
- Anke Gravert, Politikerin (1992)
- Hans-Georg Graichen, Generalkonsul der Republik Mali (2005)
- Hermann Greiner, Politiker (SPD)
- Constant Griebel, Nahrungsmittelchemiker (1952)
- Friedrich Arnold Gries, Internist und Hochschullehrer (2002)
- Thomas Grochowiak, Maler und Museumsdirektor (1969)
- Mathieu Grosch, belgischer Politiker, MdEP (2004)
- Ludwig Grosse, Rechtsanwalt und Versicherungsmanager (1989)
- Hubertus Großler, Generalmajor (1980)
- Kurt Grünebaum, Journalist (1973)
- Amata Grüner, Ordensschwester (1960)
- Wolfgang Grupp, Unternehmer (2019)
- Alexander Grundner-Culemann, Forstmann und Politiker (1959)
- Herbert Gürtler, Tierarzt und Hochschullehrer (1996)
- Lutz Gürtler, Virologe (2024)
- Arnold Güttsches, Direktor des Kölner Stadtarchivs (1959)
- Rudi Gutendorf, Fußballtrainer (2011)
- Gernot Gutmann, Wirtschaftswissenschaftler (2010)
- Robert Gysae, Admiral (1970)

## H
- August Haag, Lehrer und Heimatforscher (1959)
- Otto Haag, Weingärtner und Politiker (1970)
- Alfred Haas, Ingenieur und Politiker (2006)
- Ruprecht Haasler, Generalmajor (1994)
- Wolfgang Haber, Landschaftsökologe (1986)
- Karl-Otto Habermehl, Virologe (1996)
- Klaus Hackert, Handwerksfunktionär und Politiker (1994)
- Wolf Häfele, Physiker (1982)
- Werner Hagedorn, Gewerkschafter (1989)
- Heinrich Hagemann, Politiker (CDU) (1985)
- Dietrich Hahlbrock, Unternehmer (1982)
- Werner Hahlweg, Militärhistoriker und Militärwissenschaftler (1983)
- Marita Haibach, Politikerin (2009)
- Simon Halsey, britischer Dirigent und Chorleiter (2010)
- Ingeborg Hallstein, Opernsängerin (1996)
- Walter Anton Viktor Halstrick, Unternehmer (1956)
- Evelyn Hamann, Schauspielerin (1993)
- Ernst Hammans, Fabrikant und Politiker (1963)
- Hans Hammer, Geistlicher (1988)
- Franz Freiherr von Hammerstein-Equord, Theologe (2001)
- Arthur Handtmann, Unternehmer (2014)
- Theodor Hänsch, Physiker (2006)
- Wilhelm Hansen, Museumsdirektor (1971)
- Friedrich Hänssler, Theologe und Verleger (2001)
- August Hanz, Politiker (CDU)
- Joachim Harms, Politiker (1985)
- Dietmar Harting, Unternehmer (2009)
- Wilfried Hartmann, Erziehungswissenschaftler (2025)
- Wolfgang Hartung, Jurist (1999)
- Heinrich Hartz, Priester (1956)
- Karl Hasel, Forstwissenschaftler und Historiker
- Bernhard Hasenclever, Bürgermeister und Landrat (1956)
- Hans-Heinrich Hatlapa, Gründer des Wildparks Eekholt (1997)
- Katrin Hattenhauer, Bürgerrechtlerin (2015)
- Herbert Hauffe, Politiker (SPD) (1968)
- Bernd Haunfelder, Historiker und Publizist (2011)
- Alfred Hauser, Politiker (1969)
- Erich Hauser, Bildhauer (1979)
- Johannes Hauser, Politiker (CDU) (1960)
- Erwin Hausladen, Theologe und Geistlicher (1987)
- Otto Häuser, Schriftsteller (2006)
- Robert Häusser, Fotograf (1985)
- Rudolf Häussler, Unternehmer (1992)
- Pierre van Hauwe, niederländischer Musikpädagoge, Musiker und Komponist (2001)
- Rudi Haymann, Innenarchitekt und Holocaust-Überlebender (2025)
- Ingeborg Hecht, Zeitzeugin der Judenverfolgung und Autorin (2005)
- Wolfgang M. Heckl, Physiker (2024)
- Harald Heckmann, Musikwissenschaftler (2000)
- Reiner Heeb, Landrat (2000)
- Heinrich Heekeren, Generalsuperior der Steyler Missionare (1985)
- Friedrich-Wilhelm Heel, Brigadegeneral (1973)
- Peter Heesen, Gewerkschafter (2012)
- Franz Heidelberger, Ministerialbeamter (1956)
- Erwin Heim, Kommunalpolitiker (1974)
- Klaus von Heimendahl, Militär und Bundesgeschäftsführer Johanniter-Unfall-Hilfe (1966)
- Gunder Heimlich, Verwaltungsangestellter und AWO-Funktionär (2013)
- Heinz-Albert Heindrichs, Komponist und Schriftsteller (2001)
- Ursula Heindrichs, Germanistin, Pädagogin und Märchenforscherin (1998)
- Ulrich Heinrich, Politiker (FDP) (2007)
- Katharina Heinroth, Zoologin (1957)
- Rudolf Heitefuß, Phytomediziner (2006)
- Karl-Heinrich Heitfeld, Ingenieur und Hydrogeologe (2003)
- Matthäa Held, Ordensschwester (2008)
- Horst Hellmann, Rentner (2004)
- Walter Hellmich, Fußballfunktionär und Bauunternehmer (2009)
- Johann Anton Hemberger, Politiker (1991)
- Karl Hemberger, Sportfunktionär (1990)
- Gabriele Henkel, Kunstmäzenin (1931–2017)
- Manfred Hennecke, Materialwissenschaftler (2014)
- Friedrich Henning (2006), Historiker
- Franz Henrich, Theologe und Geistlicher (1992)
- Jürgen Heraeus, Manager und Vorsitzender von UNICEF Deutschland (2000)
- Josef Herberger, Fußballtrainer (1962)
- Peter Herbolzheimer, Musiker und Bandleader (2001)
- Günter Herlitz, Unternehmer
- Traudl Herrhausen, Politikerin (2010)
- Erich Herrmann, Gewerkschaftsfunktionär (1987)
- Michael Herrmann, Kultur- und Musikmanager (2014)
- Martin Herrenknecht, Unternehmer (2007)
- Ingolf Volker Hertel, Physiker (2004)
- Werner Herzog, Regisseur, Produzent und Schauspieler (2012)
- Fritz Hesse, Politiker (1956)
- Peter Julius Hesse, Kaufmann (1999)
- Kurt Hessenberg, Komponist (1989)
- Roland Hetzer, Herzchirurg (1995)
- Christoph Heubner, Schriftsteller (2015)
- Günther Heymann, Immunologe (1977)
- Rainer Hildebrandt, Freiheitskämpfer, Historiker und Publizist, Gründer des Mauermuseums (1994)
- Heinz Hilgers, Politiker (SPD) und Präsident des Deutschen Kinderschutzbundes (2020)
- Friedhelm Hillebrand, Ingenieur und Telekommunikationsmanager (2019)
- Wilhelm Hillesheim, Politiker (CDU) (1956)
- Horst Hilpert, Jurist und Richter (2004)
- Eduard Hindelang, Museumsleiter (2010)
- Claus Hipp, Unternehmer, Maler, Musiker (1995)
- Kōzō Hirao, japanischer Germanist (2005)
- Josef Höchst, Politiker (CDU) (1973)
- Jan Hoet, Kunsthistoriker und Ausstellungskurator (2009)
- Candida Höfer, Fotografin (2015)
- Hans Hoffmann, Politiker (SPD) (1980)
- Kurt Caesar Hoffmann, Vizeadmiral (1965)
- Herbert W. Hofmann, Sportfunktionär (1999)
- Friedrich Wilhelm von Hohenzollern, Oberhaupt des Hauses Hohenzollern
- Hans Holtorff, Politiker (1971)
- Klaus-Jürgen Holzapfel, Verleger (2011)
- Christoph Hölzel, Ministerialdirigent (2009)
- Wolfgang Holzgreve, Mediziner und Manager (2018)
- Manfred Hölzlein, Jurist und Politiker (2011)
- Hans Holzwarth, Ingenieur (1952)
- Peter Hommelhoff, Rechtswissenschaftler (2007)
- Walter Homolka, Rabbiner und Hochschullehrer (2014)
- Otto Hoog, Politiker (CDU) (1973)
- Rolf Hoppe, Schauspieler und Theaterprinzipal (2010)
- Klaus Hopt, Jurist (2009)
- Raymund Hörhager, Journalist (1981)
- Erich Hornsmann, Jurist, Sachbuchautor und Umweltschutzaktivist (1980)
- Hans Hösl, Politiker (CSU) (1990)
- Walter Hostert, Landrat (1987)
- Dietmar von Hoyningen-Huene, Verfahrenstechniker und Hochschullehrer (2007)
- Christoph Huber, Immunologe und Hochschullehrer (2015)
- Wolfgang Huber, Umweltmediziner (2017)
- Max Huggler, Schweizer Kunsthistoriker (1994)
- Young-Sup Huh, koreanischer Pharmaunternehmer und Präsident der Deutsch-Koreanischen Gesellschaft
- Diether Hülsemann, Konteradmiral (1996)
- Ulrich Hundt, Flottillenadmiral (1987)
- Bertold Hummel, Komponist (1985)
- Karl Heinz Hunken, Bauingenieur und Hochschullehrer (1981)
- Max Hünninghaus, Bauer und Politiker (FDP) (1960)
- Klaus Husemann, Mitglied der Basisgruppe Konkret und Hochschullehrer (1998)
- Rolf Hüttel, Generalleutnant (1986)
- Roland Hüttenrauch, Vorstand der Stiftung Warentest (1988)
- Hans Walter Hütter, Historiker (2017)

## I
- Wolfram Ibing, Brigadegeneral (1981)
- Georg Iggers, Historiker (2007)
- Hermann Ilaender, Politiker (CDU), Verwaltungsbeamter und Forst-Verbandsfunktionär (2003)
- Carl-Gero von Ilsemann, Generalleutnant (1978)
- Ulrich Immenga, Rechtswissenschaftler und Vorsitzender der Monopolkommission (1990)

## J
- Heinrich Eduard Jacob, Schriftsteller und Journalist (1966)
- Werner Jacob, Komponist und Hochschullehrer (2003)
- Gerhard Jacobi, Brigadegeneral (1970)
- Heinz Jacobsen, Handballfunktionär (2002)
- Willi Jäger, Mathematiker (2007)
- Alfred Jahn, Kinderarzt und Chirurg (2002)
- Hans Edgar Jahn, Politiker (CDU) (1973)
- Siegfried von Jan (1956), Verwaltungsjurist und Jugendherbergsfunktionär (1956)
- Irene Janetzky, Journalistin (1975)
- Wolf-Rüdiger Janzen, Wirtschaftsfunktionär (2003)
- Horst Jaunich, Politiker (1984)
- Helmut Jedele, Filmproduzent und Hochschullehrer
- Heinz Jentzsch, Pferdesporttrainer (1992)
- Peter Jeschke, Rechtsanwalt und Politiker (1974)
- Dorothee Jetter, Pädagogin und Synodalpräsidentin (2004)
- Margarethe Jochimsen, Kunsthistorikerin und Museumsleiterin (2004)
- Brigitte Jockusch, Zoologin und Hochschullehrerin (2021)
- Rudolf Johna, Politiker (SPD) (1996)
- Hans Joosten, niederländischer Biologe (2022)
- Valentin Jost, Landrat des Main-Taunus-Kreises
- Josef Jochem, Politiker (CDU) (1979)
- Klaus Johannis, rumänischer Politiker (2014)
- Liliane Juchli, Schweizer Pflegewissenschaftlerin (2018)
- Ernst Friedrich Jung, Diplomat
- Volker Jung, Manager (2005)
- Wolfgang Junge, Biophysiker (1998)
- Eberhard Junkersdorf, Filmproduzent und Regisseur (2004)
- Heribert Jürgens, Kinderarzt und Onkologe (2013)
- Udo Jürgens, österreichischer Sänger, Komponist (1994)
- Gerhard Jussenhoven, Komponist (2002)
- Karl Jüsten, Leiter des Kommissariats der Deutschen Bischöfe in Berlin (2005)

## K
- Patricia Kaas, französische Sängerin (2003)
- Jürgen Kämpgen, Politiker (2004)
- Jörg Kaehler, Schauspieler, Regisseur, Theaterleiter und Autor (2012)
- Walter Kaesbach, Kunsthistoriker (1959)
- Hans Kaffarnik, Mediziner (2009)
- Wolf von Kahlden, Brigadegeneral (1961)
- Otto Kähler, Rechtsanwalt, Notar und Rechtshistoriker (1954)
- Wolfgang Kähler, Flottillenadmiral (1962)
- Winfried Kahlke, Mediziner (2025)
- Otto Kaiser, Theologe (1990)
- Rudolf E. Kaiser, Chemiker (1996)
- Paul Kälberer, Maler und Grafiker (1966)
- Kurt Kalle, Meeresforscher und Hochschullehrer (1969)
- Gudrun Kammasch, Chemikerin und Hochschullehrerin (2010)
- Alfred Kamphausen, Kunsthistoriker und Museumsdirektor (1971)
- Erhard Kantzenbach, Ökonom
- Hugo Karpf, Politiker (1960)
- Norbert Kartmann, Politiker (CDU) (2012)
- Wolfgang Kessler (1983)
- Karl Kast, Politiker (CDU)
- Kurt Egon Kauffmann, Brigadegeneral des Heeres (1971)
- Andreas Kaufmann (2020)
- Alexander Kaul, Biophysiker (1988)
- Ellis Kaut, Schriftstellerin (1980)
- Franz Josef Kayser, Politiker (CDU) und Verleger (1995)
- Wolfgang Keilig, Brigadegeneral (1971)
- Hans Keilson, Psychoanalytiker und Schriftsteller (1988)
- Edwin Kelm, Vorsitzender der Landsmannschaft der Bessarabiendeutschen (2005)
- Karl-Jürgen Kemmelmeyer, Organist und Musikwissenschaftler (2024)
- Herbert Kempfler, Politiker (CSU) (2005)
- Alfred Kendziora, Brigadegeneral (1982)
- Otto Kentzler, Unternehmer und Verbandsfunktionär (2009)
- Gerhard Kerscher, Generalmajor (1975)
- Hans-Joachim Kerschkamp, Brigadegeneral (1972)
- Hans-Alwin Ketels, Landwirt und Politiker (CDU) (1982)
- Helmut Kewitz, Pharmakologe
- Anselm Kiefer, Künstler (2005)
- Peter Graf von Kielmansegg, Politikwissenschaftler und Hochschullehrer (2006)
- Elisabeth Kieven, Kunsthistorikerin (2014)
- Erna Kilkowski, Politikerin (1970)
- Werner Georg Kimmerling, Flottillenadmiral (1971)
- Horst Kinder, Brigadegeneral (1970)
- Hans Kindermann, Jurist (1992)
- Hans-Peter von Kirchbach, General (1998)
- Walter Kiwit, Oberkreisdirektor (2004)
- Ernst Klaffus, Generalleutnant (1988)
- Eberhard Klapproth, Politiker (1990)
- Beate Klarsfeld, Nazijägerin (2015)
- Serge Klarsfeld, Nazijäger (2015)
- Burghart Klaußner, Schauspieler, Regisseur, Sänger und Autor (2021)
- Waldemar Klein, Fußballtrainer (2004)
- Matthias Kleiner, Ingenieur und Hochschullehrer (2011)
- Ernst Klenk, Weinbautechniker (1970)
- Hans-Dieter Klenk, Virologe (2018)
- Rüdiger Klessmann, Kunsthistoriker (1991)
- Erich Klinge, Jurist (1995)
- Clemens Klockner, Hochschullehrer (2008)
- Hans Klose, Lehrer und Naturschützer (1954)
- Olaf Klose, Kunsthistoriker und Bibliothekar (1968)
- Bernd Klug, General (1988)
- Paul Gerhard Klussmann, Germanist (2000)
- Niklot Klüßendorf, Historiker, Numismatiker (2007)
- Norbert Knauer, Agrarwissenschaftler und Hochschullehrer (1984)
- Werner Knaupp, Maler und Bildhauer (1994)
- Hildegard Knef, Sängerin, Schauspielerin, Autorin (1975)
- Joachim H. Knoll, Pädagoge (2005)
- Helli Knoll, Journalistin und Frauenrechtlerin (1964)
- Edmund Knorr, Lehrer, Heimatpfleger, Naturschützer und Ornithologe (1965)
- Robert Knüppel, Politiker und Denkmalschützer (2006)
- Herbert Kober, Unternehmer (2010)
- Friedhelm Koch, Brigadegeneral (1987)
- Hermann Koch, Funktionär der Arbeiterwohlfahrt
- Marianne Koch, Ärztin, Autorin, Schauspielerin (2023)
- Wilhelm Herbert Koch, Schriftsteller und Journalist (1975)
- Bernhard Kock, Klassischer Philologe und Pädagoge (1960)
- Carl Koenen, Unternehmer (1953)
- Konstantin Kohler, Prälat, Domkapitular (2005)
- Heinrich Kohlhaussen, Kunsthistoriker und Museumsdirektor (1960)
- Josef Kohlmaier, Politiker, Bürgermeister von Limburg an der Lahn (1981)
- Paul Kolb, Politiker (SPD), Funktionär der Arbeiterwohlfahrt (1973)
- Manfred Kolbe, Politiker (2010)
- Olaf Köller, Psychologe und Bildungsforscher (2024)
- Gerd-Helmut Komossa, Generalmajor (1983)
- Clemens Konermann, Pfarrer (1961)
- Manfred König, Verwaltungsjurist (2000)
- Walter Konrad, Jurist und Medienmanager (2005)
- Ulrich Konrad, Musikwissenschaftler (2017)
- Gerhard Konzelmann, Korrespondent und Journalist (1977)
- Reiner Körfer, Herzchirurg (2009)
- Walter Korn, Politiker (CDU) (1990)
- Hans-Joachim Kornadt, Psychologe und Erziehungswissenschaftler (2006)
- Friedrich Körner, Brigadegeneral (1973)
- Karl Korz, Kommunalpolitiker (1993)
- Wolfgang Koschel, Raumfahrtwissenschaftler (2004)
- Dieter Kosslick, Kulturmanager (2019)
- Renate Köcher, Meinungsforscherin (1996)
- Elke König, ehemalige Präsidentin der Bundesanstalt für Finanzdienstleistungsaufsicht und Exekutivdirektorin des Single Resolution Board (2023)
- Henning Kößler, Philosoph (1982)
- Hermann Köster, Politiker (SPD) (1968)
- Thomas Köster, Politiker, Wirtschaftswissenschaftler und Kammerfunktionär (2000)
- Paul Kottwitz, Bergwerksdirektor (1970)
- Viktor de Kowa, Schauspieler, Chansonsänger, Regisseur, Erzähler und Komödiendichter (1961)
- Gerta Krabbel, Historikerin, Schriftstellerin und Frauenrechtlerin
- Hans Kraft, Politiker (SPD) (2004)
- Hans-Peter Krämer, Sparkassenmanager (2006)
- Horst Kramp, Manager (1992)
- Hansjakob Kratzmair, Konteradmiral (1983)
- Andreas Kraus, Historiker (1991)
- Hans Kraus, Politiker (1999)
- Willi Krauß, Konteradmiral (1989)
- Josef Kreiner, Japanologe (1996)
- Aarne Kreuzinger-Janik, Generalleutnant (2012)
- Margarete Krick, Verlegerin (2011)
- Robert Krick, Verleger (2011)
- Paul Kriebel, Flottillenadmiral (1973)
- Werner Krieger, Brigadegeneral (1970)
- Josef Krieglstein, Mediziner (2004)
- Klaus Kriesche, Sonderschulpädagoge und Politiker (1996)
- Hans-Peter Kröger, Feuerwehrfunktionär (2011)
- Hans Kröner, Unternehmer (1988)
- Gabriele Krone-Schmalz, Fernsehjournalistin (1997)
- Walter Krupinski, Generalleutnant (1973)
- Andreas Kruse, Gerontologe (2008)
- Jens-Martin Kruse, Pastor (2016)
- Willibert Krüger, Unternehmer (2011)
- Hans Kubis, Generalleutnant
- Wilhelm Küchler, Unternehmer und Politiker
- Bernhard Kuckelkorn, Bürgermeister
- Annette Kuhn, Historikerin und Frauenforscherin (2006)
- Reinhard Kuhnert, Pädagoge, Anglist und Politiker (2016)
- Julius Kunert, Unternehmer (1980)
- Topsy Küppers, österreichische Schauspielerin
- Rolf Kurz, Politiker (CDU), Unternehmer und Verbandsfunktionär (1997)
- Martin Kürsten, Geologe (1996)
- Karl Kußmaul, Werkstofftechniker und Materialprüfer (1986)
- Thomas Küttler, Superintendent (1995)

## L
- Helmut Lachenmann, Komponist (2010)
- August Läpple, Unternehmer (1955)
- Helmut Läpple, Unternehmer (1990)
- Traute Lafrenz, deutschamerikanische Ärztin und Widerstandskämpferin (2019)
- Karl Lagerfeld, Modedesigner, Künstler, Photograph (1985)
- Lothar Lammers, Miterfinder des Lottospiels 6 aus 49 (1984)
- Fritz Landauer, Unternehmer (1961)
- Kurt Landsberg, Politiker (1957)
- Bernd-Lutz Lange, Kabarettist (2014)
- Eckart Lange, Musikpädagoge (2008)
- Hans Langendörfer, Sekretär der Deutschen Bischofskonferenz (2008)
- Felicia Langer, israelische Rechtsanwältin (2009)
- Norbert Langhoff, Ingenieur (2011)
- Anita Lasker-Wallfisch, Holocaustüberlebende und Zeitzeugin (2020)
- Mojib Latif, Klimaforscher (2023)
- Volker D. Laturell, Heimatforscher (2002)
- Thomas Le Blanc, Autor (2024)
- Lukas Leiber, Forstbeamter (1962)
- Ruth Leiserowitz, Zeithistorikerin (2014)
- Erich Lejeune, Unternehmer (2007)
- Bruno Le Maire, französischer Politiker (2015)
- Rudolf Lempp, Architekt und Baubeamter (1953)
- Ferdinand Lentjes, Ingenieur und Unternehmer (1952)
- Helmut Lenz, Politiker (CDU)
- Joachim-Felix Leonhard, hessischer Staatssekretär (2004)
- Günter Leonhardt, Unternehmer (1984)
- Harald Lesch, Astrophysiker und Wissenschaftsjournalist (2023)
- Hermann Leskien, Generaldirektor der Bayerischen Staatsbibliothek (2007)
- Mitja Leskovar, slowenischer Geistlicher und Diplomat des Heiligen Stuhls (2019)
- Gerd Leuchs, Physiker (2012)
- Kurt Leuninger, Bürgermeister (2008)
- Wilhelm Leutzbach, Verkehrswissenschaftler (2003)
- Joel Levi, israelischer Jurist (2007)
- Herbert Lewrenz, Psychiater und Verkehrsmediziner (1984)
- Carl-Helmuth Lichel, Generalmajor (1987)
- Carl August Lieberich, Geschäftsführer des Hauptverband Deutsche Holzindustrie (1963)
- Rolf Lieberwirth, Jurist (2010)
- Gerd Liesegang, Fußballfunktionär (2006)
- Hans Lilie, Jurist (2012)
- Otto Linck, Förster, Geologe, Naturschützer, Fotograf und Dichter (1957)
- Horst Linde, Architekt und Hochschullehrer (1982)
- Hanns-Gero von Lindeiner, Forstmann, Jäger, Diplomat und Politiker (1968)
- Adelheid Lindemann-Meyer zu Rahden, Landwirtin und Präsidentin des Deutschen LandFrauenverbandes (1984)
- Udo Lindenberg, Musiker und Maler (2019)
- Hans Lindner, Unternehmer (1998)
- Caroline Link, Filmregisseurin und Drehbuchautorin (2018)
- Walter Link, Politiker und Diakon
- Ernst Lissinna, Brigadegeneral (1989)
- Ludwig Lipsker, Kaufmann und jüdischer Funktionär (2010)
- Josef Lissner, Radiologe (1988)
- Gerd Litfin, Physiker (2011)
- Paul Litten, Jurist (1954)
- Nikolaus Lobkowicz, Philosoph (1994)
- Walter Lochmüller, Künstler (1979)
- Wilfried Lochte, Diplom-Ingenieur (2006)
- Ernst Löchelt, Politiker (2010)
- Johann Löhn, Ehrenkurator der Steinbeis-Stiftung (2001)
- Konrad Loerke, Marineoffizier (1967)
- Walther von Loewenich, Kirchenhistoriker und Hochschullehrer (1984)
- Alois Konstantin zu Löwenstein-Wertheim-Rosenberg, Unternehmer (2005)
- Gerhard Löwenstein, Arzt (1980)
- Roger Loewig, Zeichner, Maler und Schriftsteller (1997)
- Klaus Lohmann, Politiker (SPD)
- Rudolf Lohmann, Unternehmer (1956)
- Richard Lohrmann, Forstmann und Naturschützer (1964)
- Martin Lohse, Pharmakologe und Hochschullehrer (2002)
- Georges Loinger, französischer Widerstandskämpfer (2016)
- Ludwig Manfred Lommel, Humorist (1956)
- Peter Lorbacher, Arzt (2019)
- Thomas Lorenzen, Politiker (CDU) (1995)
- Frank Lortz, Landtagsabgeordneter (2003)
- Reinhard Ludewig, Pharmakologe, Toxikologe und Hochschullehrer (2012)
- Irene Ludwig, Kunst-Mäzenin (1983)
- Martin Luley, Theologe, Generalvikar im Bistum Mainz
- Heinz Lund, Politiker (1978)
- Bruno Lunenfeld, österreichischer Endokrinologe (1995)
- Werner Lüttge, Gynäkologe und Geburtshelfer (1963)
- Burkart Lutz, Soziologe und Hochschullehrer (2011)
- Martha Lux-Steiner, Schweizer Physikerin (1999)

## M
- Lorin Maazel, US-amerikanischer Dirigent (1977)
- Maria Imma Mack, Ordensschwester (2005)
- Annemarie Madison, Betreuerin und Pflegerin von AIDS-Kranken (1994)
- Peter Maffay, Musiker (2008)
- Albrecht Magen, Unternehmer und Kommunalpolitiker (1990)
- Johannes Magerstädt, Brigadegeneral und Nachrichtendienstmitarbeiter (1981)
- Heinrich Magirius, Denkmalpfleger (1996)
- Dieter Mahncke, Politikwissenschaftler (2017)
- Kurt Salomon Maier, Bibliothekar und Überlebender des Holocaust (2019)
- Kurt Malangré, Oberbürgermeister von Aachen, MdEP (1993)
- Klaus Malettke, Historiker (2007)
- Václav Malý, tschechischer Bischof (2021)
- Wolf Matthias Mang, Industriemanager (2021)
- Emil Mangelsdorff, Jazzmusiker (2008)
- Werner Mansfeld, Wissenschaftler (1998)
- Marie-Luise Marjan, Schauspielerin (1998)
- Petros Markaris, griechischer Schriftsteller (2014)
- Helmut Markwort, Journalist (1999)
- Werner Marnette, Industrieller (2005)
- Volkert Martens, Politiker (1965)
- Marianne Martin, Moderatorin
- Jakob Marquardt, Industrieller
- Bernhard Marschall, Prälat (1953)
- Siegfried Maruhn, Journalist (1974)
- Günter Matthes, Journalist (1979)
- Ulrich Matthes, Schauspieler (2022)
- Siegfried Matthus, Komponist (2000)
- Hansgünter Matuschak, Manager und Unternehmensleiter (1987)
- Matthias Maurer, Astronaut (2022)
- Zenta Mauriņa, Schriftstellerin, Essayistin und Übersetzerin (1968)
- Bernd Mayer, Stadthistoriker und Politiker (2011)
- Klaus Mayer, Priester (1989)
- Franz Mazura, Sänger und Schauspieler (2010)
- Frank Meisler, deutsch-britisch-israelischer Architekt und Bildhauer (2012)
- Gertrud Meißner, Medizinerin (1960)
- Udo F. Meißner, Beratender Ingenieur und Universitätsprofessor (2021)
- Edgar Meister, Bankvorstand (2006)
- Detlev Mehlis, Oberstaatsanwalt Berlin (2006)
- Hansjörg Melchior, Urologe und Unterstützer der documenta (2009)
- Friedhelm Mennekes, Priester und Kunstverständiger (2011)
- Ulf Merbold, Astronaut (1984)
- Adolf Merckle, Unternehmer (2005)
- Meinolf Mertens, Abgeordneter (1981)
- Tatiana von Metternich-Winneburg, Mäzenin (1990)
- Liselotte Mettler, deutsch-österreichische Gynäkologin (2025)
- Reinhard Metz, Politiker (CDU)
- Alfons Metzger, Verwaltungsjurist (2004)
- Marieluise Metzger, Ordensschwester (2009)
- Paul Metzger, Kommunalpolitiker (CDU) (2009)
- Friedrich von Metzler, Bankier (2003)
- Joachim Metzner, Präsident FH-Köln und Hochschulgremienvertreter (2015)
- Christa Meves, Therapeutin und Schriftstellerin (1985)
- Reinhard Mey, Liedermacher (2001)
- Franz Meyer, Politiker (CSU) (2022)
- Friedrich Meyer, Landrat und Politiker (SPD) (1973)
- Hans Meyer, Mediziner (1953)
- Konrad Meyer, Politiker (CDU) (1966)
- Gerhard Meyer-Schwickerath, Augenarzt und Hochschullehrer (1981)
- Hermann Meyn, Landwirt und Politiker (SPD) (1968)
- Lucian O. Meysels, österreichischer Journalist und Sachbuchautor
- Walter Michaeli, Ingenieur und Hochschullehrer (2009)
- Klaus Michaelis, BfA-Vorstand (2005)
- Wolfgang W. Mickel, Politologe (1991)
- Norbert Miller, Literatur- und Kunstwissenschaftler (2010)
- Milva, Sängerin und Schauspielerin (2006)
- Brigitte Mira, Schauspielerin, Kabarettistin und Sängerin (1995)
- Karl Mindera, Theologe und Kunst- und Kirchenhistoriker (1962)
- Peter Mittermayr, österreichischer Beamter (1995)
- Gernot Mittler, Politiker (2005)
- Jürgen Mlynek, Physiker (2010)
- Kjell Åke Modéer, Jurist (2007)
- Heinz Mohnen, Jurist und Oberstadtdirektor von Köln
- Fritz Mohr Politiker (CDU)
- Alfred Möhrle, Mediziner und Standespolitiker (2000)
- Irene Möllenbeck, Politikerin (2011)
- Dietrich Möller, Marburger Oberbürgermeister (2006)
- Paul Möller, Politiker (SPD) (1982)
- Gerhard Möllhoff, Neurologe, Sozialmediziner und Psychiater
- Karin Mölling, Virologin (2018)
- Katharina Mommsen, deutsch-US-amerikanische Literaturwissenschaftlerin (1985)
- Jürgen Morlok, Politiker (FDP) (1984)
- Eugen Moufang, Rechtsanwalt (1959)
- Friedrich Müller, Landrat und Politiker (SPD) (1972)
- Hans-Reinhard Müller, Intendant, Regisseur und Schauspieler (1975)
- Karl Otto Müller, Archivar und Historiker (1956)
- Walther Felix Mueller, Politiker (1960)
- Joseph Müller-Blattau, Musikwissenschaftler und SA-Mann
- Harry Mulisch, niederländischer Schriftsteller (2002)
- Erich Mulzer, Gymnasiallehrer, Vorsitzender der Altstadtfreunde Nürnberg (1993)
- Karl Munzel, Jurist und Politiker (CDU) (1975)
- Akira Murata, japanischer Unternehmer (1986)
- Hans-Georg Musmann, Ingenieur und Hochschullehrer (2008)

## N
- Estrongo Nachama, Oberkantor der Jüdischen Gemeinde zu Berlin (1987)
- Isabella Nadolny, Schriftstellerin (1992)
- Hans Nadler, Architekt, Bauhistoriker und Denkmalpfleger (1993)
- Clemens Nagel, Präsident der Oberrheinkonferenz (2005)
- Hartmut Nassauer, Politiker (CDU) (1991)
- Rosemarie Nave-Herz, Soziologin (2000)
- Rudolf Nebel, Raketenkonstrukteur (1965)
- Albin Nees, Staatssekretär (2007)
- Rüdiger Nehberg, Menschenrechtsaktivist und Survival-Experte (2008)
- Hermann Nehlsen, Rechtshistoriker (2010)
- Harald Nestroy, Botschafter (2009)
- Erich Netzsch, Unternehmer (1968)
- Reimund Neugebauer, Ingenieur und Hochschullehrer (2005)
- Joachim Neumann, Offizier
- Wolfram Neumann, Arzt (2004)
- Aylâ Neusel, Hochschul- und Frauenpolitikerin (2001)
- Wolfgang Niedecken, Sänger (2013)
- Eberhard Nieschlag, Mediziner (2008)
- Dietrich Niethammer, Mediziner (2005)
- Tomasz Niewodniczański, polnisch-deutscher Unternehmer (2002)
- Frode Nilsen, norwegischer Diplomat (1960)
- Horst Nitschmann, Brigadegeneral und Nachrichtendienstmitarbeiter (1967)
- Erich Nitzling, Kaufmann, Politiker (SPD) (1986)
- Walter Georg Nowak, Diplomat (2004)
- Klaus Nürnberg, Metallurg (1999)

## O
- Heinrich Oberreuter, Politikwissenschaftler (2010)
- Wilhelm Oberle, Unternehmer und Stifter
- Helmut Obst, Religionswissenschaftler (2010)
- Wubbo Ockels, niederländischer Raumfahrer und Physiker
- Norbert Oellers, Germanist (2010)
- Hellmut Oelert, Herzchirurg (2011)
- Kurt Oeser, Pfarrer (1990)
- Heinz Oestergaard, Modeschöpfer (1996)
- Ernst Oestreicher, Jurist (1990)
- Heidi Oetinger, Verlegerin (2009)
- Rita Öhquist, Übersetzerin (1960)
- Horst W. Opaschowski, Zukunftsforscher (2010)
- Alfred Freiherr von Oppenheim, Privatbankier
- Karl Heinrich Oppenländer, Ökonom (1987)
- Siegbert Ortmann, Politiker (2022)
- Bernhard Oswald, Unternehmer (2009)
- Alexander Otto, Unternehmer (2023)
- Frei Otto, Architekt (2006)
- Joseph Albert Otto, Theologe (1971)
- Wolfgang Otto, General der Bundeswehr (2009)
- Wolfgang Overath, Fußballer, Sportfunktionär (2008)

## P
- Dieter Paul, Chemiker (2001)
- Wolfgang Paul, Schriftsteller und Journalist (1985)
- Friedrich Pauly, Verwaltungsjurist und Übersetzer (1954)
- Klaus Pavel, Unternehmer (2023)
- Walter Pehle, Historiker (2007)
- Ernst Pein, Unternehmer (1953)
- Heinz-Otto Peitgen, Mathematiker (1996)
- Mieczysław Pemper, deutsch-polnischer KZ-Häftling (2002)
- Erich Penzel, Hornist und Hochschullehrer (2005)
- Alfons Perlick, Pädagoge und Heimatforscher (1968)
- Wilhelm Peßler, Volkskundler (1960)
- Friedrich Ernst Peters, Schriftsteller (1956)
- Gerhard Peters, Kunsthistoriker (1972)
- Sigrid Peyerimhoff, Chemikerin (1994)
- Kurt Pfeiffer, Initiator des Karlspreises der Stadt Aachen (1954)
- Ulrich Pfeifle, Politiker (SPD) (2003)
- Josef Pichl, Politiker
- Josef Pick, Sportmanager (1989)
- Günther Picker, Manager und Autor (1995)
- Přemysl Pitter, tschechischer Pädagoge (1973)
- Klaus Christian Plönzke, Unternehmer (2003)
- Mathilde Planck, Hauswirtschaftslehrerin und Politikerin (1951)
- Peter Plate, Sänger (2011)
- Matthias Platzeck, Politiker (SPD) (1998)
- Heinrich Pleticha, Schriftsteller (1986)
- Wulff Plinke, Betriebswirtschaftler (2012)
- Detlev Ploog, Psychiater
- Frank Pobell, Physiker und Wissenschaftsmanager (2004)
- Reinhard Pöllath, Jurist und Manager (2009)
- Emil Podszus, Physiker (1957)
- Rüdiger Pohl, Ökonom (2000)
- Rudolf Pohl, Prälat und Kirchenmusiker (2002)
- Horst Poller, Verleger, Publizist und Politiker (1988)
- Klaus Erich Pollmann, Historiker und Hochschullehrer (2013)
- Reiner Pommerin, Historiker und Hochschullehrer (2008)
- Elizabeth Pond, US-amerikanische Politikwissenschaftlerin und Journalistin (2004)
- Manfred Popp, Physiker (2000)
- Gerhard Postel, Geistlicher (2009)
- Carl Pott, Besteckfabrikant und Industriedesigner (1973)
- Paul Preuss, Politiker (1965)
- Otfried Preußler, Schriftsteller (1993)
- Benno Prieß, Buchautor (2005)
- Erich Prinz von Lobkowicz, Präsident der deutschen Assoziation des Malteserordens (2023)
- Michael Prinz zu Salm-Salm, Unternehmer und Politiker (2023)
- Michail Prodan, Forstwissenschaftler (1984)
- Theodor Pröpper, Komponist und Dichter (1966)
- Dieter Pützhofen, Politiker (CDU) (2000)
- Hilde Purwin, Journalistin (1970)

## Q
- Siegfried Quandt, Geschichtsdidaktiker und Hochschullehrer (2006)
- Giselher Quast, Domprediger (2017)
- Freddy Quinn, österreichischer Sänger und Schauspieler (1984)

## R
- Katharina Raabe, Verlagslektorin (2022)
- Werner Radspieler, Weihbischof in Bamberg (1996)
- Luise Rainer, Schauspielerin (1985)
- Dinah Radtke, Übersetzerin (2009)
- Hildegard Ramdohr, Ehrenbürgerin der Stadt Aschersleben (2014)
- Hans Gerhard Ramler, Gewerkschaftsfunktionär und Politiker (SPD) (1983)
- Georg Ratzinger, Domkapellmeister (1981)
- Dietrich Ratzke, Journalist (2005)
- Erwin Rau, Konteradmiral (1976)
- Friedrich Wilhelm Räuker, Journalist und Rundfunkintendant (1984)
- Ulrich Raulff, Historiker und Journalist (2013)
- Karl Rawer, Physiker
- Vera Regitz-Zagrosek, Medizinerin (2018)
- Otto Rehhagel, Fußballspieler und -trainer (2005)
- Karl-Heinz Rehkopf, Unternehmer (2023)
- Kurt Rehkopf, Politiker (FDP) und Handwerksfunktionär (2009)
- Hannes Rehm, Bankmanager (2003)
- Irmgard Reichhardt, Politikerin (CDU) (1991)
- Aribert Reimann, Ehrenamt Behindertenhilfe (1999)
- Günter Reimann, Ökonom (2003)
- Hartwig Reimann, Politiker (SPD)
- Stephan Reimers, Vertreter der evangelischen Kirche in Deutschland (2005)
- Hans Reinauer, ungarisch-deutscher Mediziner und Biochemiker (1999)
- Edgar Reitz, Filmemacher (1992)
- Michael Reitzel, Politiker (SPD) (1983)
- Josef Friedrich Remberg, Generalmajor (1975)
- Friedrich Remde, Flottillenadmiral (1988)
- Thomas Rempen, Kommunikationsdesigner (2011)
- Otto Renkhoff, Archivar und Autor (1974)
- Lothar Renner, Generalmajor (1976)
- Otto Rettenmaier, Unternehmer (2005)
- Hermann Reuter, Bibliothekar (1957)
- Friedrich-Albert Richarz, Admiralarzt (1981)
- Martin Richenhagen, deutsch-amerikanischer Manager (2017)
- Bolko von Richthofen, Prähistoriker (1963)
- Hubert Rickelmann, Heimatforscher und Autor (1958)
- Hans Riehemann, Landrat (CDU) (1955)
- Hans Riegel junior, Unternehmer (1994)
- Detlev Riesner, Biophysiker (2005)
- Wolf-Dieter Ring, Medienpolitiker (1999)
- Alfred Rinken, Rechtswissenschaftler und Gerichtspräsident (2025)
- Hans Rinsch, Politiker (CDU) (1963)
- Wolfgang Rittmann, Sportfunktionär (2005)
- Rainer Robra, Politiker (CDU) (2024)
- Herwig Roggemann, Jurist (2016)
- Eric F. Ross, Unternehmer und Mäzen (2009)
- Ernst Dieter Rossmann, Politiker (SPD) (2024)
- Romani Rose, Vorsitzender des Zentralrats Deutscher Sinti und Roma (2008)
- Rüdiger von Rosen, Ökonom und Manager (2007)
- Otto Rosenberg, Politiker (SPD), Vorsitzender des Landesverbandes Berlin-Brandenburg der Deutschen Sinti und Roma (1998)
- Volker Röhricht, Richter (2011)
- Walter Rosenwald, Ministerialbeamter, Militärhistoriker und Ordenskundler (1990)
- Nikolaus Rosiny, Architekt (1995)
- Georg Rösler, Politiker (CDU) (1987)
- Dagmar Roth-Behrendt, Politikerin (SPD) (2009)
- Günther-Joachim Rothe, Brigadegeneral (1970)
- Heinz Röthemeier, Politiker (SPD), Bürgermeister von Minden
- Claus Roxin, Rechtswissenschaftler (2000)
- Walter Rudolf, Landesbeauftragter für den Datenschutz (1997)
- Eleonore Rudolph, Politikerin (2009)
- Sep Ruf, Architekt und Städtebauer (1976)
- Rudolf Rumetsch, Landrat und Ministerialbeamter
- Regina Rusch, Kinderbuchautorin (1998)
- Michael Russ, Veranstalter (2005)
- AnNa R., Sängerin der Band Rosenstolz (2011)

## S
- Heinz Sahnen, Politiker (2010)
- Otfried Sander, Jurist und Politiker (1979)
- Richard Sapper, Industriedesigner (2012)
- Carl-Philipp zu Salm-Salm, Chef des Fürstenhauses Salm-Salm (2009)
- Hilda Sandtner, Textilkünstlerin, Glasmalerin und Hochschullehrerin (1989)
- Tserenbaltawyn Sarantujaa, mongolische Juristin (2013)
- Hans Sarre, Nephrologe (1988)
- Hans-Martin Sass, Philosoph (2015)
- Hans Sauer, Erfinder (1988)
- Eckhard Sauerbaum, Politiker (1985)
- Roland Sauerbrey, Physiker (2017)
- Alfred Sauter, MdL und Staatsminister a. D. (2010)
- Friedrich Sauthoff, Ingenieur (1972)
- Werner Schaal, Präsident der Philipps-Universität Marburg (2009)
- Günter Schade, Kunsthistoriker, Museumsdirektor (2009)
- Helmut Schaefer, Ingenieur und Hochschullehrer
- Paul Schäfer, Gynäkologe und Hochschullehrer (1952)
- Roland Schäfer, Verwaltungsjurist und Politiker (2021)
- Rudolf Schäfer, Journalist, Historiker und Heimatforscher (1968)
- Maria-Elisabeth Schaeffler, Unternehmerin (2001)
- Tana Schanzara, Theaterschauspielerin (2008)
- Rupert Schärfl, Kommunalpolitiker (1991)
- Helmut Schatz, Internist, Endokrinologe und Diabetologe (2014)
- Ernst Schaude Verwaltungsjurist, Landrat, Regierungsvizepräsident (1971)
- Ruth Schaumann, Dichterin, Bildhauerin, Zeichnerin (1959)
- Paul-Werner Scheele, emeritierter Bischof von Würzburg (1996)
- Karla Schefter, Aufbauhelferin (1993)
- Hermann Scheipers, Priester (2012)
- Josef Schelb, Komponist (1969)
- Hermann Scherer, Landrat (1974)
- Harald Schicha, Nuklearmediziner (2011)
- Ludwig Schick, Erzbischof von Bamberg (2007)
- Erwin Schild, Judaist und Rabbiner (2000)
- Robert Schindlbeck, Internist und Standesvertreter (1988)
- Oskar Schindler, Unternehmer (1965)
- Heinrich Schipperges, Medizinhistoriker (1999)
- Lothar Schirmer, Kunstbuchverleger und -sammler (2014)
- Karl-Heinz Schleifer, Mikrobiologe (2006)
- Clemens Schmalstich, Komponist und Dirigent (1957)
- Herbert Schmalstieg, Oberbürgermeister von Hannover
- Clemens Schmeck, Mediziner und Umweltschützer (1982)
- Franz Schmedt, Journalist (2002)
- Günther Schmelzer, Brigadegeneral
- Senta Maria Schmid, Choreografin und Tänzerin
- Werner Schmid, Unternehmer und Politiker (CDU) (1982)
- Sonja Schmid-Burgk, Frauenrechtlerin, Historikerin, Autorin (1971)
- Helmut Schmidt, Sportfunktionär (2008)
- Hans Joachim Schmidt, Zahnarzt (1969)
- Karsten Schmidt, Rechtswissenschaftler (2006)
- Klaus Schmidt (Jurist), Präsident des Landesarbeitsgerichtes RLP (2006)
- Klaus Louis Schmidt, Arzt (2007)
- Reinhard Schmidt, Bergbauingenieur (2017)
- Horst Schmidt-Böcking, Physiker (2009)
- Henriette Schmidt-Burkhardt, Unternehmerin und Mäzenin (2009)
- Wieland Schmied, Kunsthistoriker
- Adolf Schmitt (Landschaftsarchitekt) (1973)
- Annegrit Schmitt, Landeskonservatorin (2004)
- Klaus-Peter Schmitz, Biomedizintechnik (2018)
- Richard Schmitz, Hotelier (2015)
- Christiane Schmullius, Geographin und Hochschullehrerin (2010)
- Peter Schnell, Unternehmer (2009)
- Siegmar von Schnurbein, Archäologe (2007)
- Peter Scholl-Latour, Journalist und Publizist (2006)
- Hans Schomburgk, Afrikaforscher (1956)
- Friedrich Schorlemmer, Theologe und Bürgerrechtler (2009)
- Hans Karl Schneider, Wirtschaftswissenschaftler (1970)
- Hermann Schneider, Weingärtner (1952)
- Volkmar Schneider, Rechtsmediziner (2005)
- Wolfgang Schneider, Kulturwissenschaftler (2018)
- Hermann Schoenauer, Pfarrer (2008)
- Helene Schoettle, Politikerin (SPD) (1983)
- Hermann Schoppe, Politiker (CDU) (1995)
- Erwin Schopper, Physiker (1984)
- Winfried Schrammek, Organist und Musikwissenschaftler (1999)
- Werner Schreiber, Politiker (2009)
- Ruth Schröck, Pflegewissenschaftlerin (2017)
- August Schröder, Landesarchivar
- Wolfgang Schröfel, Chorverbandsfunktionär (2017)
- Anna Maria Schulte, Sozialaktivistin (1965)
- Marianne Schultz-Hector, Politikerin (CDU) (1990)
- Dietrich Schulz, Unternehmer (1988)
- Martin Schulz, Politiker (2006)
- Werner Schulz, Politiker (2015)
- Hans-Eugen Schulze, Richter (2012)
- Ingo Schulze, Schriftsteller (2020)
- Friedrich-Carl Schultze-Rhonhof, Vorstandsvorsitzender die Stiftung Schlesien (2005)
- Albrecht Schultz, Manager (1984)
- Hermann Josef Schuster, Jurist (2011)
- Ekkehard Schumann, Jurist (1988)
- Erich Schumann, Verleger (2004)
- Jürgen Schumann, Pilot der entführten Lufthansa-Maschine „Landshut“ (posthum 1977)
- Walter Schunack, Pharmakologe, Mediziner und Hochschullehrer (2002)
- Josef Schürgers, Politiker (1980)
- Annemarie Schuster, Politikerin (1970)
- Dieter Schütte, Verleger (1992)
- Karl Schwab, Gewerkschafter (1980)
- Hans Schwalbach, Gewerkschaftsfunktionär und Politiker (SPD) (1980)
- Gesine Schwan, Politikwissenschaftlerin (1993)
- Gotthold Schwarz, Dirigent (2017)
- Heinz Schwarz, Politiker (1974)
- Alice Schwarzer, Journalistin (2005)
- Wolfgang Schwark, Hochschulrektor (2009)
- Nikolaus Schweickart, Vorsitzender der Altana-Kultur-Stiftung (2007)
- Rosemarie von Schweitzer, Haushaltswissenschaftlerin (2003)
- Matthias Schwickerath, Botaniker (1960)
- Hansjörg Seeh, Kommunalpolitiker (SPD) (2017)
- Wolfgang Seel, Universitätskanzler (1980)
- Friedrich Seethaler, Verwaltungsbeamter und Kommunalpolitiker (1967)
- George Shefi, israelischer Holocaust-Überlebender (2024)
- Max Seither, Politiker (SPD) (1968)
- Ingeborg Seitz, Politikerin (CDU)
- Dieter Seitzer, Elektrotechniker (1988)
- Jutta Semler, Medizinerin (2005)
- Nasrin Siege, Kinderbuchautorin, Märchensammlerin und Entwicklungshelferin (2022)
- Ralph Siegel, Schlagerkomponist und Musikproduzent (1998)
- Hermann Sihler, Rechtsanwalt und Kommunalpolitiker
- Johannes Mario Simmel, Schriftsteller (2005)
- Hermann Simon, Historiker (2023)
- Ernst Simons, Religionspädagoge
- Hans-Werner Sinn, Ökonom (2005)
- Milan Sladek, Pantomime, Regisseur, Autor (2000)
- Peter Sodann, Schauspieler, Regisseur und Theaterintendant (2001)
- Paul Söding, Physiker (2001)
- Wilhelm-Peter Söhnges, Augenoptiker (1970)
- Horst-Dieter Solbrig, Generalstaatsanwalt (1989)
- Michael-Ezzo Solf, Politiker (2021)
- Kurt Wilhelm Söldner, Sozialverbandsfunktionär (1987)
- Inge Sollwedel, Politikerin (FDP) und Publizistin (1997)
- Tom Sommerlatte, Unternehmensberater und Maler (2005)
- Irmgard Sondergeld, Politikerin (CDU)
- Ludwig Sothmann, Natur- und Umweltschützer (2014)
- Franz-Josef Spalthoff, Manager (1984)
- Peter Spary, Lobbyist (1997)
- Erwin-Josef Speckmann, Neurophysiologe, Maler und Bildhauer (2011)
- Laurens Spethmann, Unternehmer (2005)
- Paul Spiegel, Vorsitzender des Zentralrat der Juden in Deutschland (1997)
- Karlheinz Spielmann, Jurist (1973)
- Tasso Springer, Physiker (1992)
- Monika Staab, Fußballtrainerin (2023)
- Robert Stadlhofer, General (1970)
- Georg Stadtmüller, Historiker und Byzantinist (1976)
- Gunnar Stålsett, norwegischer Theologe und Politiker (2021)
- Johanna Stachel, Physikerin (2021)
- Klaus-Heinrich Standke, Wirtschaftswissenschaftler (1992)
- Ulrich Stechele, Politiker (1988)
- Anton Steer, Generalmajor (1994)
- Friedrich Stelzner, Chirurg und Hochschullehrer (1993)
- Werner Stephan, Polizeifeuerwerker (1952)
- Johannes Evangelist Stigler, Priester und Hochschullehrer (1955)
- Hans Gottfried von Stockhausen, Maler (1980)
- Karlheinz Stockhausen, Komponist (1974)
- Norbert Stoffels, Abt der Benediktinerabtei Neresheim (1996)
- Ernst-Wilhelm Stojan, Politiker (SPD) (1983)
- Peter Stoll, Forstmann und Naturschützer (1996)
- Michael Stolleis, Jurist und Hochschullehrer (2010)
- Reinhard Stollreiter, Chorleiter und Präsident des Chorverbandes Berlin (2006)
- Hans von Storch, Klimaforscher (2019)
- Hendrik Streeck, Virologe (2025)
- Ekkehard Streletzki, Unternehmer und Hotelier (2023)
- Günter Strack, Schauspieler (1990)
- Heinrich Stratmann, Chemiker und Umweltbeamter (1980)
- Bodo-Eckehard Strauer, Kardiologe (2010)
- Edith Strumpf, Politikerin (2005)
- Christian Stückl, Theaterintendant und Regisseur (2023)
- Georg Stücklen, Politiker (SPD)
- Karl Stumpp, Ethnograf (1966)
- Dietmar Sturzbecher, Soziologe (2024)
- Fritz Süverkrüp, Unternehmer (2002)

## T
- Konrad Tack, Jurist (2019)
- Marie Tångeberg, Pädagogin und Autorin (2024)
- Reinhard Tausch, Psychologe (2002)
- Walter Tautschnig, Direktor der Wiener Sängerknaben (1962)
- Josef Tal, Komponist (1985)
- Hans Tenhaeff, Unternehmer (1952)
- Heinz Tetzner, Maler und Grafiker (1999)
- Katharina Thalbach, Regisseurin und Schauspielerin (2015)
- Olaf Thetter, Chirurg (2007)
- Katharina Thiersch, Denkmalpflegerin (2004)
- Ernst Thoms, Maler (1977)
- Bassam Tibi, Politikwissenschaftler (1995)
- Walter Tokarski, Sportwissenschaftler (2015)
- Arnold Tölg, Politiker (1992)
- Walter Trapp, Pädagoge und Verbandsfunktionär (1994)
- Eugen Trapp (1952)
- Joachim Treusch, Physiker (1997)
- Käte van Tricht, Domorganistin und Musikpädagogin (1996)
- Georg Stefan Troller, Dokumentarfilmer und Schriftsteller (2002)
- Paul Troschke, Theologe und Kirchenstatistiker (1953)
- Klaus Trouet, Jurist, Stellvertretender Vorsitzender der Deutschen Stiftung Denkmalschutz (2008)
- Olaf Tschimpke, Naturschützer (2023)
- Klaus Tschira, Unternehmer (2009)
- Joachim Tzschaschel, Brigadegeneral und Nachrichtendienstmitarbeiter

## U
- Carl Wolmar Jakob von Uexküll, Stifter des „Alternativen Nobelpreises“ (2009)
- Wilhelm Uhlig, Künstler
- Klaus Ulbricht, Politiker (2010)
- Luise Ullrich, Schauspielerin (1973)
- Klaus Ulonska, Leichtathlet, Sportfunktionär und Politiker (2014)
- Udo Undeutsch, Psychologe (1982)
- Michael Ungethüm, Unternehmer (2002)

## V
- Caterina Valente, Sängerin und Schauspielerin (1968)
- Rose Valland, Kunsthistorikerin (1972)
- Erich Vaternahm, Zeitungsverleger (1956)
- Michael Vassiliadis, Gewerkschafter (2022)
- Marie Veit, Theologin (2003)
- Inge Velte, Politikerin (2007)
- Ludwig Vierthaler, Bildhauer (1960)
- Dieter Vieweger, Archäologe und Theologe (2017)
- Helen Vita, Chansonsängerin, Schauspielerin und Kabarettistin (2000)
- Jean Pierre Vité, Forstwissenschaftler (1988)
- Wolfgang Graf Vitzthum, Rechtswissenschaftler (2007)
- Gotthilf Vöhringer, Theologe (1952)
- Bernhard Vogel, Politiker (1956)
- Hans-Dieter Vogel, politischer Beamter (1990)
- Robert Vogel, Unternehmer und Politiker (FDP) (1994)
- Jan Vogler, Cellist (2021)
- Karl Vogt, Landrat (1979)
- Berti Vogts, Fußballtrainer (1996)
- Christa Vossschulte, Politikerin (CDU) (2024)
- Karl-Heinz Vosteen, Mediziner, Ehrenpräsident der AWMF (2006)

## W
- Otto Waalkes, Komiker (2018)
- Emil Wachter, Maler und Bildhauer (1996)
- Albrecht Wagner, Physiker (2006)
- Erika Wagner, Politikerin (1995)
- Fritz Wagnerberger, Skirennläufer und Präsident des Deutschen Skiverbandes
- Wolfgang Wahlster, Informatiker (2006)
- Friedrich Waldow, Gehörlosenaktivist (1981)
- Hans-Albert Walter, Literaturwissenschaftler (2007)
- Otto Wanner (1919–2004), Bürgermeister von Füssen und Eishockeyfunktionär (1984),
- Josef Weber, Politiker (CDU) (1990)
- Heinz Wegener, Politiker (SPD) (1973)
- Greta Wehner, deutsche Sozialdemokratin (2010)
- Paul Wehrle, Musikpädagoge (1988)
- Kurt Weidemann, Graphikdesigner und Typograph (1996)
- Eugen Weiler, Pfarrer, Gerechter unter den Völkern (1973)
- Karl Weingärtner, Historiker, Hochschullehrer und Politiker (SPD) (1996)
- Manfred Weinmann, Oberbürgermeister von Heilbronn (1999)
- Leon Weintraub, Holocaust-Überlebender (2024)
- Cornelius Weiss, Chemiker, Hochschullehrer und Politiker (SPD) (1999)
- Gerald Weiß, Politiker (2012)
- Konrad Weiß, Politiker, Bürgerrechtler, Regisseur (1995)
- Jürgen Weitkamp, Zahnarzt und Kammerfunktionär (2010)
- Arno Wend, Politiker (SPD) und Opfer politischer Verfolgung (1971)
- Brunhild Wendel, Politikerin (SPD) (1981)
- Eberhard Werdin, Komponist und Musikpädagoge (1986)
- Fritz Werner, Kirchenmusiker und Komponist (1973)
- Götz Werner, Unternehmer (2008)
- Sabine Werth, Mitbegründerin der Berliner Tafel (2023)
- Renate Werwigk-Schneider, Medizinerin und Opfer der SED-Diktatur (2025)
- Engelbert Westkämper, Ingenieur und Hochschullehrer (2006)
- Karl-August Wetjen, Verfahrenstechniker und Industriemanager (1985)
- Adolf Wicht, Brigadegeneral der Reserve (1968)
- Ulrich Wickert, Journalist und Autor (2016)
- Gerhard Widder, Bürgermeister von Mannheim (2007)
- Rüdiger Hermann Wiechers, Bankmanager (2005)
- Lothar H. Wieler, Tiermediziner, Präsident des Robert-Koch-Instituts (2024)
- Herbert Wilhelmy, Geograph (1980)
- Lothar Wilhelmy, Förderer von Wissenschaft und Kultur (2017)
- Otto Wiesheu, Vorstand Deutsche Bahn AG (2005)
- Rosemarie Wilcken, Politikerin, Bürgermeisterin von Wismar (2010)
- Horst Wildemann, Wirtschaftswissenschaftler und Hochschullehrer (2001)
- Klaus Wilms, Mediziner und Hochschullehrer (1999)
- Robert Wilson, US-amerikanischer Regisseur
- Bernd Wilz, Politiker (CDU) (1990)
- Ignatz Wimmer, Unternehmer (1988)
- Heinrich August Winkler, Historiker (2005)
- Bernhard Winter, Maler und Grafiker (1956)
- Paul Winter, Komponist (1966)
- Margret Wintermantel, Sozialpsychologin und Hochschullehrerin (2009)
- Ferdinand Wippermann, Pädagoge und Linguist (1966)
- Arnold Wirtgen, Militärhistoriker
- Klaus Wirth, Präsident des Bundesverbandes des Deutschen Versandhandels (2002)
- Tiny Wirtz, Pianistin, Klavierpädagogin und Hochschullehrerin (2000)
- Claus Wisser, Unternehmer und Kunstmäzen (2022)
- Helmut Witt, Radiologe und Hochschullehrer (1992)
- Eberhard Witte, Wirtschaftswissenschaftler (1996)
- Herta-Maria Witzemann, Innenarchitektin (1985)
- Willy Wobst, Forstwirtschaftler und Hochschullehrer (1962)
- Albrecht Woeste, Unternehmer und Sportfunktionär (1992)
- Lia Wöhr, Schauspielerin, Regisseurin, Tänzerin, Sängerin und Fernsehproduzentin (1982)
- Kurt Wölcken, Professor, Geophysiker und Polarforscher (1984)
- Gerd Wolf, Physiker und Hochschullehrer (2005)
- Heinrich Wolff, Jurist und Politiker (1972)
- Johannes Wolff, Theologe (1952)
- William Wolff, Rabbiner (2007)
- Erna Woll, Komponistin (1999)
- Christiane Woopen, Medizinethikerin (2019)
- Eduard Wörmann, Pfarrer (1994)
- Johann-Dietrich Wörner, Bauingenieur, Hochschullehrer und Raumfahrtmanager (2016)
- Michael Wunder, Psychologe und Psychotherapeut (2018)
- Martin Wurm, Politiker (CDU) (1979)

## Y
- Wolfgang-Ernst Fürst zu Ysenburg und Büdingen, Verbandsfunktionär (2001)

## Z
- Günter Zabel, Politiker (1991)
- Edgar Zais, Jurist (1955)
- Frank Zander, Musiker (2022)
- Hermann Zapf, Schriftkünstler, Typograf und Kalligraf (2010)
- Bernhard Zeller, Literaturhistoriker und Archivar
- Herbert Zeman, österreichischer Literatur- und Sprachwissenschaftler und Sänger
- Gisela Zenz, Rechtswissenschaftlerin und Psychologin (2013)
- Walter J. Zielniok, Behindertenpädagoge und Gründer eines Hilfswerks (1997)
- Josef Zilch, Dirigent und Komponist (1991)
- Hans Zimmer, Filmkomponist und Musikproduzent (2018)
- Bernhard Zimmermann, katholischer Priester und Gründer eines Hilfswerks (1954)
- Eduard Zimmermann, Fernsehmoderator und Sicherheitsexperte (1986)
- Erich Zimmermann, Schiffsbauingenieur und Politiker (DP) (1962)
- Stefan Zimmermann, Jurist (2015)
- Peter Zink, Gewerkschaftsfunktionär und Politiker (SPD) (1971)
- Franz Zobel, Stadtschulrat (1960)
- Dietmar Zoedler, Urologe (1982)
- Hans Zollner, Verbandsfunktionär (1983)
- Jürgen Zöllner, Politiker (2012)
- Rolf Zuckowski, Musiker (2018)
- Ernst-Günther Zumach, Politiker, Oberbürgermeister von Ansbach
- Wolf von Zworowsky, Politiker (1978)

## A
- Ernst van Aaken, Sportmediziner und Trainer (1976)
- Ann-Kristin Achleitner, Wissenschaftlerin und Hochschullehrerin (2007)
- Rudolf Ackermann, Mediziner (2006)
- Patrick Adenauer, Unternehmer (2010)
- Willi Aengevelt, Immobilienmakler (1979)
- Josef Anselm Graf Adelmann von Adelmannsfelden, Theologe und Schriftsteller
- Sharon Adler, Journalistin und Fotografin (2025)
- Benjamin Adrion, Fußballspieler und Initiator des Hilfsprojektes Viva con Agua de Sankt Pauli (2009)
- Koichiro Agata, japanischer Verwaltungswissenschaftler (2006)
- Rolf Ahlers, Ingenieur und Schriftsteller (2007)
- Gerhard Aigner, Fußballfunktionär (2003)
- Fatih Akin, Filmregisseur und Produzent (2010)
- Arnold Albrecht, Betriebsratsvorsitzender (2001)
- Ernst Albrecht, Politiker (SPD) (1974)
- Peter-Alexis Albrecht, Jurist und Kriminologe (2004)
- Meta Alexander, Internistin (1981)
- Franziska van Almsick, Schwimmerin (2024)
- Klaus Alpers, Klassischer Philologe (2006)
- Götz Alsmann, Musiker und Entertainer (2024)
- Adolf Althoff, Zirkusdirektor (1977)
- Walter Franz Altherr, Politiker (2009)
- Götz Aly, Historiker und Journalist (2007)
- Fritz von Ameln, Politiker (CDU) (1967)
- Achim Andexer, Arzt (2002)
- Heinz Angermeier, Historiker (2002)
- Lorenzo Annese, Betriebsrat (2024)
- Heinz Anterist, Rechtsanwalt (2007)
- Gisela Anton, Physikerin (1995)
- Herfried Apel, Geschäftsführer, Handelsrichter (2003)
- Karl-Otto Apel, Philosoph
- Hermann Appel, Kraftfahrzeugingenieur und Hochschullehrer (1998)
- Paul Arens, Kommunalpolitiker (1995)
- Erika Arlt, Heimatforscherin (1997)
- Wilfried Arlt, Maschinenbauingenieur und Hochschullehrer (1999)
- Wolfgang Arlt, Thermodynamiker und Hochschullehrer (2022)
- Charlotte Armbruster, Politikerin (1956)
- Klaus P. Arnold, Vorsitzender Deutsches Kinderhilfswerk (1991)
- Udo Arnold, Historiker (2010)
- Ulli Arnold, Betriebswirtschaftler (2010)
- Hans-Dieter Arntz, Oberstudienrat (1985)
- Horst Arzt, Politiker und Fußballfunktionär (2013)
- Frank Asbeck, Unternehmer (2009)
- Johann Asch, Bürgermeister (1971)
- Christine Aschenberg-Dugnus, Politikerin (FDP) (2024)
- Christel Aschmoneit-Lücke, Politikerin (FDP) (2006)
- Roger Asmussen, Politiker (CDU) (1978)
- Mo Asumang, Regisseurin, Moderatorin und Autorin (2019)
- Seyran Ateş, Frauenrechtlerin (2007)
- Annemarie in der Au, Schriftstellerin (1990)
- Hermann Auernhammer, Techniker und Hochschullehrer (1995)
- Hans Werner Aufrecht, Unternehmer (2000)
- Heribert August, Pfarrer, Organisator von Bosnien-Hilfen (2013)
- Margarete Aurin, Kindergärtnerin und Montessori-Pädagogin (1983)
- Recai Aytas, Politiker (SPD) (2023)

## B
- Werner Bab, Unternehmer (2006)
- Max Bach, Gewerkschafter (1963)
- Lotte Backes, Komponistin (1982)
- Jürgen Backhaus, Wirtschaftswissenschaftler (2007)
- Jehuda Bacon, israelischer Künstler (2012)
- Konrad Bader, Brigadegeneral des Heeres der Bundeswehr
- Robert Bär, Musikpädagoge (2014)
- Günter Bäumner, Heimatforscher (1998)
- Else Baker, Überlebende und Zeitzeugin des Porajmos (2012)
- Elfriede Balzar-Kopp, Kunsthandwerkerin (1974)
- Michael Bamberg, Mediziner (2006)
- Helmut Bantz, Turner (1982)
- Hermann Bareiss, Hotelier (2004)
- Blixa Bargeld, Musiker (2025)
- Bernhard M. Baron, Kulturmanager und Publizist (2011)
- Ernst Barthels, Schauspieler (1957)
- Sabine Bartholomeyczik, Pflegewissenschaftlerin (2015)
- Christian Bau, Koch (2018)
- Carl-Peter Bauer, Arzt (2010)
- Dietrich Bauer, Ökonom (1995)
- Esther Bauer, deutsch-amerikanische Zeitzeugin des Holocaust (2007)
- Karlheinz Bauer, Unternehmer (1993)
- Thomas Bauer, Bauunternehmer (2003)
- Willy Bauer, Naturschützer (1976)
- Arnulf Baumann, Pastor (1993)
- Herbert Baumann, Komponist (1998)
- Fritz Baumbach, Schachspieler (2011)
- Albert Baumgartner, Meteorologe und Forstwissenschaftler (1996)
- Brunhilde Baur, Verlegerin (1995)
- Helmut Baur, Unternehmer (1993)
- Ute Baur-Timmerbrink, österreichisches Besatzungskind (2017)
- Hermann Becht, Opernsänger (1999)
- Bernd Bechtold, Unternehmer (2009)
- Gerlinde Beck, Bildhauerin (1984)
- Hubert Beck, Organist, Kirchenmusikdirektor und Hochschullehrer (2002)
- Marieluise Beck, Politikerin (Bündnis 90/Die Grünen) (1996)
- Volker Beck, Politiker (2002)
- Herbert Becke, Kulturschaffender und Fotograf (2012)
- Franz Beckenbauer, Fußballspieler (1976)
- Helmut Becker, Weinbaufachmann (1982)
- Jürgen Becker, Jurist, Hochschullehrer und Vorstandsvorsitzender der GEMA (2004)
- Jürgen Becker, Staatssekretär und Politiker (2019)
- Wolfgang Becker-Brüser, Mediziner und Apotheker (2011)
- Pia Beckmann, Politikerin (CSU) (2024)
- Heinrich Beerbom, Bürgermeister und Stadtdirektor von Bramsche (1958)
- Michael Behrendt, Industriemanager (2012)
- Wolfram Behrendt, Mediziner und Hochschullehrer (2008)
- Christine Behrens, Heimatforscherin (2018)
- Manfred Beilharz, Theaterintendant, Präsident des Internationalen Theaterinstituts (2007)
- Hans-Jürgen Beineke, Landrat (CDU) (1989)
- Inge Bell, Journalistin (2013)
- Matthias Beller, Wissenschaftler (2006)
- Birgitt Bender, Gesundheitsberaterin und Politikerin (Bündnis 90/Die Grünen) (1998)
- Friedrich Bender, Geologe (1972)
- Heinz Friedrich Benner, Staatssekretär (2003)
- Günther Bentele, Autor (2021)
- Rolf Benz, Unternehmer (2008)
- Andrea Berg, Schlagersängerin (2008)
- Barbara Bergelt, Politikerin (SPD) (2006)
- Joel Berger, Landesrabbiner (2016)
- Alan Bern, US-amerikanischer Komponist (2022)
- Dante Bernabei, Luxemburger Sprachforscher (1998)
- Eberhard Bernatzki, Sportfunktionär (Fußball) (1995)
- Walther L. Bernecker, Historiker (2009)
- Willi Bernhardt, Unternehmer und Verbandsfunktionär (1994)
- Ingrid Berzau, Schauspielerin, Regisseurin und Theaterleiterin (2010)
- Lioba Betten, Bibliothekarin und Verlegerin (2006)
- Katja von der Bey, Kunsthistorikerin (2025)
- Erich Beyreuther, Theologe und Kirchenhistoriker (1987)
- Hans Bibelriether, Forstmann und Naturschützer
- Stephan Bickhardt, Pfarrer und Bürgerrechtler (2014)
- Hans Bierbrauer (genannt Oskar), Zeichner, Karikaturist und Maler (1980)
- Klaus Biesenbach, Kunsthistoriker und Kulturmanager (2016)
- Gisela Bill, Politikerin (Bündnis 90/Die Grünen) (2002)
- Alfred Birnschein, Maler und Grafiker (1983)
- Paul Bischoff, Komponist, Dirigent und Chorleiter (2008)
- Elke Mascha Blankenburg, Dirigentin und Musikhistorikerin (1999)
- Immanuel Bloch, Physiker (2005)
- Elsa Blöcher, Heimatforscherin (1976)
- Joachim Blüher, Kunsthistoriker (2020)
- Reiner Blumentritt, Politiker und Heimatforscher (2013)
- Christoph Bode, Anglist und Amerikanist (2013)
- Manfred Bode, Rüstungsindustrieller (2007)
- Rainer Michael Boehmer, Archäologe (1995)
- Heinrich Boehr, Brigadegeneral (2001)
- Wolfgang Bogen, Erfinder und Unternehmer (1976)
- Wulf Böhmcker, Forstmann (1991)
- Egon Boldt, Gewerkschafter (1984)
- Hans Bollinger, Pädagoge und Musiker (2008)
- Friedrich von Bömches, Maler, Grafiker, Fotograf (1987)
- Hans Günter Bömeke, Politiker (SPD)
- Hermann Bontjer, Politiker (SPD) (2007)
- Heinz-Josef Bontrup, Wirtschaftswissenschaftler (2018)
- Jürgen Borgwardt, Verbandsfunktionär (2004)
- Hans-Joachim Bormeister, Forstmann (1999)
- Freimut Börngen, Astronom (2006)
- Egon Boshof, Historiker und Heimatforscher (2009)
- Gerhard Boß, Theologe und Autor (1984)
- Cord Bothe, Politiker (CDU)
- Johann Max Böttcher, Unternehmer und Philanthrop (1981)
- Hans-Hermann Braess, Ingenieur, Forschungsleiter BMW (1999)
- Ulrich Bracker, Präsident der bayerischen Notarkammer (2007)
- Fania Brancovskaja, litauische Zeitzeugin des Holocaust (2009)
- Heiner Brand, Bundestrainer der Handballnationalmannschaft (2007)
- Rolf Brand, Aikidoka (1977)
- Karlheinz Brandenburg, Miterfinder des MP3-Formates (2006)
- Franz Brandl, Bergmann (1951)
- Horst Brandstätter, Unternehmer, Geschäftsführer von Playmobil (1993)
- Austen Peter Brandt, deutsch-britisch-nigerianischer Pfarrer (2011)
- Helmut Brandt, Jazzmusiker (2000)
- Rolf Braun, Karnevalist (1995)
- Dagmar Braun, Unternehmerin (2010)
- Frederik Braun, Unternehmer (2010)
- Gerrit Braun, Unternehmer (2010)
- Norbert Braun, Unternehmer (2010)
- Walter Braun, Pädagoge, Politiker und Heimatpfleger (1973)
- Eberhard Brecht, Politiker (2008)
- Rudi Brehm, Gewerkschafter (1979)
- Erich Breiding, Unternehmer (1986)
- Fred Breinersdorfer, Drehbuchautor und Filmproduzent (2014)
- Günter Breithardt, deutscher Mediziner (2024)
- Susanne Breit-Keßler, Geistliche (2005)
- Gisela Breitling, Malerin und Kunsthistorikerin (2001)
- Werner Breitwieser, Politiker (2008)
- Willi Breuer, Fußballtrainer (2007)
- Gertrud von den Brincken, Dichterin und Schriftstellerin (1982)
- Werner Brinkmann, Vorstand der Stiftung Warentest (2011)
- Christoph Broelsch, Mediziner (1991)
- Manfred Broy, Informatiker (1996)
- Hedwig Brüchert, Historikerin (2018)
- Sara Brucker, Gynäkologin (2025)
- Peter Brühl, Mediziner (2009)
- Christian Bruhn, Komponist (2021)
- Maike Bruhns, Kunsthistorikerin (2013)
- Micha Brumlik, Erziehungswissenschaftler und Publizist (2025)
- Sabine Brünger-Weilandt, Wissenschaftsmanagerin (2024)
- Hans Buchheim, Politikwissenschaftler (1969)
- Wilhelm Buckermann, Politiker, Bürgermeister von Rees (1993)
- Jürgen Budday, Pädagoge, Kirchenmusikdirektor, Dirigent (1998)
- Hermann Bühlbecker, Unternehmer (2004)
- Ruth Bühren-Gamb, Politikerin (SPD)
- Christian Büttrich, Germanist und Bibliothekar (2001)
- Hans Buhmann, Politiker (CDU) (1985)
- Wolfgang Buhr, Politiker (1986)
- Peter Bümlein, Politiker (2004)
- Dieter Burgard, Politiker (SPD) (2024)
- Oswald Burger, Historiker (2007)
- Hans Burggraf, Politiker (CDU) (1989)
- Adolf Burkhardt, Pfarrer und Esperantist (1992)
- Karin Burmeister, Frauenaktivistin und Politikerin (Grüne) (2016)
- Willi Burth, Kinopionier (1989)
- Fritz B. Busch, Journalist (1993)
- Felix Busse, Rechtsanwalt (1989)
- Alena Buyx, Medizinethikerin (2024)
- Hellmuth Butenuth, Automobilhersteller (1968)

## C
- Hans Carstens, Politiker (FDP, CDU) (1971)
- Roland A. Caspary, Filmpolitiker (1989)
- Ralph Caspers, Fernsehmoderator (2019)
- Cihan Çelik, Mediziner (2024)
- Gertrude Cepl-Kaufmann, Literaturwissenschaftlerin (2013)
- Cha Bum-kun, südkoreanischer Fußballspieler (2019)
- Saba-Nur Cheema, Politologin und Publizistin (2024)
- Sabine Christiansen, Fernsehjournalistin (2002)
- Otto H. Ciliax, Marineoffizier (1986)
- Lamar Joseph Conner, Luftverkehrskaufmann (2011)
- Rainer Conrad, Jurist (2007)
- Heinrich Conrads, Sportfunktionär (2008)
- Norbert Conrads, Historiker (2017)
- Eckart Cordes, Buchhändler (1994)
- Karl Corino, Journalist (2003)
- Hermann Creutzenberg, Politiker (CDU)
- Andreas Crusius, Arzt und Standespolitiker (2025)
- Gesine Cukrowski, Schauspielerin (2025)
- Jawahir Cumar, somalisch-deutsche Übersetzer und Aktivistin (2011)

## D
- Paul Damjakob, Domorganist am Würzburger Dom (2003)
- Wilhelm Damwerth, Schriftsteller (1974)
- Werner G. Daniel, Mediziner (2020)
- Gerhard Dann, Politiker (SPD) (1990)
- Roswitha Dasch, Musikerin (2024)
- Claudia Dathe, Übersetzerin (2022)
- Erich Dauzenroth, Pädagoge
- Werner H. A. Debler, Pädagoge, Verwaltungsbeamter und Heimatforscher (2001)
- Kurt Dedich, Travestiekünstler (2014)
- Heide Degen, Politikerin (CDU) (1990)
- Tsegaye Degineh, äthiopischer Wirtschaftswissenschaftler (2021)
- Hannes Demming, Schauspieler, Autor und Übersetzer (2018)
- Harald Denecken, Kommunalpolitiker (SPD) (2019)
- Thomas Denter, Abt von Marienstatt (1996)
- Walter Desch, Sportfunktionär (2008)
- Guido Dessauer, Autor, Kunstmäzen und -sammler (2008)
- Ulrike Detmers, Unternehmerin (2008)
- Antje von Dewitz, Unternehmerin (2024)
- Friedrich Dieckell, Unternehmer und Mäzen (2005)
- Jürgen Dieckert, Sportfunktionär und Sportwissenschaftler (1996)
- Joachim Diederichs, Bildjournalist (1981)
- Ulrike M. Dierkes, Journalistin und Autorin (2007)
- Hans Dieter, Landschaftsmaler und Dichter (1956)
- Hans-Heinrich Dieter, General der Bundeswehr
- Juliane Diller, deutsch-peruanische Biologin (2021)
- Donald B. Dingwell, kanadischer Geologe (2013)
- Siegfried Dinsel, Fernsehtechniker und Tennisfunktionär (2001)
- Heinrich Dittmar, Historiker (1994)
- Bijan Djir-Sarai, Politiker (FDP) (2024)
- Andreas Raymond Dombret, deutsch-amerikanischer Wirtschaftswissenschaftler und Bankmanager (2007)
- Harald Dörig, Richter (2007)
- Gerhard Dorda, Physiker und Komponist (1987)
- Ernst Dorn, Oberstudiendirektor, Heimatforscher (1991)
- Ilona Dörr, Politikerin (2010)
- Walter Dörr, Elektroingenieur, Hochschullehrer und Politiker (2005)
- Paul Dotzert, Politiker
- Joachim Draheim, Musikwissenschaftler, Musikpädagoge und Pianist (2021)
- Richard Drautz, Politiker (FDP) (2003)
- Carsten Drebenstedt, Bergingenieur (2025)
- Karlheinz Drechsel, Musikjournalist und Kulturmanager (2004)
- Wolfgang Drechsler, Sozialwissenschaftler und Regierungsberater (2005)
- Detlev Drenckhahn, Mediziner (2009)
- Christian Drosten, Virologe (2005)
- Mirko Drotschmann, Journalist, Moderator, Autor und Webvideoproduzent (2023)
- Rudolf Ducke, Unternehmer (1984)
- Eberhard Dünninger, Politiker (ÖDP), Generaldirektor der Bayerischen Staatlichen Bibliotheken
- Bashir Ahmad Dultz, Sufi-Schech (2008)
- Hans Jörg Duppré, Politiker (2010)
- Heinz-Josef Durstewitz, Pfarrer und Bürgerrechtler (2006)
- Gerhard Dust, Unternehmer (2007)
- Franz Josef Düwell, Richter (2017)
- Klaus Düwel, germanistischer und skandinavistischer Mediävist (2014)

## E
- Doris Ebbing, Bürgermeisterin von Hemer (1999)
- Lotte Eckert, Weiperfelden (1984)
- Hermann Ebeling, Journalist (1956)
- Werner Eberth, Jurist und Heimatforscher (1997)
- Heinz Eckhoff, Politiker (CDU)
- Ludger Edelkötter, Komponist, Musikpädagoge und Verleger (2014)
- Rupert Egenberger, Heilpädagoge, Begründer des Sonderschulwesens in Bayern (1954)
- Gerhard Egert, Lehrer und Heimatforscher (1996)
- Martin Egg, Heimatdichter (1986)
- Rolf Eggert, LZB-Präsident (2007)
- Dieter Egner, Politiker (SPD) (2014)
- Walter Eichendorf, Präsident des Deutschen Verkehrssicherheitsrats (2014)
- Ludwig M. Eichinger, Sprachwissenschaftler (2014)
- Bernhard Eichkorn, Pfarrer, Esperantist (2008)
- Johannes Eidt, Künstler (2012)
- Kathrin Eipert, Saxophonistin und Musikpädagogin (2022)
- Ólafur Elíasson, isländisch-dänischer Künstler (2025)
- Aladin El-Mafaalani, Soziologe und Hochschullehrer (2023)
- Marga Elser, Politikerin (2016)
- Gerhard Emig, Politiker und Rechtsanwalt (1994)
- Günter Emig, Geistlicher (1987)
- Fritz Emonts, Pianist und Klavierpädagoge (1995)
- José Luís Encarnação, Informatiker (1983)
- Albrecht Encke, Mediziner, Präsident der AWMF (2006)
- Erich Endlein, Pfarrer (2001)
- Horst Walter Endriss, Steuerberater (2008)
- Horst Engel, Politiker, MdL (2007)
- Karl Heinz Engelin, Bildhauer (1980)
- Leopold Engleitner, österreichischer NS-Verfolgter (2007)
- Klaus Englert, Rechtswissenschaftler (2009)
- Bruno Epple, Maler und Heimatdichter (2019)
- Ralph Erbar, Pädagoge und Geschichtsdidaktiker (2017)
- Joske Ereli, israelischer Gründer der Partnerschaft zwischen Tamar und Bad Kissingen (2009)
- Edmund Erlemann, Geistlicher (1985)
- Gisela Erler, Politikerin (Bündnis 90/Die Grünen) (2024)
- Michael Ermrich, Politiker (2010)
- Jenny Erpenbeck, Schriftstellerin und Regisseurin (2017)
- Georg Ertl, Mediziner (2024)
- Heimo Ertl, Anglist und Bildhauer (2004)
- Jürgen Eschert, Kanute und Sportmanager (2002)
- Michael Esken, Politiker, Bürgermeister von Hemer (2007)
- Klaus Evertz, Politiker (1985)
- Wolfgang Ewer, Rechtsanwalt (2018)

## F
- Karl Fall, Entwicklungshelfer (2011)
- Günter Faltin, Ökonom und Unternehmer (2010)
- Hans-Lothar Fauth, Gastronom und Politiker (1995)
- Marko Feingold, Holocaust-Überlebender (2019)
- Heinz Feldhege, Politiker, Ehrenoberbürgermeister von Mönchengladbach (1992)
- Jochen Feldmann, Physiker (2001)
- Erika Fellner, Politikerin (SPD) und Dekanin (2003)
- Paul Feuchte, Rechtswissenschaftler (1952)
- Valentin Peter Feuerstein, Maler (1990)
- Fritz Feyerherm, Rugbyspieler, Schiedsrichter und Sportfunktionär (2005)
- Rudolf Fiebich, Lehrer im Hochschuldienst (2013)
- Bernd Fiedler, Sportfunktionär (2011)
- Walter Fink, Mäzen der Neuen Musik (2007)
- Artur Fischer, Unternehmer, Erfinder (1968)
- Dieter Fischer, Politiker (CDU) (1990)
- Eckart Fischer, Brigadegeneral der Bundeswehr (1991)
- Julia Fischer, Biologin (2016)
- Julia Fischer, Geigerin (2016)
- Ute Fischer, Politikerin (SPD) (2008)
- Werner Fischer, Goldschmied und Künstler (1979)
- Werner Fischer, Maschinenbauingenieur und Hochschullehrer (2005)
- Wolfgang Fischer, Politiker (SPD), Oberbürgermeister von Leinfelden-Echterdingen (2007)
- Peter Fischer-Appelt, Theologe (2019)
- Dietrich Fischer-Dieskau, Sänger (1958)
- Michael Fischl, Politiker (2001)
- Peter Fissenewert, Jurist (2012)
- Maria Flachsbarth, Politikerin (CDU) (2024)
- Hellmut Flashar, Klassischer Philologe (1994)
- Jutta Fleck, „Die Frau vom Checkpoint Charlie“ (2009)
- Samuel J. Fleiner, Konzeptkünstler und Komponist (2023)
- Walter Flemmer, Autor, Fernsehjournalist und Fernsehregisseur (1991)
- Günter Fleskes, Politiker (SPD) (1998)
- Erika Fleuren, Politikerin (2003)
- Joseph Focke, Tierarzt und Politiker (1969)
- Günter Follmer, Bankier und Honorarkonsul (1995)
- Karl Föster, Mitglied des Pax Christi
- Friedhelm Fragemann, Politiker (SPD) (2024)
- Käthe Franke, Politikerin (2001)
- Philomena Franz, Zeitzeugin des Porajmos (1995)
- Peter Fraps, Militärarzt
- Walter Freivogel, Turner, Turnfunktionär und Kampfrichter (1985)
- Elisabeth Frenzel, Literaturwissenschaftlerin (1997)
- Horst Frerking, Veterinärmediziner und Hochschullehrer (2011)
- Ute Freudenberg, Sängerin (2008)
- Erwin Freytag, Autor und Theologe (1986)
- Hans Fricke, Widerstandskämpfer (2011)
- Otto Fricke, Politiker (FDP) (2020)
- Volker Friedberg, Gynäkologe und Hochschullehrer (1989)
- Engelbert Friedhoff, Chirurg (1999)
- Hans Joachim Friedrich, Journalist (1998)
- Margot Friedländer, Überlebende des Holocaust (2011)
- Hans-Günter Friese, Apotheker (1996)
- Juliane von Friesen, Wirtschaftsjuristin und Politikerin (1999)
- Alfons Friderichs, Diakon und Heraldiker (2004)
- Lykke Friis, dänische Politikerin (2009)
- Gudrun Fritsch, Psychologin und Kunsthistorikerin (2006)
- Bernhard Fritz, Politiker (2010)
- Kai Frobel, Geoökologe (2020)
- Jochen-Konrad Fromme, Politiker (2009)
- Barbara Fruth, Ökologin und Evolutions-Anthropologin (2025)
- Meinhard Füllner, Politiker (2002)
- Leonie Fürst, Ärztin (1987)
- Erich Fuchs, Mediziner (1991)
- Cornelia Funke, Jugendbuchautorin (2008)
- Manfred Funke, Politikwissenschaftler und Zeithistoriker (1984)
- Peter Funke (Anglist) (1989)
- Maria Furtwängler, Schauspielerin und Ärztin (2003)

## G
- Dietmar Gaiser, Journalist (1999)
- Volker Gallé, Schriftsteller, Liedermacher und Kulturmanager (2015)
- Klaus Gamber, Liturgiewissenschaftler (1989)
- Klaus Garber, Literaturwissenschaftler (2021)
- Adolf Gandner, Politiker und Landrat (1963)
- Ovidiu Ganț, rumäniendeutscher Politiker (2008)
- Johannes Ganz, Politiker (CDU) (1993)
- Claus Theo Gärtner, Schauspieler (2006)
- Rudolf Garlichs, Politiker (1973)
- Rolf D. Gassen, Politiker (1999)
- Josef M. Gaßner, Astrophysiker (2022)
- Willi Gayler, Forstmann (1996)
- Wilhelm Gegenfurtner, Generalvikar und Dompropst (2005)
- Wolfgang Grupp, Unternehmer (2019)
- Ulrich Gehre, Journalist und Kunsthistoriker (1987)
- Gerd Geismann, Politiker (2003)
- Hans W. Geißendörfer, Regisseur, Autor und Filmproduzent (2015)
- Martin Geisz, Pädagoge und Autor (2010)
- Bernhard Gelderblom, Historiker und Autor (2008)
- Gabriele von Gemmingen-Guttenberg, Politikerin (2010)
- Stefan Gemmel, Schriftsteller und Leseförderer (2007)
- Mevlüde Genç, Opfer des Brandanschlags von Solingen (1996)
- Carlo Gentile, Historiker (2022)
- Herbert Gerisch, Unternehmer und Politiker (CDU) (1971)
- Agnes Gerlach, Frauenrechtlerin (1966)
- Egon Gerson, Unternehmer (1990)
- Rüdiger Geserick, Unternehmer (2012)
- Carl Friedrich Gethmann, Philosoph (2006)
- Dieter Geuenich, Historiker (2025)
- Christian Giermann, Marineoffizier (1977)
- Rotraut Gille, Ärztin und Umweltaktivistin (2022)
- Alois Gillitzer, Volksmusiker (2005)
- Gerhard Glaser, Denkmalpfleger (1998)
- Ernst Otto Glasmeier, Architekt (1985)
- Iris Gleicke, Politikerin (SPD) (2009)
- Gisela Gneist, Opfer der SED-Diktatur und Vorsitzende eines Opferverbands (2006)
- Richard Goedeke, Bergsteiger und Autor (2011)
- Cornelia Goesmann, Medizinfunktionärin (2024)
- Peter Gola, Rechtswissenschaftler und Politiker (FDP) (1998)
- Kurt Goldammer, Religionswissenschaftler (1988)
- Hans-Michael Goldmann, Politiker (FDP) (2009)
- Hartmut Goldschmidt, Mediziner (2005)
- Friedhelm Golücke, Historiker (2008)
- Bernd Gökeler, Vereinsfunktionär (2019)
- Eberhard Golla, Brigadegeneral (1981)
- Rüdiger Görner, Literaturwissenschaftler (2017)
- Magdalena Götz, Hochschullehrerin (2010)
- Wolfgang Götzer, Politiker (CSU) (1997)
- Stefanie Grauer-Stojanovic, Autorin und Unternehmerin (2021)
- Wilfried Gräfling, Feuerwehrmann (2019)
- Reinhard Grätz, Politiker (2010)
- Christoph Greiff, Politiker (CDU) (1990)
- Wolfgang Greilich, Politiker (FDP) (2024)
- Horst Kurt Greim, Theologe (2003)
- Virginia Wangare Greiner, kenianische Sozialarbeiterin (2006)
- Wolfgang Gremmel, Handballschiedsrichter und -funktionär (2015)
- Georg Christof Florian Greve, Gründer der Free Software Foundation Europe (2010)
- Matthias Griebel, Heimatforscher (1995)
- Monika Griefahn, Politikerin (SPD) und Umweltaktivistin (2018)
- Heinz Gries, Unternehmer (2004)
- Otto Grim, österreichischer Schiffbauingenieur (1982)
- Uwe Karsten Groß, Kirchenmusiker (1995)
- Siegfried Grote, Regisseur und Theaterintendant (2002)
- Volker Grub, Rechtsanwalt (1999)
- Herbert Gruhl, Politiker und Umweltschützer (1991)
- Wilfried Grunau, Ingenieur und Geodät (2011)
- Walter G. Grupp, Rechtsanwalt, Unternehmer und Journalist (2018)
- Winfried Grupp, Jurist (1997)
- Gerald Grusser, Funktionär (2006)
- Peter Gülke, Dirigent, Musikwissenschaftler und Musikschriftsteller (2017)

## H
- Hermann Haarmann, Kommunikationshistoriker (2016)
- Wilhelm Haarmann, Landrat (1969)
- Ernst Otto Haas, Politiker (CDU) (1975)
- Herbert Haas, Umweltschützer (2003)
- Marius Haas, Diplomat (1999)
- Margarete Haaß-Wiesegart, Psychotherapeutin (2011)
- Hartmut Haenchen, Dirigent (2008)
- Peter Haberer, Politiker (CDU) (1979)
- Alfred Habermann, deutsch-tschechischer Kunstschmied und Metallplastiker (2001)
- Matthias Habich, Schauspieler (2009)
- Herbert Haf, Mathematiker (2011)
- Paul Haffner, Botaniker und Naturschützer (1974)
- Hans Hagdorn, Paläontologe (2025)
- Karl Hubert Hagen, Politiker (2010)
- Alma Hagenbucher, Unternehmerin (1988)
- Wolfgang Maria Hagl, Abt der Benediktinerabtei Kloster Metten (2012)
- Joachim Hahn, Pfarrer und Autor (2022)
- Klaus Hähnel, Musikpädagoge und Gründer des Gothaer Kinderchores (2004)
- Herbert Hainer, Manager (2008)
- Hubertus Halbfas, Theologe und Religionspädagoge (2012)
- Laura Halding-Hoppenheit, Wirtin, LGBTQ+-Aktivistin und Kommunalpolitikerin (2014)
- Michael Hallek, Mediziner (2024)
- Arthur Handtmann, Unternehmer (1978)
- Ewald Hanstein, Sinti-Funktionär (2006)
- Eberhard Hamer, Ökonom (1986)
- Sabine Hamer, Politikerin (SPD) (1996)
- Klaus Hammer, Politiker (SPD) (2008)
- Uwe Hammer, Sportfunktionär (2005)
- Olaf Harder, Professor, Diplom-Ingenieur, Rektor FH Konstanz (2001)
- Rainer Ute Harms, Politiker (CDU) (1982)
- Rebecca Harms, Politikerin (Bündnis 90/Die Grünen) (2021)
- Daniel Harrich, Filmemacher (2024)
- Heide-Marie Härtel, Tänzerin, Kamerafrau und Filmregisseurin (2025)
- Jörg Hartung, Tiermediziner (2024)
- Rolf Haufs, Autor (2007)
- Ute Haug, Kunsthistorikerin und Provenienzforscherin (2022)
- Alfred Hausser, Widerstandskämpfer (2003)
- Cornelius Häußermann, Kirchenmusiker (2016)
- Dunja Hayali, Fernsehmoderatorin (2018)
- Toshihiko Hayashi, japanischer Jugendarbeiter (1986)
- Wolfgang M. Heckl, Biophysiker (2008)
- Dirk Heckmann, Rechtswissenschaftler (2025)
- Reiner Heeb, Landrat (1985)
- Hannes Hegen, Grafiker und Comiczeichner (2010)
- Heinz-Gerd Hegering, Informatiker und Hochschullehrer (2004)
- Walter Heid, Politiker (CDU) (1979)
- Annelise Heigl-Evers, Psychoanalytikerin (1992)
- Christa Heilmann, Sprechwissenschaftlerin (2015)
- Erwin Heim, Politiker (1954)
- Karl-Heinz Heimann, Sportjournalist (1992)
- Joachim Heinzl, Ingenieur (2009)
- Dietrich von Hein, Bundeswehrveterinär (1984)
- Helmut Heine, Industriekaufmann (2010)
- Josef Heinen, Kunsthändler und Gerechter unter den Völkern (1970)
- Maren Heinzerling, Ingenieurin (2009)
- Gunter Heise, Unternehmer (1999)
- Eberhard Heiße, Jugendevangelist (1997)
- Karl Helbig, Forschungsreisender, Geologe, Ethnologe, Reiseschriftsteller, Schiffsheizer (1988)
- Klaus Held, Philosoph (2002)
- Matthäa Held, Ordensschwester (1987)
- Siegfried Helias, Politiker (CDU) (2025)
- Walter Hellmich, Fußball-Funktionär und Bauunternehmer (1997)
- Rudolf Heltzel, Maler, Bildhauer (1994)
- Johann Anton Hemberger, Politiker, Bürgermeister von Heusenstamm (1977)
- Karl Hemberger, Sportfunktionär (1974)
- Johannes Hengstenberg, Unternehmer (2009)
- Hans-Günter Henneke, Politiker (2014)
- Rainer Hennig, Pfarrer und Umweltbeauftragter (2006)
- Hans-Ulrich Henning, Chorleiter, Musikpädagoge und Sänger (2020)
- Manfred Hepperle, Mundartdichter und -kabarettist (2011)
- Gordon Herbert, kanadischer Basketballtrainer (2024)
- Anna Heringer, Architektin (2022)
- Eva Herlitz, Autorin und Kunstinitiatorin (2019)
- Klaus Herlitz, Unternehmer (2019)
- August Herold, Rebenzüchter (1965)
- Trude Herr, Schauspielerin und Sängerin (1988)
- Joachim Herrmann, Politiker (2010)
- Wolfgang A. Herrmann, Chemiker und Hochschulreformer (1997)
- Eduard Herterich, Maler (1985)
- Hans-Ulrich Herzberg, Landespolizeipräsident von Sachsen (2001)
- Gustav Herzog, Politiker (SPD) (2024)
- Heinz Hesdörffer, Holocaust-Überlebender (2018)
- Klaus Hess, Verleger (2019)
- Marlies Hesse, Journalistin (2003)
- Peter Julius Hesse, Kaufmann (1994)
- Willy Hesse, Unternehmer und Kammerfunktionär (2003)
- Anton Heuberger, Physiker (2007)
- Georg Heuberger, Museumsgründer (2006)
- Adolf Heuken, Autor, Förderer der deutsch-indonesischen Freundschaft (2008)
- Hans Ulrich Heuser, Journalist und Verbandsfunktionär (2015)
- Susanne Heydenreich, Schauspielerin, Regisseurin und Hörspielsprecherin (2023)
- Peter von der Heydt Freiherr von Massenbach, Politiker und Bankmanager
- Jörg Hieber, Einzelhändler, Edeka-Aufsichtsratsvorsitzender (2006)
- Irmela Hijiya-Kirschnereit, Sinologin, Japanologin (1995)
- Dagmar Hirche, Unternehmerin (2023)
- Frank Hirsch, Musikpädagoge und Chorleiter (2001)
- Jakob Hirsch, israelischer Jurist und Staatssekretär (2012)
- Georg Hirschberg, Richter (1952)
- Thomas Hitzlsperger, Fußballspieler und -funktionär (2020)
- Rolf-Peter Hoenen, Vorstand der HUK-COBURG Versicherungsgruppe (2007)
- Gottfried Hoch, Konteradmiral (2024)
- Hubert Hochbruck, Maschinenbauingenieur und Eisenbahnexperte (2015)
- Gerd Höfer, Politiker (2016)
- Dieter Hoffmann-Axthelm, Freiberufler, Stadtplaner (2006)
- Martin Hoffmann, studentischer Widerstand in der DDR (2008)
- Eckart Höfling, Franziskaner (2007)
- Gerhard Hofmann, Rechtsanwalt (1986)
- Herbert W. Hofmann, Sportfunktionär (1987)
- Horst-Klaus Hofmann, Gründer der Offensive Junger Christen (1990)
- Jörg Hoff, Generalapotheker (1999)
- Karl Friedrich von Hohenzollern, Chef des Hauses Hohenzollern (2009)
- Monika Hohlmeier, Politikerin (1988)
- Hermann Höhn, Pfarrer (1987)
- Hermann Höllenreiner, Roma und Überlebender des Porajmos (2013)
- Ulrike Holler, Rundfunkjournalistin (2001)
- Fred Hölzer, Fußballspieler und Sportfunktionär (2011)
- Barbara Honigmann, Schriftstellerin (2024)
- Karl Hopfner, Sportfunktionär (2018)
- Christian Höppner, Musiker (2001)
- Hartmut Horst, Fluchthelfer (2010)
- Helmut Hoyer, Elektrotechniker (2005)
- Dietmar von Hoyningen-Huene, Verfahrenstechniker und Hochschullehrer (1994)
- Rudolf Hruschka, Lehrer und Heimatforscher (1956)
- Alfons Huber, Klassischer Philologe, Gymnasiallehrer, Historiker, Heimatforscher (2017)
- Hans G. Huber, Unternehmer (2004)
- Michaela Huber, Psychotherapeutin (2008)
- Wolfgang Huber, Umweltmediziner (2000)
- Eva Hubert, Politikerin (2025)
- Hans Hübner, Brigadegeneral (1992)
- Margit Hudelmaier, Vorsitzende des Bundesverbandes Contergangeschädigter (2010)
- Uwe Hück, Gewerkschafter (2017)
- Hauke Hückstädt, Herausgeber und Literaturvermittler (2024)
- Volker Maria Hügel, Sozialpädagoge und Flüchtlingshelfer (2021)
- Hartmut Hühnerbein, Theologe (2016)
- Sandra Hüller, Schauspielerin (2020)
- Annette Humpe, Sängerin und Musikproduzentin (2018)
- Andreas Hüneke, Kunsthistoriker (2013)
- Heinz Hürten, Neuzeit- und Kirchenhistoriker (1989)
- Wolfgang Huss, Verleger (2001)
- Michael Hüther, Ökonom (2009)
- Christel Hüttemann, Vorsitzende des Vereins zur Förderung krebskranker Kinder Münster (2010)
- Zia Gabriele Hüttinger, Obdachlosenhelferin (2013)
- Friedrich Ernst Hunsche, Schriftsteller, Sprachforscher, Heimatforscher, Genealoge (1981)
- Moritz Hunzinger, Vorstandsvorsitzender (1999)

## I
- Hugbert Ibel, Brigadegeneral
- Karl Ingenerf, Politiker (CDU) (1972)
- Hans Ingwersen, Politiker (CDU) (1975)
- Johanna Ittner, Hauswirtschaftlerin (1987)

## J
- Ursula Jetter, Schriftstellerin und Lyrikerin (2018)
- Uwe Jacobi, Journalist (2005)
- Gisela Jahn, Ärztin (2004)
- Hajo Jahn, Journalist, Vorsitzender der Else-Lasker-Schüler-Gesellschaft (2003)
- Angelika Jahns, Politikerin (CDU) (2024)
- Wolfgang Jähnichen, Ingenieur und Verkehrswissenschaftler (2014)
- Hans-Hermann Jansen, Musiker (2011)
- Horst Werner Janssen, Kapitän und Reeder (1992)
- Rolf-Dieter Jaretzky, Philatelist (2021)
- Hans-Werner Jarosch, Generalmajor (1984)
- Anton Jatsch, Politiker (1990)
- Harald Jatzke, Richter (2024)
- Hans-Werner Jarosch, General der Luftwaffe (1984)
- Ernst-Alfred Jauch, Journalist (1971)
- Martin Friedrich Jehle, Klavierbaumeister (1980)
- Hans-Joachim Jentsch, Politiker (1990)
- Julia Jentsch, Schauspielerin (2018)
- Jürgen Jentsch, Politiker (1997)
- Walter Jertz, Generalleutnant
- Eike Jessen, Informatiker (1993)
- Erich John, Designer (2021)
- Erwin Jöris, Widerstandskämpfer (2002)
- Carlo Jordan, Umweltaktivist und Politiker (2019)
- Werner Jorns, Archäologe (1990)
- Reinhardt Jünemann, Logistiker (1987)
- Andreas Jürgens, Politiker (Bündnis 90/Die Grünen) (2003)
- Herbert Jüttemann, Ingenieur und Technikhistoriker (2008)
- Franz Jung, Großdechant der Grafschaft Glatz (2001)
- Hartmuth Jung, Bankmanager (2019)
- Detlef Junker, Historiker (2010)
- Hermann Junack, Forstmann (1983)
- Eva-Maria Jung-Inglessis, Kirchenhistorikerin (2001)
- Hugo Jung, Kommunikationsmanager (1990)
- Friedrich-Wilhelm Junge, Schauspieler (1995)
- Heinz Jussen, Friedensaktivist (1999)

## K
- Jörg Kaehler, Schauspieler, Regisseur, Theaterleiter (2012)
- Axel Kahrs, Schriftsteller (2015)
- Johannes Kahrs, Politiker (SPD) (2010)
- Joachim Kaiser, Kapitän (2025)
- Roland Kaiser, Schlagersänger (2016)
- Ernes Erko Kalač, deutsch-montenegrinischer Karateka, Kickboxer und Karate-Trainer (2021)
- Gisela Kallenbach, Mitglied des Europäischen Parlaments (2001)
- Walter Kalot, Bildhauer und Kulturaktivist (1995)
- Berta Kals, Künstlerin (2002)
- Alice Kaluza, Tänzerin (2007)
- Holger Kammerhoff, Generalleutnant
- Detlef Kammholz, Flottillenadmiral
- Regine Kämper, Übersetzerin (2025)
- Anselm Kampik, Augenarzt (2021)
- Heidi Kang, Germanistin (2006)
- Erich Kapitzke, Umweltaktivist (1978)
- Yasemin Karakaşoğlu, Turkologin und Erziehungswissenschaftlerin (2021)
- Joseph Kastenbauer, Zahnarzt und Politiker (1997)
- Matthias Katsch, Aktivist (2021)
- Jonas Kaufmann, Opernsänger (2016)
- Manfred Kaufmann, Arzt (2011)
- Reinhard Kaufmann, Politiker (2008)
- Sylvia-Yvonne Kaufmann, Politikerin (2009)
- Werner Kaufmann, Mediziner (2003)
- Rainer Kaul, Politiker (2018)
- Bernd Kaut, Prälat (1997)
- Zülfiye Kaykin, Politikerin (2007)
- Karl Kehrle, Bienenzüchter (1975)
- Annelie Keil, Soziologin und Gesundheitswissenschaftlerin (2004)
- Sibel Kekilli, Schauspielerin (2017)
- Edith Kellnhauser, Pflegewissenschaftlerin (2017)
- Edwin Kelm, Vorsitzender der Landsmannschaft der Bessarabiendeutschen (1983)
- Tayfun Keltek, Vorsitzender der LAGA-NRW (2000)
- Dieter Kempf, Vorstandsvorsitzender der DATEV (2008)
- Sebastian Kempgen, Slawist und Hochschullehrer (2016)
- Arnold Kempkens, Komponist (1978)
- Armin Keppel, Präsident des Eisenbahn-Bundesamtes und des Bundeseisenbahnvermögens (2007)
- Wolfgang Kermer, Kunsthistoriker und Hochschullehrer (1984)
- Johannes B. Kerner, Moderator (2006)
- Andreas Kieling, Naturfilmer (2015)
- Karl Kießwetter, Mathematiker (2018)
- Akif Çağatay Kılıç, türkischer Politiker (2011)
- Werner Kimmig, Fernsehproduzent (2003)
- Ernst J. Kiphard, Sportpädagoge (1990)
- Rolf Kirchem, Admiralarzt
- Georg Kirner, Abenteuerreisender, Ethnologe und Autor (1993)
- Max Kirschner, Mundartdichter, Autor und Heimatforscher (1987)
- Jan İlhan Kızılhan, Psychologe und Autor (2024)
- Berend Klasink, Landwirt und Politiker (1953)
- Susanne Klatten, Unternehmerin (2005)
- Christoph Kleemann, Pastor (2011)
- Armin Klein, Politiker (CDU)
- Christine Klein, Politikerin (SPD) (2010)
- Fritz Klemm, Maler (1983)
- Axel-Björn Kleppien, Generalleutnant (1991)
- Christoph Kleßmann, Historiker (2010)
- Eckhard Klewin, Brigadegeneral
- Peter Kliegel, katholischer Pfarrer (2017)
- Kurt-Gerhard Klietmann, Ordenskundler (1986)
- Hans-Dieter Klingemann, Politikwissenschaftler und Soziologe (2025)
- Hermann Klingenberg, Politiker (SPD) (1968)
- Ursula Klinger, Trainerin im Turmspringen (2000)
- Eckart Klink, Brigadegeneral des Heeres
- Jürgen Klinsmann, Fußballtrainer (2006)
- Vitali Klitschko, Boxsportler (2010)
- Jürgen Klopp, Fußballtrainer (2024)
- Claudia Klüppelberg, Mathematikerin (2001)
- Ewout van der Knaap, Germanist und Literaturwissenschaftler (2024)
- Hubertus Knabe, Historiker (2009)
- Benno von Knobelsdorff-Brenkenhoff, Offizier und Historiker
- Ulrich Knöller, Bauingenieur und Heimatforscher (2015)
- Herbert Kober, Unternehmer (1993)
- Ludwig Köbler, Politiker
- Gertrud Koch, Widerstandskämpferin (2011)
- Werner Koch, Sachverständiger (1985)
- Sieger Köder, Priester und Künstler (1985)
- Eberhard von Koerber, Manager und Vizepräsident des Club of Rome
- Christel Köhle-Hezinger, Volkskundlerin (2022)
- Roland Köhler, Ju-Jutsu-Trainer (2025)
- Gerhard Kohnert, Möbelfabrikant und Politiker (1953)
- Diethard Könke, Bauingenieur und Universitätsprofessor
- Wolfgang Köhnlein, Strahlenbiologe (2009)
- Ilse Kokula, Lesbenforscherin (2007)
- Ferdinand Kolberg, Gießereiingenieur (2006)
- René Kollo, Sänger (1979)
- Norbert Königshofen, Politiker (CDU) (2009)
- Jörg Köpke, Generalmajor
- Hermut Kormann, Unternehmensleiter (2007)
- Joachim Korn, Rundfunk- und Fernseh-Pionier (1989)
- Hermann-Anders Korte, Soziologe (2024)
- Franz-Josef Kortüm, Manager (2008)
- Manfred Korytowski, Filmproduzent (1998)
- Albrecht von Kortzfleisch, deutscher Forstwissenschaftler (2003)
- Barrie Kosky, Oper- und Theaterregisseur (2024)
- Peter Koslowski, Philosoph (2001)
- Rachel Kostanian, Museumsleiterin (2021)
- Josef Köstler, Mundharmonikafabrikant (1952)
- Clemens Köttelwesch, Bibliothekar (1978)
- Werner Köttgen, Hörakustiker (2018)
- Sylvia Kotting-Uhl, Politikerin (Bündnis 90/Die Grünen) (2024)
- Alois Kottmann, Violinist und Musikpädagoge (2006)
- Paul Rudolf Kraemer, Honorarkonsul, Unternehmer, Mäzen
- Toni Krahl, Musiker (2024)
- Friedrich Kratzsch, Pädagoge, Heimatforscher und Autor (2024)
- Josef Kraus, Lehrer (2008)
- Heinz-Dieter Krausch, Geobotaniker (2006)
- Claudine Krause, Lehrerin (2015)
- Friedrich-Wilhelm Krause, Rechtswissenschaftler (1986)
- Raul Krauthausen, Unternehmer und Sozialarbeiter (2013)
- Henning Krautmacher, Musiker (2019)
- Helmut Krcmar, Wirtschaftsinformatiker (2021)
- Robert Kreis, Kabarettist, Pianist und Entertainer (2023)
- Klaus Kreppel, Historiker, Studiendirektor (2007)
- Lutz Kretschmann, Politiker und AIDS-Aktivist (2003)
- Hermann Kreutz, Kirchenmusiker (2015)
- Günter Krings, Politiker (CDU) (2024)
- Jürgen Kriz, Psychologe und Psychotherapeut (2020)
- Else Kröner, Unternehmerin und Stifterin (1973)
- Maren Kroymann, Schauspielerin und Entertainerin (2024)
- Horst Krüger, Schriftsteller (1990)
- Michael Krupp, Theologe und Judaist (2025)
- Joseph Anton Kruse, Literaturwissenschaftler (1994)
- Leonhard Kuckart, Politiker (2019)
- Bernhard Kuckelkorn, Bürgermeister (1973)
- Jörg Kudlich, sudetendeutscher Politiker und Jurist (1998)
- Günther Kuhn, Bürgermeister (2011)
- Heinz-Wolfgang Kuhn, Theologe (1998)
- Christoph Kühn, Monsignore, päpstlicher Diplomat (2006)
- Volker Kühn, Autor, Filmproduzent, Fernseh- und Theaterregisseur (2007)
- Antje-Katrin Kühnemann, Ärztin und Fernsehmoderatorin (1986)
- Reinhard Kuhnert, Pädagoge, Anglist und Politiker (1990)
- Kirsten Kuhnert, Vereinsgründerin (2012)
- Gerhard Kühnhardt, Mediziner (2008)
- Nia Künzer, Fußballspielerin (2017)
- Harald Küppers, Farbenkundler (1990)
- Mona Küppers, Sportfunktionär (2023)
- Rudolf Kurz (Bildhauer), Bildhauer (2015)
- Rainer Kussmaul, Violinist und Dirigent (2010)

## L
- Christine Labonté-Roset, Sozialarbeitswissenschaftlerin (2011)
- Klaus Laepple, Tourismusmanager (2007)
- Oliver Lahl, Geistlicher (2009)
- Sonja Lahnstein-Kandel, Gründerin der Jugendinitiative step21 (2004)
- Gerhard Lamprecht, Filmschaffender (1956)
- Imants Lancmanis, lettischer Kunsthistoriker und Restaurator (2002)
- Lang Lang, chinesischer Pianist (2012)
- Bernd Lange, Politiker (SPD) (2001)
- Christian Lange, Politiker (SPD) (2024)
- Alma Langenbach, Heimatforscherin (1964)
- Ruth Lapide, Religionswissenschaftlerin und Historikerin (2000)
- Oskar Lapp, Unternehmer (1981)
- James Last, Komponist, Dirigent, Bandleader (1978)
- Alexander Latotzky, Autor und Historiker (2020)
- Mathäus Lauck, Politiker (1978)
- Monika Lazar, Politikerin (Bündnis 90/Die Grünen) (2024)
- Vicky Leandros, Sängerin (2015)
- Norbert Leben, Land- und Forstwirt (2010)
- Walther H. Lechler, Psychiater und Psychotherapeut (1983)
- Heinrich Lehmann-Willenbrock, Marineoffizier (1974)
- Nicola Leibinger-Kammüller, Unternehmerin (2008)
- Jürg W. Leipziger, Unternehmer (2003)
- Vera Lengsfeld, Politikerin (2008)
- Dieter Lenzen, Präsident der Freien Universität Berlin
- Verena Lenzen, Theologin (2004)
- Kolja Lessing, Musiker, Komponist und Hochschullehrer (2020)
- Ernst Leuninger, Theologe
- Igor Levit, russisch-deutscher Pianist (2020)
- Hermann Lewen, Festspielintendant (2011)
- Aenne Ley, Politikerin
- Wolfgang Liebe, Apotheker und Mäzen (2012)
- Jan Josef Liefers, Schauspieler (2011)
- Karl Lieffen, Schauspieler
- Heiko Lietz, Theologe, Bürgerrechtler und Politiker (2025)
- Jürgen Linde, Jurist und Politiker (SPD) (1985)
- Udo Lindenberg, Rockmusiker (1989)
- Hans Peter Lindlar, Politiker (2018)
- Hans Lindner, Unternehmer (1993)
- Dorit Linke, Schriftstellerin (2023)
- Wilhelm Linker, Politiker
- Christoph Links, Verleger (2011)
- Patricia Lips, Politikerin (CDU) (2020)
- Peter Lockemann, Informatiker und Hochschullehrer (2005)
- Friedrich Löchner, Pädagoge, Dichter, Autor und Schachspieler (1976)
- Ludwig Löhlein, Unternehmer (1951)
- Johann Löhn, Ehrenkurator der Steinbeis-Stiftung (1996)
- Roland Lowinger, Sportfunktionär (2010)
- Joachim Löw, Bundestrainer der Fußballnationalmannschaft (2010)
- Siegfried Loose, Politiker (CDU) (1975)
- Egon Lorenz, Rechtswissenschaftler und Hochschullehrer (2007)
- Felicitas von Lovenberg, Verlegerin und Literaturkritikerin (2024)
- Wolf-Dieter Ludwig, Mediziner (2024)
- Otto Lührs, Physiker und Künstler (2012)
- Ute Luig, Ethnologin (2005)
- Andreas Luiken, Politiker (1983)
- Gebhard Luiz, Geistlicher (1989)
- Gisela Lück, Pädagogin (2012)
- Hans Lukas, Politiker (CSU) (1988)
- Hannibal von Lüttichau, Kaufmann (1980)
- Udo Lumma, Politiker (1992)
- Heinz Lund, Politiker (1975)
- Martin Luserke, Reformpädagoge und Schriftsteller (1954)
- Peter Lustig, Fernsehmoderator (2007)
- Carl Joseph Luther, Skipionier, Sportjournalist und Autor (1966)

## M
- Roland Mack, Unternehmer, Geschäftsführer des Europa-Parks (1999)
- Andreas Maercker, Psychologe (2017)
- Peter Maffay, Musiker (1996)
- Ute Mahler, Fotografin (2024)
- Werner Mahler, Fotograf (2024)
- Max Hermann Mahlmann, Maler (1995)
- Charlotte von Mahlsdorf, LGBT-Aktivistin und Museumsleiterin (1992)
- Georg Maier, Iberl-Bühne (2001)
- Armin Maiwald, Autor, Regisseur und Produzent (1995)
- Joana Mallwitz, Dirigentin (2023)
- Thomas Mann, Politiker (2002)
- Ahmad Mansour, deutsch-israelischer Autor (2022)
- Werner Marienfeld, Pfarrer (1983)
- Giwi Margwelaschwili, Übersetzer (2008)
- Caren Marks, Politikerin (SPD) (2024)
- Joachim Carlos Martini, Musikforscher und Dirigent (2002)
- Dieter Massin, Sportfunktionär (2009)
- Horst Aloysius Massing, Arzt, Journalist und Politiker (2004)
- Joachim Masuch, Sportfunktionär (2023)
- Bernd Mathieu, Journalist (2002)
- Leni Matthaei, Künstlerin (1963)
- Wolfgang Matthäus, Physiker und Ozeanograf (2024)
- Josef Matzke, österreichischer Theologe (1958)
- Manfred Maus, Unternehmer (1999)
- Siegfried Mauser, Pianist und Musikwissenschaftler (2010)
- Cornelius Petrus Mayer, Theologe und Hochschullehrer (1993)
- Martin Mayer, Politiker (CSU) (2002)
- Lina Mayer-Kulenkampff, Lehrerin (1956)
- Jürgen Mecheels, Chemiker
- Hartmut Mehdorn, Vorstandschef der Deutschen Bahn AG (1982)
- Margarete Mehdorn, Dolmetscherin und Übersetzerin (2012)
- Gerd Mehl, Autor, Dokumentarist, Journalist, Bergsteiger und Sportreporter (1947)
- Hans Mehl, Nürnberger Mundartautor und Musikant (1977)
- Jochen Mehner, Flottillenadmiral und Nachrichtendienstmitarbeiter
- Ulf Mehrens, Behindertensportler (2008)
- Eckhard Meise, Historiker (2012)
- Hartmut Melenk, Germanist (2008)
- Heiko Mell, Personalberater (2016)
- Harald Meller, Archäologe (2025)
- Arnulf Melzer, Biologe (2011)
- Walter Mende, Politiker, Oberbürgermeister von Leverkusen (1998)
- Meron Mendel, israelisch-deutscher Pädagoge (2024)
- Johannes Menskes, Komponist und Chorleiter (1987)
- Markus Merk, Schiedsrichter (2005)
- Bernd Merkel, Zahnmediziner (1996)
- Wolfgang Methling, Veterinärmediziner und Politiker (2025)
- Franz-Albrecht Metternich-Sandor, Adliger (2003)
- Guido Meudt, Manager (2006)
- Wolfgang Mewes, Betriebswirt, Autor, Kybernetiker (1988)
- Gerd Meyer, Friedensaktivist (2008)
- Hans-Werner Meyer, Schauspieler (2024)
- Krzysztof Meyer, Komponist und Hochschullehrer (2007)
- Theodor Wonja Michael, Schauspieler, Journalist und Nachrichtendienstbeamter (2017)
- Wolfgang Michel, Japanologe (2004)
- Andreas Michelmann, Politiker und Sportfunktionär (2020)
- Wolfgang W. Mickel, Politikwissenschaftler (1979)
- Wolfgang Mieder, Germanist und Parömiologe (2025)
- Bernd Mikulin, Präsident des Deutschen Anglerverbandes (2003)
- Horst Milde, Politiker (1973)
- Hans-Jürgen Misselwitz, Politiker (SPD) und Bürgerrechtler (2021)
- Ruth Misselwitz, Pfarrerin und Bürgerrechtlerin (2014)
- Ali Mitgutsch, Illustrator (2018)
- Billy Mo, Musiker (2002)
- Dieter Möhrmann, Politiker (SPD) (2024)
- Steffen Möller, Kabarettist (2005)
- Klaus Peter Möller, Politiker (CDU) (1989)
- Josef Molsberger, Ökonom (2024)
- Karl Heinz Mommertz, Ingenieur (2002)
- Petra Morawe, Bürgerrechtlerin (2021)
- Fritz Möstl, Politiker (SPD) (2024)
- Claudine Moulin, luxemburgische Sprachwissenschaftlerin (2025)
- Nicolas Moussiopoulos, griechischer Maschinenbauingenieur (2002)
- Ernst-Detlef Mücke, Lehrer und Mitbegründer der Arbeitsgemeinschaft Schwule Lehrer bei der GEW (2005)
- Thomas Muggenthaler, Journalist (2024)
- Dieter Müllenborn, Elektroingenieur und Unternehmer (2009)
- Gerd Müller, Fußballspieler (1977)
- Hans Christof Müller-Busch, Palliativmediziner (2012)
- Heiner Müller-Krumbhaar, Physiker (2002)
- Rolf Müller, Politiker (CDU) (1990)
- Dirk Müller-Remus, Unternehmer (2021)
- Frank Müller-Römer, Technischer Direktor des Bayerischen Rundfunks (1992)
- Sven-David Müller, Diätassistent, Diabetesberater, Autor und Moderator (2005)
- Marius Müller-Westernhagen, Musiker und Schauspieler (2001)
- Christa-Mette Mumm von Schwarzenstein, Politikerin (CDU)
- Dietmar Muscheid, Gewerkschaftsfunktionär (2024)
- Frid Muth, Verleger, Autor und Politiker (FDP) (1978)
- Ernst Mutschler, Pharmakologe (1990)
- Wencke Myhre, norwegische Schlagersängerin (2021)
- Gunter Mlynski, Arzt (2025)

## N
- Kiran Nagarkar, indischer Schriftsteller (2012)
- Elly-Viola Nahmmacher, Bildhauerin (1994)
- Stanislaw Nawka, Mediziner (2010)
- Karl-Peter Naumann, Ehrenvorsitzender Fahrgastverband PRO BAHN (2022)
- Carmen Nebel, Moderatorin (2009)
- Rudolf Nebel, Raketenkonstrukteur (1965)
- Gerhart Nebinger, Archivar und Genealoge (1997)
- Victor Neels, belgischer Militär (1975)
- Evelyne Marie France Neff, Politikerin (SPD) (2003)
- Ernst Neger, Sänger (1975)
- Rüdiger Nehberg, Menschenrechtsaktivist und Extremsportler (2002)
- Silvia Neid, Fußballtrainerin (2008)
- Georg Nemetschek, Bauingenieur, Hochschullehrer und Bausoftwareunternehmer (2001)
- Winfried Nerdinger, Architekturhistoriker (2017)
- Britta Nestler, Informatikerin und Materialforscherin (2019)
- Helmut Neuhaus, Historiker (2020)
- Paul Neumann, Übersetzer (2017)
- Heinz Neumüller, Unternehmer und Manager (1979)
- Götz Neuneck, Physiker und Friedensforscher (2022)
- Hans Neunhoeffer, Chemiker, Hochschullehrer und Politiker (2007)
- Hedwig Neven DuMont, Verlegergattin (1998)
- Mai Thi Nguyen-Kim, Chemikerin (2020)
- Paul Niedermann, Überlebender des Holocaust (2007)
- Wolfgang Niersbach, Sportfunktionär (2011)
- Tomasz Niewodniczański, polnisch-deutscher Unternehmer (1993)
- Vigdis Nipperdey, Vorsitzende des Hochschulrats der TU München (2000)
- Kaweh Niroomand, iranisch-deutscher Sportfunktionär (2024)
- Gottfried Nisslmüller, Politiker (SPD) (2014)
- Ingrid Noll, Schriftstellerin (2024)
- Paul Nößler, Bergmann, Vertriebenenvertreter und Politiker (1990)
- Josef A. Nossek, deutsch-österreichischer Hochschullehrer, Vorsitzender des VDE (2008)
- Dirk Nowitzki, Basketballspieler (2019)
- Heinrich Nuhn, Zeithistoriker und Pädagoge (2003)

## O
- Hideo Ochi, japanischer Karateka und Karate-Trainer (1997)
- Fuat Oduncu, Onkologe (2021)
- Hellmut Oelert, Herzchirurg (2003)
- Rolf Olderog, Politiker (1978)
- Jan Oltmanns, Seemannsdiakon (2012)
- Karl Heinrich Oppenländer, Ökonom (1977)
- Friedrich Ostendorff, Politiker (Bündnis 90/Die Grünen) (2024)
- Gudrun Osterburg, Politikerin (2007)
- Josef Otte, Bergmann und Politiker (1991)
- Frank Otto, Medienunternehmer (2013)
- Hans-Joachim Otto, Politiker (2010)
- Franz Overkott, Volksschullehrer und Heimatforscher
- Hasan Özen (1994)

## P
- Siegfried Pabst, Unternehmer (2012)
- Albert Panten, Heimatforscher (2009)
- Burkhard Pape, Fußballtrainer (1995)
- Georg Papst, Unternehmer (2011)
- Ulrich Parzany, Theologe und Seelsorger (1998)
- Martin Patzelt, Politiker (CDU) (2024)
- Konrad Pätzold, Bauingenieur (2009)
- Marianne Paus, Politikerin (CDU)
- Gudrun Pausewang, Schriftstellerin (1999)
- Klaus Pavel, Politiker (CDU) (2020)
- Sibilla Pavenstedt, Modedesignerin, Künstlerin und Unternehmerin (2022)
- Sieghard Pawlik, Politiker (SPD) (1990)
- Werner Pees, Kirchenmusiker (2024)
- Egon Peffekoven, Karnevalist (2003)
- Walter Peitgen, Politiker (1986)
- Rudolf Perner, Glockengießer (1952)
- Nossrat Peseschkian, Psychotherapeut (2005)
- Kurt Peters, Tänzer und Publizist (1987)
- Anders Petersen, Grafiker und Objektkünstler (2024)
- Antje Peters-Hirt, Germanistin (2009)
- Anton Peter Petri, Historiker, Volkskundler und Pädagoge
- Christa Petroff-Bohne, Formgestalterin (2024)
- Heinz Pfeiffer, Kunstradfahrer (1962)
- Rudolf Arthur Pfeiffer, Humangenetiker (2001)
- Marga Philip, Sozialpolitikerin und Frauenrechtlerin (1971)
- Klaus Pierwoß, Theaterintendant (2007)
- Rudi Piffl, Tischtennisspieler (1984)
- Gudrun Piper, Malerin (1995)
- Marianne Pitzen, Künstlerin und Museumsleiterin (1998)
- Sophus Pohl-Laukamp, Jurist und Politiker (1985)
- Harald Pohlmann, Politiker (CDU) (2024)
- Horst Georg Pöhlmann, Theologe (2004)
- Horst Poller, Verleger, Publizist und Politiker (1980)
- Gerhard Polt, Kabarettist (2024)
- Erich Ponto, Schauspieler (1954)
- Karlheinz Poredda, Politiker (1988)
- Karsten Porezag, Historiker (2020)
- Susanne Porsche, Unternehmerin (2008)
- Heinrich Pompeÿ, Theologe, Sozialethiker und Caritaswissenschaftler (2006)
- Friedrich Pongratz, Soziologe und Psychologe (2008)
- Heinrich Poos, Komponist und Musikschriftsteller (1987)
- Susanne Popp, Musikwissenschaftlerin (2007)
- Karin Powser, Fotografin (2022)
- Annedore Prengel, Erziehungswissenschaftlerin (2025)
- Arnold Preuß, Schauspieler, Regisseur und Theaterleiter (2016)
- Otfried Preußler, Autor (1973)
- Helmuth Prieß, Soldat (1996)
- Wolfgang Priewe, Schriftsteller (2009)
- Hubertus Primus, Journalist und Manager (2024)
- Beki Probst, Kinobetreiberin (2024)
- Kurt Prokscha, Dirigent (1982)
- Luise F. Pusch, Sprachwissenschaftlerin (2025)
- Stephan Pusch, Landrat (2020)
- Jean Pütz, Wissenschaftsjournalist und Fernsehmoderator (2020)
- Gerd Pützer, Politiker (CDU) (1996)

## Q
- Georg Quedens, Fotograf und Publizist (2009)
- Paul Quirin, Verbandsfunktionär und Politiker (2006)
- Eva Quistorp, Theologin, Politikwissenschaftlerin und Politikerin (Bündnis 90/Die Grünen) (2017)
- Hans Wilhelm Quitzow, naturwissenschaftliche Tätigkeit (1996)

## R
- Andreas Radbruch, Immunologe (2008)
- Winfried Radeke, Musiker (2008)
- Bernd Radig, Physiker (1992)
- Dinah Radtke, Übersetzerin (2000)
- Rahim Rahmanzadeh, Mediziner (1988)
- Brunhilde Raiser, Theologin (2008)
- Norbert Randow, Übersetzer (2008)
- Thomas Ranft, Grafiker (2024)
- Janusz Rat, Zahnarzt und Standespolitiker (2012)
- Werner Rauh, Botaniker (1999)
- Hermann Rauhe, Musikwissenschaftler (2006)
- Wolfgang Rauls, Politiker (2016)
- Walter Raum, Bildender Künstler (1996)
- Karla Raveh, Überlebende des Holocaust und Autorin (2003)
- Dorothea Gräfin Razumovsky, Publizistin (1996)
- Klaus Reder, Historiker und Volkskundler (2023)
- Axel Redmer, Jurist, Politiker (SPD) und Autor (2014)
- Gerhard Rehm, Kirchenmusiker und Orgelsachverständiger (1986)
- Robert Rehm, Politiker (SPD)
- Günther Reichelt, Biologe (1980)
- Eberhard Reichert, Jurist und Politiker (1999)
- Georg Reichert, Mundartdichter (1983)
- Oskar Reichmann, Germanist (1999)
- Jan Reichow, Musiker, Musikwissenschaftler und Redakteur (1996)
- Fritz Reimer Psychiater (1996)
- Otto Reitzenstein, Jurist (1974)
- Lotte Reimers, Keramikerin (1999)
- Klaus Reiners, Kantor und Kirchenmusiker, (1986)
- Eugen Reinhard, Heimatforscher und Prähistoriker (1981)
- Adolf Reinhardt, Fußballschiedsrichter und -funktionär
- Armin Reller, Chemiker (2019)
- Erika S. Rempening, mexikanische Konsulin (2012)
- Silke Renk, Leichtathletin (2024)
- Walter Renneisen, Schauspieler (2014)
- Friedrich Erwin Rentschler, Unternehmer (1998)
- Ulrich Renz, Historiker, Redakteur und Publizist (2015)
- Katharina Reuter, Nachhaltigkeitsexpertin (2023)
- Silke Reyer, Politikerin (SPD) (1999)
- Mahdi Rezai, Mediziner (2015)
- Tilman Rhode-Jüchtern, Geographiedidaktiker (2025)
- Hans-Günter Richardi, Autor und Journalist (2022)
- Stephan Richter, Journalist (2000)
- Wolfgang Rieck, Politiker (CDU) (2022)
- Ernst-Otto Riecken, Mediziner (2003)
- Wolfgang Riedel, Geograph (1994)
- Hermann Rieder, Sportwissenschaftler
- Ulrike Rieder, Voltigierfunktionärin (2008)
- Adolf Riedl, Unternehmer (1986)
- Anke Riefers, Politikerin (SPD) (1993)
- Eva Rieger, Musikwissenschaftlerin (2024)
- Katja Riemann, Schauspielerin (2010)
- Friedrich-Christian Rieß, Mediziner (2018)
- Andreas Rippert, Leiter des Kampfmittelräumdienstes Bremens (2008)
- Winfried Rippert, Politiker (CDU) (1989)
- Franz-Georg Rips, Politiker (SPD) (2022)
- Iris Ripsam, Politikerin (CDU) (2024)
- Günter Riße, Theologe (2014)
- Ilse Ritter, Schauspielerin (2025)
- Karin Ritthaler-Praefcke, Polonistin (2023)
- Bruno Rixen, Ingenieur und Unternehmer (2012)
- Horst Robbers, Admiralarzt
- Karl Röckinger, Landrat (2010)
- Helmut Rödl, Unternehmer und Hochschullehrer (2010)
- Kurt Roeske, Altphilologe (1997)
- Hans Röhrs, Bergingenieur und Bergbauhistoriker (2010)
- Katrin Rohde, Entwicklungshelferin in Burkina Faso und Autorin (2001)
- Ulrich L. Rohde, Ingenieur, Unternehmer und Hochschullehrer (2021)
- Christa Rohde-Dachser, Psychoanalytikerin (2019)
- Günter Rohrmoser, Sozialphilosoph (1998)
- Sophie Rois, österreichische Schauspielerin (2025)
- Dieter Rombach, Informatiker (2009)
- Walter Romberg, Maler (1967)
- Udo Rönnecke, Politiker (2009)
- Richard Roosen, Maschinenbauingenieur (1966)
- Gerd Röpke, Physiker (1999)
- Thomas Röpke, Mediziner (2011)
- Maria Roppertz, Autorin (1997)
- Anton Rosen, Lehrer und Heimatforscher (1968)
- Harry Rosin, Mediziner (2002)
- Walter Rosenwald, Ministerialbeamter, Militärhistoriker und Ordenskundler (1975)
- Roland Rösler, Politiker (CDU) (1990)
- Alf Rößner, Museumsdirektor (2024)
- Kurt Rossa, Oberstadtdirektor von Köln
- Inge Rossbach, Schauspielerin (2010)
- Bernd Roßmann, Sportfunktionär (2020)
- Dirk Roßmann, Unternehmensgründer (1998)
- Gunda Röstel, Managerin und ehemalige Sprecherin des Bundesvorstandes von Bündnis 90/Die Grünen (2024)
- Diethardt Roth, Bischof der Selbständigen Evangelisch-Lutherischen Kirche (2013)
- Hans-Josef Roth, Organist, Chorleiter und Kirchenmusikdirektor in Aachen (1986)
- Michael A. Roth, Unternehmer und Fußballfunktionär (2002)
- Camilla Rothe, Ärztin (2022)
- Michal Rovner, israelische Fotografin und Videokünstlerin (2021)
- Klaus Rudek, Schulleiter und Journalist (1992)
- Dieter Rümmeli, Kaufmann und Segelsportfunktionär (2006)
- Heinrich Rumphorst, Musikwissenschaftler (2023)
- Godehard Ruppert, Präsident der Otto-Friedrich-Universität Bamberg (2010)
- Florian Russi, Schriftsteller (2021)
- Bernhard Rüth, Archivar (2025)
- Petro Rychlo, ukrainischer Germanist, Literaturwissenschaftler und Essayist (2012)

## S
- Peter Säckl, Politiker (1990)
- Markus Sackmann, Politiker (CSU) (2014)
- Günter Särchen, Sozialpädagoge, Publizist, Wegbereiter der deutsch-polnischen Aussöhnung (1993)
- Said, deutsch-iranischer Schriftsteller und Lyriker (2014)
- Hermann Saitz, Stadt- und Verkehrsplaner (2010)
- Melitta Sallai, Stifterin (2025)
- Michael Prinz zu Salm-Salm, Unternehmer (2004)
- Hans Hinrich Sambraus, Verhaltensforscher (2008)
- Armin Sandig, Maler und Grafiker, Präsident der Freien Akademie der Künste in Hamburg (2002)
- Salvatore A. Sanna, italienischer Lyriker (1996)
- Peter Schäcker, Journalist (1981)
- Christine Schäfer, Sopranistin (2008)
- Karl-Heinz Schäfer, Bauingenieur und Bauunternehmer (1988)
- Jürgen Schäfer, Mediziner (2024)
- Peter Schäfer, Widerstandskämpfer (2011)
- Alfred Schaible, Gewerkschafter und Kommunalpolitiker (1989)
- Wilhelm Schänzer, Biochemiker, Sportwissenschaftler und Hochschullehrer (2018)
- Karljosef Schattner, Architekt (1997)
- Hans-Jürgen Schatz, Schauspieler (2007)
- Ortrud Schaale, Lehrerin (1973)
- Frank Schäffler, Politiker (FDP) (2024)
- Lothar Schall, Maler (1994)
- Heinz Ritter-Schaumburg, Privatgelehrter und Autor (1986)
- Bosiljka Schedlich, Menschenrechtsaktivistin (2000)
- Siegbert Schefke, Journalist und Bürgerrechtler (2005)
- Carmen Scheibenbogen, Hämatoonkologin und Immunologin (2022)
- Hermann Scheipers, Priester (2002)
- Hansjörg Schellenberger, Musiker (2018)
- Peter Schelzig, General der Bundeswehr
- Heinz Schemken, Politiker (CDU) (2010)
- Donata Freifrau Schenck zu Schweinsberg, DRK-Funktionärin (2016)
- Marion Schick, Betriebswirtin, Vorstand der Fraunhofer-Gesellschaft (2008)
- Elke Schilling, Sozialunternehmerin und Politikerin (2025)
- Margarete Schilling, Autorin zu Glocken und Carillons (2023)
- Axel Schimpf, Admiral
- Volker Schimpff, Politiker (2008)
- Carl Schirren, Arzt (1973)
- Bernd Schirrmacher, Nachrichtentechniker und Hochschullehrer (2001)
- Rudolf Schlegelmilch, Physiker und Paläontologe (2006)
- Cornelia Schleime, Malerin (2025)
- Manfred Schlenker, Kirchenmusiker und Komponist (2017)
- Walter Franz Schleser, Diplomat (1990)
- Udo Schlitzberger, Landrat (1990)
- Friedrich-Wilhelm Schlomann, Journalist (1992)
- Elmar Schloter, Organist und Dirigent
- Hein Schlüter, Autor und Herausgeber (1982)
- Helmut Schmezko, Politiker (SPD) (1984)
- Detlef Schmid, Informatiker (2009)
- Georg Schmid, Politiker (CSU) (2012)
- Hans Schmid, Psychotherapeut (1983)
- Lothar Schmid, Verleger, Schachspieler (1993)
- Harald Schmid, Sportler (1989)
- Werner Schmid, Unternehmer (1971)
- Alfons Schmidt, Pädagoge, Restaurator und Präparator (1982)
- Alfred Schmidt, Philosoph (1998)
- Annerose Schmidt, Pianistin (2003)
- Benno Wolfgang Schmidt, bekannt als Brocken-Benno, Rekordwanderer (2020)
- Günther J. Schmidt, Unternehmer, Inhaber des Togal-Werks (2006)
- Kai Schmidt, Lehrkraft und Webvideoproduzent (2024)
- Paul-Rüdiger Schmidt, Pastor
- Stefan Schmidt, Kapitän (2022)
- Angelika Schmidt-Koddenberg, Soziologin (2009)
- Wolfdietrich Schmied-Kowarzik, Philosoph und Initiator der Franz-Rosenzweig-Gastprofessur (1999)
- Gerhard Schmidt-Gaden, Dirigent und Gründer des Tölzer Knabenchores (1983)
- Ruth Schmidt-Niemack, Politikerin (1996)
- Ursula Schmidt-Tintemann, Medizinerin (1986)
- Stevie Schmiedel, deutsch-britische Genderforscherin (2025)
- Heinz Schmitz, Architekt
- Richard Schmitz, Hotelier (1998)
- Heinz-Hermann Schnabel, Politiker (2018)
- Hermann Schnaufer, Manager (1951)
- Walter Schneeloch, Sportfunktionär (2011)
- Adolf T. Schneider, US-amerikanisch-deutsch Unternehmer, Offizier und Heimatforscher (2020)
- Dieter Schneider, Unternehmer und Sportfunktionär (2010)
- Eleonore Schneider, Politikerin (CDU) (1968)
- Frank Schneider, Mediziner (2022)
- Gerhard Schneider, Werkstoffwissenschaftler (2024)
- Petra Schneider, Schwimmerin (2024)
- Uwe Schneidewind, Wirtschaftswissenschaftler (2020)
- Sybille Schnehage, Entwicklungshelferin in Afghanistan (1996)
- Rolf Schnellecke, Unternehmer und Politiker (CDU) (2023)
- Jutta Schnitzer-Ungefug, Neurobiologin (2022)
- Friedrich Wilhelm Schnitzler, Unternehmer, Manager und Politiker (CDU) (1984)
- Ottmar Schoch, Psychologe (1997)
- Karl Schock, Unternehmer (1999)
- Heinrich Schoeneich, Chirurg und humanitärer Aktivist (2006)
- Walter Schöler, Politiker (SPD) (1990)
- Jürgen Schölmerich, Mediziner (2009)
- Gerhard Schöne, Liedermacher (2024)
- Barbara Schöneberger, Fernsehmoderatorin, Schauspielerin und Sängerin (2015)
- Heiner Schönecke, Politiker (CDU) (2024)
- Berndt-Ulrich Scholz, Unternehmer und Fußballfunktionär (2004)
- Walter Scholz, Musiker
- Reiner Schomburg, Politiker (CDU) (2006)
- Hermann Schoppe, Politiker (CDU) (1989)
- Gert Schramm, Zeitzeuge (2014)
- Hannah Schreckenbach, Architektin und Bauingenieurin (1981)
- Georg Schreiber, Mediziner und Medizinjournalist
- Günter Schrempp, Politiker (1986)
- Gustav Schröder, Kapitän (1957)
- Ulrike Schröder, Politikerin (CDU) (2008)
- Volker Schröder, Politiker (Bündnis 90/Die Grünen) (1999)
- Helmut Schröer, Oberbürgermeister von Trier (2008)
- Hermann Schröter, Archivar (1983)
- Helga Schubert, Schriftstellerin (2024)
- Bettina Schuler, Autorin (2025)
- Hans Gerhard Schulz, Leichtathlet und Sportfunktionär (2013)
- Josef Schürgers, Politiker (CDU), Bürgermeister von Viersen (1974)
- Tina Schüßler, Sängerin, Schauspielerin, K-1 Weltmeisterin, Moderatorin, Ringsprecherin (1974)
- Hans Schuierer, Politiker (SPD) (2005)
- Coco Schumann, Musiker (1989)
- Ekkehard Schumann, Jurist (1984)
- Fritz Schumann, Önologe (2007)
- Georg Schwalm, Jurist und Hochschullehrer (1978)
- Wolfgang Schwarz, Widerstandskämpfer (2011)
- Jörg Schweinsteiger, Brigadegeneral (1998)
- Michael Schweitzer, österreichischer Jurist (2010)
- Cecilia Scorza, Astrophysikerin und Autorin (2024)
- Hansjörg Seeh, Kommunalpolitiker (SPD) (2002)
- Wolfgang Seeliger, Dirigent und Chorleiter (2019)
- Peter Sefrin, Arzt (1986)
- Franz-Josef Sehr, Kaufmann und Feuerwehrfunktionär (2015)
- Hedi Sehr, Notfallseelsorgerin und Feuerwehrfrau (2020)
- Alfred Seidel, Maler und Grafiker (1981)
- Franz W. Seidler, Historiker (1978)
- Dieter Seifert, Ingenieur (2001)
- Lutz Seiler, Schriftsteller (2024)
- Charlotte Seither, Komponistin (2020)
- Hans-Konrad Selbmann, Medizin-Informatiker (2005)
- Stephan Reimund Senge, Ordenspriester und Entwicklungshelfer (2022)
- Alfred Seppelt, Schachfunktionär (1990)
- Helmut Sethe, Journalist (1980)
- Manfred Sexauer, Moderator (2000)
- Mitsuko Shirai, Sängerin und Hochschullehrerin (2009)
- Renate Sick-Glaser, Unternehmerin (2022)
- Michael Siebenbrodt, Architekt, Architekturhistoriker und Museumsleiter (2020)
- Hartmut Siebertz, Generalstabsarzt
- Dieter Sieger, Architekt und Designer (2018)
- Wolfgang Sielaff, Kriminalist (2025)
- Christina Simon, Grafikerin (2025)
- Anil Singhal, Mediziner (1989)
- Johannes Singhammer, Politiker (2010)
- Michael Sladek, Arzt (2004)
- Heike Solga, Soziologin (2023)
- Walter Sollbach, Fischereiverbandsfunktionär (2006)
- Jos Som, Bürgermeister von Kerkrade (2007)
- Hans-Peter Sommer, Politiker (2008)
- Egon Sommerfeld, Politiker (2013)
- Willy Sommerfeld, Stummfilm-Pianist und Komponist (2006)
- Burkhardt Werner Sonnenstuhl, Mitinitiator der Bio-Brotbox (2006)
- Karl-Heinz Soukal, deutscher Brigadegeneral
- Leopold Spaeth, Politiker (CDU) (1978)
- Claus Spahn, Autor und Fernsehredakteur (2001)
- Walter Spahrbier, Postbeamter und Fernsehstatist (1980)
- Franz-Josef Spalthoff, Manager (1979)
- Peter Spary, Lobbyist (1983)
- Dieter Spath, Arbeitswissenschaftler (2008)
- Friedrich Specht, Psychiater (1985)
- Albert Speer jr., Architekt und Stadtplaner (2006)
- Franziska Sperr, Journalistin und Autorin (2020)
- Michael Speth, Ruderer und Gärtner (2013)
- Friedemann Spicker, Literaturwissenschaftler (2023)
- Marga Spiegel, Holocaust-Überlebende (2010)
- Peter Spranger, Pädagoge und Historiker (1990)
- Gerd Springe, Manager (2007)
- Anne-José Springorum, Richterin (2024)
- Hans-Werner Springorum, Orthopäde und Chirurg (2018)
- Volker Staab, Architekt (2008)
- Johanna Stachel, Physikerin (1999)
- Walter Staffa, Funktionär, Heimatvertriebener (1984)
- Eduard Stanglmeier, Fleisch- und Wurstwarenfabrikant (1958)
- Karl Starzacher, Politiker (1989)
- Witold Stankowski, polnischer Historiker und Hochschullehrer (2018)
- Herbert Steffen, Unternehmer (1994)
- Marie-Elisabeth Steffen, Politikerin, Weinkönigin (1989)
- Wolfgang Steffen, Komponist (1981)
- Dirk Steffens, Journalist und Fernsehmoderator (2023)
- Wolfgang Steguweit, Numismatiker (2024)
- Dietrich Stein, Bauingenieur und Hochschullehrer (1998)
- August Albert Steinborn, Architekt (1994)
- Klaus Steinbrück, Orthopäde und Sportmediziner (2005)
- Andreas Steinhöfel, Schriftsteller und Übersetzer (2023)
- Regina Steinitz, Überlebende des Holocaust (2021)
- Reinhard Steinlein, Theologe und Seelsorger, Superintendent (2002)
- Fritz Steinmetz, Leichtathlet, Sportfunktionär und Sporthistoriker (2004)
- Werner Stengel, Achterbahn-Konstrukteur (2009)
- Raimund Walter Sterl, Musiker, Musikhistoriker und Archivar (2008)
- Jochen Stern, Autor (2009)
- Rüdiger Sterzenbach, Hochschullehrer, Sportfunktionär, Unternehmer und Politiker (CDU) (2004)
- Martin Stevens, Politiker (SPD) (1996)
- Michael Stich, Tennisspieler (2008)
- Leopold Stiefel, Unternehmer (2008)
- Meinolf Stieren, Politiker (CDU) (1988)
- Hans Stimmann, Architekt und Stadtplaner (2009),
- Manfred Stock, Gartenbauer und Umweltschützer (1986)
- Rupert Stöckl, Maler (1992)
- Frieder Stöckle, Autor (2015)
- Barbara Stollberg-Rilinger, Historikerin (2007)
- Reinhard Stollreiter, Chorleiter (1993)
- Barbara Stolterfoht, Politikerin (2005)
- Gabriele Stötzer, Schriftstellerin und Künstlerin (2013)
- Hermann Strangemann, Kaufmann (1977)
- Wolfgang Stratenwerth, Wirtschafts- und Berufspädagoge (1988)
- Max Straubinger, Politiker (2009)
- Reinhard Strecker, politischer Aktivist (2015)
- Ilse Strempel, Augenärztin (2023)
- Hans-Joachim Stricker, Vizeadmiral (2010)
- Werner Strik, Internist (2001)
- Theodor Strobl, Bauingenieur (2021)
- Ulrich Strombach, Sportfunktionär (2009)
- Edith Strumpf, Politikerin (FDP) (1992)
- Alexander Šumski, rumänisch-deutscher Musikwissenschaftler, Pianist, Dirigent, Komponist (2005)
- Rashid Sunyaev, Physiker (2010)
- Frank Sürmann, Politiker (2022)
- Arno Surminski, Schriftsteller und Journalist (2016)
- Bernhard Suttner, Politiker (ÖDP) (2012)
- Wolfgang Suwelack, Unternehmer (2009)
- Luis Szarán, paraguayischer Komponist (2024)
- Eva Szepesi, Holocaust-Überlebende und Zeitzeugin (2017)

## T
- Kerstin Tack, Politikerin (SPD) (2024)
- Werner Tammen, Galerist (2024)
- Marie Tångeberg, Pädagogin und Autorin (1999)
- Eilert Tantzen, Forstmann, Heimatforscher und Lokalpolitiker (1987)
- Veye Tatah, Informatikerin und Journalistin (2010)
- Monika Taubitz, Schriftstellerin (2014)
- Teruaki Tayama, japanischer Jurist (1995)
- Werner Teich, Entwickler der Drehstromtechnik bei Lokomotiven
- Düzen Tekkal, Journalistin und Politikwissenschaftlerin (2021)
- Tuğba Tekkal, Fußballspielerin und Sozialunternehmerin (2024)
- Frauke Tengler, Politikerin (CDU) (2024)
- Michael ten Hompel, Ingenieur und Hochschullehrer für Logistik (2023)
- Harald Terpe, Arzt und Politiker (2019)
- Paulus Terwitte, Kapuziner (2021)
- Hans-Joachim Tessner, Unternehmer (2025)
- Werner Textor, Polizist (1998)
- Wolfgang Thamm, Feuerwerker (1993)
- Fritz Theilen, Widerstandskämpfer (2011)
- Marlehn Thieme, Juristin (2024)
- Friedrich von Thien, Boxtrainer (2003)
- Heinrich Thies, Autor und Sprachpolitiker (2014)
- Jakob Tholund, Lehrer und Schriftsteller (1991)
- Sylvia Thun, Medizinerin und Mediziningenieurin (2022)
- Theodor Thürmer, Forstmann (1962)
- Arnold Tölg, Politiker (1982)
- Hans-Joachim Tonnellier, Bankmanager (2007)
- Peter Torkler, Politiker (SPD) (2006)
- Klaus Toyka, Neurologe und Musikmäzen (2010)
- Robert Traba, polnischer Historiker (2024)
- Gerhard Trabert, Arzt und Buchautor (2004)
- Walter Trapp, Pädagoge und Verbandsfunktionär
- Wolfgang Trapp, Ingenieur (1983)
- Christel Trautmann, Politikerin (SPD) (1989)
- Dieter Trautwein, Theologe (1989)
- Evelinde Trenkner, Pianistin und Klavierpädagogin (2013)
- Thilo von Trotha, Jurist und Redenschreiber (2009)
- Lutz Trümper, Politiker (SPD) (2023)
- Klaus Trumpf, Kontrabassist (2024)
- Galsan Tschinag, Stammesoberhaupt der Tuwiner, deutschsprachiger Schriftsteller (2002)
- Luc Turmes, Mediziner, Psychiater, Psychotherapeut (2024)

## U
- Bernhard Uhde, Theologe (2008)
- Gerhard Uhde, Schriftsteller und Theaterleiter (1977)
- Beate Uhse, Flugpilotin und Versandhändlerin (1989)
- Bernd Gerhard Ulbrich, Historiker (2024)
- Micha Ullman, israelischer Künstler (2025)
- Roland Ulmer, Verleger (2000)
- Krisztián Ungváry, ungarischer Historiker (2022)
- Paul Ulrich Unschuld, Arzt (2007)
- Katja Urbatsch, Gründerin von Arbeiterkind.de und Autorin (2018)
- Peter Ustinov, Schauspieler (1984)

## V
- Donata Valentien, Landschaftsarchitektin (2014)
- Eduardo Vargas Herrera, chilenischer Architekt (1975)
- Dieter Vaupel, Pädagoge und Politologe (2024)
- Herman van Veen, niederländischer Musiker, Schriftsteller und Schauspieler (1999)
- Karl-Heinz Vehring, Verwaltungsjurist (2008)
- Burkhart Veigel, Fluchthelfer (2012)
- Dunja Vejzovic, Sängerin (2010)
- Julius Viel, Journalist (1983)
- Joe Viera, Saxophonist und Jazzpädagoge (1999)
- Jürgen Vocke, Jurist, Jagdfunktionär und Politiker (2011)
- Albert Vogel, Behindertenpädagoge (2007)
- Harald Vogel, Organist und Orgelforscher (2024)
- Kristina Vogel, Bahnradsportlerin und Olympiasiegerin (2024)
- Alfred Vogelsänger, Fotograf (1995)
- Markus Voigt, Unternehmer (2010)
- Jacques Voigtländer, Politiker (SPD) (2024)
- Lothar Voigtländer, Komponist (2015)
- Georg Volk, Arzt, Homöopath und Schriftsteller (1981)
- Fritz Vollbracht, Politiker (1972)
- Eggert Voscherau, Industriemanager (2008)
- Norbert Voß, Schriftsteller und Kulturbeamter (1979)
- Jens-Peter Voss, Diplomat (2013)
- Christa Vossschulte, Politikerin (CDU) (2003)

## W
- Irmtraut Wäger, Vorsitzende des Vereins Deutsche Tibethilfe (1986)
- Bernd Wagner, Kriminalist und Extremismusforscher (2014)
- Christean Wagner, Politiker (CDU) (1991)
- Eberhard Wagner, Mundartforscher (2008)
- Gert G. Wagner, Wirtschafts- und Sozialwissenschaftler (2008)
- Hermann-Josef Wagner, Energieforscher und Hochschullehrer (2010)
- Jutta Wagner, Familienrechtlerin und Notarin (2013)
- Karl Wagner, Turnfunktionär (1995)
- Rainer Wagner, Theologe (2004)
- Wilhelm Wagner, Agraringenieur und Politiker (2007)
- Erika Wahlbrink, Friseurin und Standesfunktionärin (2018)
- Otto Wahl, Alttestamentler (1994)
- Frauke Walhorn, Politikerin (SPD) (2000)
- Hans Wall, Unternehmer und Mäzen (2000)
- Thomas Walther, Anwalt und Richter (2019)
- Sasha Waltz, Choreografin, Tänzerin und Opernregisseurin (2011)
- Loretta Walz, Filmemacherin (2006)
- Kristin Wardetzky, Theaterpädagogin, Autorin und Herausgeberin (2015)
- Sigrid Warnicke, Politikerin (SPD) (1998)
- Gerhard Wattenberg, Landrat (1987)
- Hans-Wolfgang Weber, Fußballtrainer (1981)
- Helmut Weber, Arzt (1991)
- Manfried Weber, Politiker (SPD) (2008)
- Michael Weber, Politiker (SPD) (1982)
- Wolfgang Weber, Fußballspieler und Botschafter für die Special Olympics (2011)
- Tilly Wedekind, Schauspielerin (1966)
- Kassandra Wedel, Tänzerin (2024)
- Ulli Wegner, Boxtrainer (2010)
- Karlheinz Weimar, Politiker (CDU) (1991)
- Frauke Weiß, Politikerin (CDU) (2025)
- Joachim Weckmann, Unternehmer (2003)
- Hans-Jürgen Wegener, Forstmann (1995)
- Max Wegner, Archäologe (1992)
- Hans Weidtman, Bankier (1959)
- Birgit Weihrauch, Medizinerin und Staatsrätin (2011)
- Manfred Weil, Maler und Autor (1995)
- Frieder Weinhold, evangelischer Pastor (2004)
- Eleonore Weisgerber, Schauspielerin und Chansonsängerin (2018)
- Joachim Weiß, Polizeibeamter und Gewerkschafter (1993)
- Peter Josef Weiß, Journalist und Heimatforscher (1985)
- Werner Weißbrodt, Grafiker und Hochschullehrer (1999)
- Jens Weißflog, Skispringer (1996)
- Lotte Weitbrecht, Verlegerin (1967)
- Fritz Weithas, Gründer der Volkssternwarte in Neumarkt in der Oberpfalz (1975)
- Traudl Well, Volksmusikerin (2006)
- Maria von Welser, Journalistin (1996)
- Heiner Wemhöner, Unternehmer (2022)
- Karl Wendel, Gastronom (1987)
- Peter Wensierski, Schriftsteller, Journalist und Dokumentarfilmer (2012)
- Wolfgang Werner, Psychiater (2023)
- Sabine Werth, Sozialpädagogin und Tafel-Gründerin (2003)
- Wilfried Wessel, Politiker (1992)
- Willi Wessel, Politiker (1996)
- Hiltrud Wessling, Senioreninteressenvertreterin (1980)
- Jens Weymann, Politiker (2011)
- Paul Wieandt, Bankmanager
- Dietrich Wiebe, Geograph und Politiker (SPD) (1998)
- Gisela Wicke, Naturschützerin und Politikerin (Bündnis 90/Die Grünen) (2025)
- Reinhard Wieczorek, Politiker (2011)
- Rainer Wieland, Politiker (CDU) (2009)
- Friso Wielenga, niederländischer Historiker (2015)
- Norbert Wieselhuber, Unternehmensberater (2010)
- Joachim Wiesensee, Politiker (CDU) (2009)
- Arthur Wiesner, Staatsschauspieler (1958)
- Rosemarie Wilcken, Politikerin, Bürgermeisterin von Wismar (1999)
- Reinhard Wilhelm, Wissenschaftlicher Direktor des Informatikzentrums Schloss Dagstuhl (2010)
- Rolf Alexander Wilhelm, Filmkomponist (1993)
- Eberhard Wille, Ökonom (2009)
- Joachim Wille, Journalist (2015)
- Winfried Willems, politischer Beamter (2023)
- Ron Williams, US-amerikanischer Schauspieler, Synchronsprecher, Sänger und Moderator (2004)
- Ben Willikens, Künstler und Hochschullehrer (2001)
- Günther Willmann, Hörfunkmoderator (2003)
- Czarina Wilpert, Sozial- und Migrationsforscherin (2017)
- Horst-Helmut Wind, Flottillenadmiral
- Elisabeth Winkelmeier-Becker, Politikerin (CDU) (2024)
- Heinz Winkler, Koch (2001)
- Martin Wirsing, Informatiker (2022)
- Karl Wißpeintner, Ingenieur, Unternehmer und Politiker (2008)
- Rotraut Wisskirchen, Archäologin (2010)
- Helmut Witt, Radiologe (1992)
- Friedrich-Carl Wodarz, Politiker (2008)
- Jürgen O. Wöhler, Jurist und Manager (2009)
- Dagmar G. Wöhrl, Politikerin (CSU) (2008)
- Harald Wohlfahrt, Koch (2004)
- Hanna Wolf, Politikerin (SPD) (2000)
- Hans Wolf, Mathematiker (2004)
- Rosi Wolf-Almanasreh (2004)
- Karl Dietrich Wolff, Verleger (2010)
- Kurt Wolfsdorf, Versicherungsmathematiker und Manager (2021)
- Veit Wolpert, Politiker (FDP) (2024)
- Hellmut Wormsbächer, Chorleiter, Komponist und Dirigent (1995)
- Johannes Wosnitza (1908–1995), Pfarrer (1985)
- Albert Wunsch, Erziehungswissenschaftler und Autor (2013)
- Herbert Wurster, Historiker (2012)
- Alois Würstle, Missionar in Brasilien (2009)
- Christoph Wyneken, Geiger und Dirigent (2003)

## Y
- Ranga Yogeshwar, Fernsehredakteur (2007)
- Gülistan Yüksel, Politikerin (SPD) (2007)

## Z
- Boris Zabarko, Historiker (2009)
- Hans-Eberhard Zahn, Psychologe, bildungspolitischer Aktivist (2011)
- Hermann Zahn, Unternehmer (IBELO-Feuerzeuge) aus Sulzbach am Main (1972)
- Walter Zahradnik, Physiker und Hochschullehrer (1999)
- Frank Zander, Musiker (2002)
- Hermann Zeit, Fachhochschulpräsident, Fachhochschullehrer (1984)
- Theo Zellner, Landrat, Präsident des Bayerischen Landkreistages (1999)
- Christian Zickelbein, Mitbegründer der Deutschen Schachjugend (2004)
- Erwin Zillenbiller, Agrarwissenschaftler (1987)
- Christoph Zenger, Informatiker (2001)
- Christoph Zenses, Arzt (2018)
- Arkadi Zenzipér, Pianist und Musikpädagoge (2020)
- Richard Zettler, Dirigent, Musiker und Musikpädagoge (1981)
- Theodor Ziegler, Geodät und Verwaltungsbeamter (1987)
- Lothar Zier, Forstwirt und Naturschützer (2021)
- Fritz Zimmerer, Unternehmer, Kreisbrandinspektor, Feuerwehrfunktionär (1990)
- Achim Zimmermann, Dirigent und Chorleiter (2015)
- Eduard Zimmermann, Fernsehmoderator (1977)
- Frank Peter Zimmermann, Violinist (2008)
- Olaf Zimmermann, Publizist (2020)
- Stefan Zimmermann, Jurist (1996)
- Klaus J. Zink, Wirtschaftswissenschaftler (2023)
- Holger Zinke, Biochemiker und Unternehmer (2010)
- Berta Zirn, Gemeinde-Krankenschwester (1961)
- Hanns Zischler, Schauspieler, Dramaturg, Regisseur, Sprecher, Fotograf, Übersetzer und Essayist (2011)
- Claus Zoege von Manteuffel, Kunsthistoriker (1980)
- Bernd Zorn, Ingenieur, Mechanikermeister (2011)
- Ruth Zucker, Graphologin und Astrologin (1914–2014)
- Helmut Zühlke, Mediziner (2017)
- Tilman Zülch, Gesellschaft für bedrohte Völker (2002)
- Klaus Zürner, Maler (2010)
- Annette Zwahr, Historikerin (2007)
- Winfried Zylka, Politiker (2007)

## Verdienstmedaille
- Georg Arfmann, Bildhauer (1984)
- Jeanette Biedermann, Schauspielerin (2011)
- Martin Blankemeyer, Filmemacher (2019)
- Dominik Bloh, Sozialaktivist (2022)
- Wolf Böhringer, Schachspieler und Problemkomponist (2004)
- Hansjörg Bräumer, Theologe, Pastor und Autor (2004)
- Nils Brennecke, Moderator, Journalist und Museumsgründer (2025)
- Marianne Buggenhagen, Behindertensportlerin (2010)
- Fritz Bultmann, Chorleiter und Komponist (2011)
- Ali Can, Sozialaktivist (2022)
- Safter Çinar, Migrationsbeauftragter des Deutschen Gewerkschaftsbundes (2005)
- Gisela Deckert, Biologin, Naturschützerin (2010)
- Natalie Dedreux, Journalistin, Bloggerin und Inklusionsaktivistin (2024)
- Hatune Dogan, Klosterschwester und Leiterin der Hilfsorganisation „Helfende Hände“ (2010)
- Jürgen Domian, Journalist und Moderator der Telefon-Talk-Sendung Domian (2003)
- Fritz Drechsler, Jockey (1990)
- Nazan Eckes, Fernsehmoderatorin (2017)
- Matthias Ettrich, Informatiker (2009)
- Aloys Felke, Unternehmer und Politiker (1995)
- Franz Felke, Unternehmer (1971)
- Karl-Rudolf Fischer, Autor und Politiker (2018)
- Edith Franke, Politikerin und Tafelgründerin (2005)
- Agnes Giesbrecht, Schriftstellerin (2009)
- Klaus Rainer Goll, Lyriker (2010)
- Rolf Görner, Heimatkundler (2007)
- Saliou Gueye, deutsch-senegalesischer Migrations- und Entwicklungspolitiker (2014)
- Klaus Gundelach, Redakteur, Verlagsdirektor und Naturschützer
- Renate Gröpel, Politikerin (2007)
- Heiner Grub, Förster und Politiker (SPD) (2019)
- Judith Grümmer, Journalistin (2024)
- Cosma Shiva Hagen, Schauspielerin (2015)
- Roman Haller, Unternehmer und Autor (2004)
- Eberhard von Hagen, Biologe (2021)
- Wolke Hegenbarth, Schauspielerin (2011)
- Uda Heller, Politikerin (2010)
- Dietmar Helm, Wasserballspieler, Sportfunktionär und Sozialarbeiter (2009)
- Ulf von Hielmcrone, Jurist, Autor und Politiker (2007)
- Josef Hißmann, Autor (1982)
- Derviş Hızarcı, Antidiskriminierungsbeauftragter (2021)
- Hans Höffmann, Reiseveranstalter (2025)
- Michael Hull, Tänzer und Tanzlehrer (2013)
- Werner Jacob, Organist und Komponist (1992)
- Peter Jüngling, Polizeibeamter, Heimatforscher und LGBT-Aktivist (2015)
- Emina Čabaravdić-Kamber, bosnische Journalistin und Künstlerin (1996)
- Monika Kampmann, Liedermacherin (2004)
- Hannah Kiesbye, Erfinderin des Schwer-in-Ordnung-Ausweises (2020)
- André Knöfel, Amateurastronom (2004)
- Wolfgang Köppe, Künstler (2005)
- Fadumo Korn, Frauenaktivistin (2011)
- Burkhard Kreuter, Geodät (2007)
- Heinz Kubasch, Museologe und Autor (1995)
- Hans-Jürgen Kütbach, Bürgermeister (1999)
- Klaus Kuhlen, Offizier der Bundeswehr (1981)
- Dittmar Lauer, Architekt und Heimatforscher (1992)
- Josef Lidl, Grafiker, Autor, Musiker und Heimatkundler (1975)
- Lisi Maier, Jugendfunktionärin (2022)
- Hans-Peter Müller, Musiker (2009)
- Ariane Müller-Ressing, Volkswirtin und Akteurin in der Flüchtlingsarbeit (2018)
- Barbara Obermüller, Autorin, Feministin und Politikerin
- Heinrich Ostrop, Politiker (1984)
- Horst F. Pampel, Heimatforscher (2001)
- Jana Pavlik, Politikerin (2008)
- Frauke Petry, Unternehmerin und Politikerin (2012)
- Albert Plohnke, Betriebsleiter (2001)
- Helmut Plüschau, Politiker (2007)
- Shary Reeves, Schauspielerin, Moderatorin und Produzentin (2016)
- Georg Ried, Moderator (2018)
- Gisela Rockola, Ehrenamtlerin (2012)
- Erna Roder, Malerin (2007)
- Birgit Schrowange, Moderatorin (2008)
- Martin Schwab, Volksmusikant (1984)
- Heinrich Seißler, Lehrer und Politiker (1986)
- Albert Siebenmorgen, Fotograf, Maler, Heimatforscher und Lehrer (1976)
- Friederike Sittler, Journalistin und Theologin (2009)
- Eduard Stapel, Bürgerrechtler (1996)
- Max Strohe, Gastronom (2021)
- Neven Subotić, Fußballspieler (2022)
- Jolanta Sutowicz, polnische Schauspielerin und Festivalleiterin (2004)
- Michael von der Tann, Verbandsfunktionär (2012)
- Michael Trein, Funktionär der Landsmannschaft der Siebenbürger Sachsen (2000)
- Erna de Vries, KZ-Überlebende (2006)
- Josef Wißkirchen, Heimatforscher und Autor (2011)
- Karin Wolff, Übersetzerin (1997)
- Martin C. Wolff, Philosoph (2025)
- Stefanie Zweig, Schriftstellerin (1993)

## Stufe/Ausprägung ungeklärt
Siehe dazu Kategorie:Wikipedia:Träger des Bundesverdienstkreuzes (Ausprägung ungeklärt)

## Verweigerte, zurückgegebene und aberkannte Bundesverdienstkreuze

### Annahme des Bundesverdienstkreuzes abgelehnt
- Karl Adler
- Ilse Aichinger
- Gottfried Amann
- Eugen Angerhausen
- Sabine Ball
- Ludwig Baumann
- Heinrich Böll
- Konrad Burkhardt
- Inge Deutschkron
- Erika Drees
- Ossip K. Flechtheim
- Elisabeth Forck
- Aenne Franz
- Marianne Fritzen
- Rolf Gerich
- Barbara Gladysch
- Rudolf Graber
- Karl Graf
- Günter Grass (Hanseatische Ablehnung)
- Monika Hauser
- Kurt Heimbucher
- Hans-Olaf Henkel (Hanseatische Ablehnung)
- Florence Hervé
- Heidi Kabel (Hanseatische Ablehnung)
- Hermann Kesten
- Annie Kienast
- Sarah Kirsch
- Hans-Ulrich Klose (Hanseatische Ablehnung)
- Hermann Klugkist
- Helmut Knauer
- Ingrid Köppe
- Gerhard Lang
- Julius Lehlbach
- Siegfried Lenz (Hanseatische Ablehnung)
- Kay Lorentz
- Lore Lorentz
- Horst Ludwigsen
- Franz Marx
- Reinhard Marx
- Peter Metz
- Hanna Meyer-Moses
- Inge Meysel
- Otto Müller
- Rudolf Müller
- Philipp Pless
- Jan Philipp Reemtsma (Hanseatische Ablehnung)
- Barbara von Renthe-Fink
- Horst-Eberhard Richter
- Fritz Rodewald
- Margarete Rudoll
- Ernst Schmidt
- Helmut Schmidt (Hanseatische Ablehnung)
- Fritz Sennheiser
- Gerhard Steiff
- Hito Steyerl
- Carl Tham
- Heinrich Vollmer
- Ernst Wilm
- Konrat Ziegler

### Bundesverdienstkreuz zurückgegeben
Großes Bundesverdienstkreuz mit Stern
- Robert Zollitsch, Erzbischof (verliehen 2014, zurückgegeben 2023)

Großes Bundesverdienstkreuz
- Hermann Conring, Politiker (verliehen 1964, zurückgegeben 1965)
- Karl Gerold, Journalist (verliehen 1967, zurückgegeben 1969)
- Will Quadflieg, Schauspieler (verliehen 1976, zurückgegeben 1986)
- Klaus Zumwinkel, Manager (verliehen 2001, zurückgegeben 2009)
- Theo Zwanziger, Sportfunktionär (verliehen 2012, zurückgegeben 2019)

Bundesverdienstkreuz 1. Klasse
- Max Beer, Journalist (verliehen 1957, zurückgegeben 1958)
- Eugen Ewig, Historiker (verliehen 1985, zurückgegeben 1991)
- Arno Hamburger (verliehen 1989, zurückgegeben 2009)
- Peter Hartz, Manager (verliehen 2002, zurückgegeben 2007)
- Hilmar Pabel, Journalist (zurückgegeben 1987)
- Wolfhart Pannenberg, Theologe (verliehen 1987, zurückgegeben 1997)
- Theo Zwanziger, Sportfunktionär (verliehen 2005, zurückgegeben 2019)

Bundesverdienstkreuz am Bande
- Alisa Fuss, Pädagogin und Menschenrechtsaktivistin (verliehen 1992, zurückgegeben 1993)
- Volker Klenk, Politiker (verliehen 1980, zurückgegeben 2010)
- Albrecht Weinberg, Holocaustüberlebender (verliehen 2017, zurückgegeben 2025)

Verdienstmedaille
- Irmela Mensah-Schramm, Menschenrechtlerin (verliehen 1996, zurückgegeben 2000)
- Luigi Toscano, italienisch-deutscher Fotograf und Filmemacher (verliehen 2021, zurückgegeben 2025)

Stufe unbekannt
- Wolfram Hülsemann, Theologe (verliehen 1991, zurückgegeben 1993)
- Gerold Janssen, Umweltschützer (verliehen 1993, zurückgegeben 1995)
- Ignes Ponto, Musikerin (verliehen 1988, zurückgegeben 2008)
- Walter Stallwitz, Maler (verliehen 1993, zurückgegeben 1994)
- Jürgen Vietor, Copilot der 1977 entführten Lufthansa-Maschine „Landshut“ (zurückgegeben 2008)

### Bundesverdienstkreuz aberkannt
- Heinrich Bütefisch (verliehen 1964, aberkannt 1964)
- Hans Ernst Schneider alias Hans Schwerte (verliehen 1983, aberkannt 1995)